# Caltanissetta
Caltanissetta (Cartanissètta in siciliano) è un comune italiano di 57 945 abitanti, capoluogo dell'omonimo libero consorzio comunale in Sicilia.
I primi ad abitare il territorio circostante furono i Sicani, che si stanziarono in diversi villaggi a partire dal XIX secolo a.C., ma l'odierna città fu fondata verosimilmente nel X secolo durante il periodo islamico in Sicilia, quando probabilmente nacque il toponimo "Caltanissetta", sebbene siano state formulate nel tempo anche ipotesi alternative. Trasformata in feudo dai Normanni, dopo varie vicissitudini passò nel 1405 sotto il dominio dei Moncada di Paternò, che furono i titolari della contea di Caltanissetta fino al 1812; della nobile famiglia rimane il secentesco Palazzo Moncada, in stile barocco.
A partire dall'Ottocento conobbe un notevole sviluppo industriale grazie alla presenza di vasti giacimenti di zolfo, che la resero un importante centro estrattivo; l'importanza che rivestì nel settore solfifero le valse l'appellativo di "capitale mondiale dello zolfo", e nel 1862 vi fu aperto il primo istituto minerario d'Italia. Negli anni trenta visse un periodo di fermento culturale, nonostante le censure del fascismo, tanto che Leonardo Sciascia la definì una "piccola Atene". Nel secondo dopoguerra il settore estrattivo entrò in crisi e con esso tutta l'economia del territorio, che oggi si basa prevalentemente sul settore terziario.

## Geografia fisica

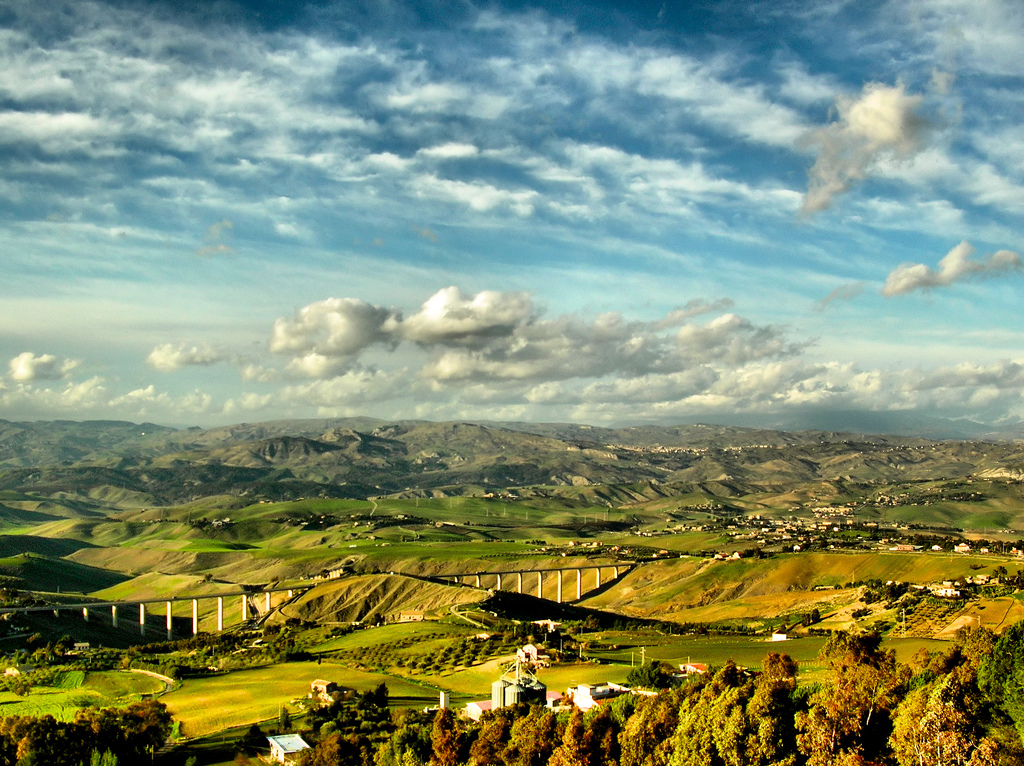
Veduta delle campagne a nord di Caltanissetta dalla cima del monte San Giuliano

Il vasto territorio di Caltanissetta, quattordicesimo d'Italia per superficie e quarto in Sicilia dopo Noto, Monreale e Ragusa si sviluppa nell'entroterra isolano e non ha sbocchi sul mare. Il territorio, situato nella regione dei monti Erei, è prevalentemente collinare, con la cima più alta che raggiunge gli 859 m s.l.m., e l'altitudine del centro della città, 568 m s.l.m., ne fa il settimo comune capoluogo di provincia più alto d'Italia, preceduto nella Regione soltanto da Enna.

### Territorio
La città di Caltanissetta si colloca in posizione di rilievo dominante l'intera valle del Salso, che si estende fino a includere la vicina Enna. Morfologicamente ricalca perfettamente le caratteristiche del territorio circostante, molto aspro e di composizione calcareo-argillosa.
Il centro abitato città sorge fra tre colli (Sant'Anna, monte San Giuliano e Poggio Sant'Elia) che, disposti ad arco, formano una conca entro la quale si sviluppa parte del centro storico e tutti i quartieri meridionali.
Nel vigente Piano Territoriale Paesistico del libero consorzio comunale di Caltanissetta, della Regione Siciliana, Assessorato Beni Culturali ed Ambientali, gran parte del territorio di Caltanissetta ricade nei paesaggi locali n. 9 "Aree delle Miniere", n. 8 "Sistemi urbani di Caltanissetta e San Cataldo" e n. 5 "Valle del Salito".

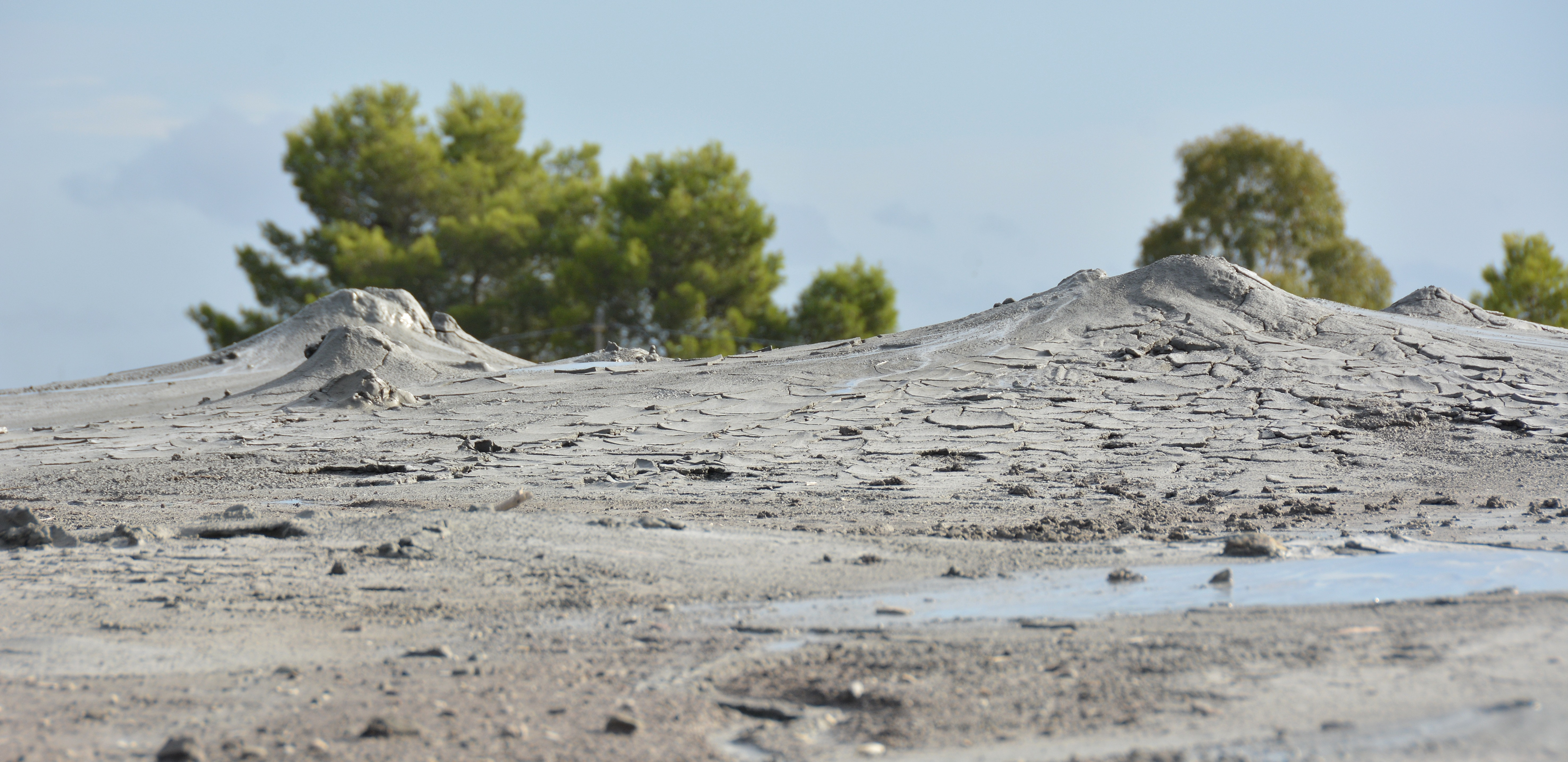
Maccaluba, un vulcanello di fango in località Terrapelata.

Nella letteratura geologica il territorio del comune rientra nel "Bacino di Caltanissetta".
Secondo il D.Lgs. 30/2009 il Bacino di Caltanissetta rappresenta un corpo idrico sotterraneo della Sicilia ed è uno dei 19 bacini idrogeologici della Sicilia, pertanto oggetto di monitoraggio della qualità dell'acquifero da parte della Regione Siciliana. I primi rilevamenti delle formazioni geologiche affioranti furono effettuati da Luigi Baldacci e Sebastiano Mottura; intorno agli anni trenta nuovi studi furono effettuati dal geologo tedesco Behermann.
Leo Ogniben effettuò importanti studi sulla serie solfifera siciliana.
Le serie stratigrafiche furono ricostruite da Paolo Schmidt di Friedberg.
Decima e Wezel pubblicarono studi sulle evaporiti Messiniane, introducendo in Sicilia il complesso evaporitico inferiore e il complesso evaporitico superiore.
Un fenomeno geologico caratteristico è quello delle maccalube di Terrapelata, piccoli vulcani che eruttano più o meno violentemente fango argilloso e gas, adiacenti al villaggio Santa Barbara.

### Clima
Il clima è piuttosto continentale, rigido e secco d'inverno, caldo e ventilato d'estate, con meno di 60 giorni di pioggia annui.
Il vento è un elemento climatico della città. Nel periodo invernale possono essere presenti brevi e sporadiche precipitazioni nevose. Le piogge si concentrano nei mesi di gennaio, febbraio, marzo, aprile, ottobre e dicembre, quasi del tutto assenti in estate con una piovosità media annuale di 458 mm.
La temperatura varia molto: le massime invernali sono in media di 9-12 °C, mentre quelle estive di 30-35 °C; le minime variano dalla media di 4-6 °C invernale a quella di 15-20 °C estiva. I picchi sono stati di -7 °C (minimo registrato nel 1934) e di 44.0 °C - massima raggiunta nell'estate del 1983.
| CALTANISSETTA      | Mesi | Mesi | Mesi | Mesi | Mesi | Mesi | Mesi | Mesi | Mesi | Mesi | Mesi | Mesi | Stagioni | Stagioni | Stagioni | Stagioni | Anno |
| CALTANISSETTA      | Gen  | Feb  | Mar  | Apr  | Mag  | Giu  | Lug  | Ago  | Set  | Ott  | Nov  | Dic  | Inv      | Pri      | Est      | Aut      | Anno |
| ------------------ | ---- | ---- | ---- | ---- | ---- | ---- | ---- | ---- | ---- | ---- | ---- | ---- | -------- | -------- | -------- | -------- | ---- |
| T. max. media (°C) | 10,5 | 11,5 | 13,9 | 17,2 | 22,5 | 27,8 | 30,7 | 30,6 | 26,9 | 20,8 | 15,7 | 12,2 | 11,4     | 17,9     | 29,7     | 21,1     | 20,0 |
| T. min. media (°C) | 3,9  | 4,0  | 5,2  | 7,4  | 11,3 | 15,9 | 18,5 | 18,6 | 16,1 | 12,5 | 8,6  | 5,8  | 4,6      | 8,0      | 17,7     | 12,4     | 10,7 |

## Origini del nome
Il toponimo "Caltanissetta" (di cui esiste anche la variante desueta Caltanisetta) deriva dall'arabo Qalʿat an-nisāʾ, letteralmente traducibile come "rocca delle donne", o "castello delle donne", che è il nome con cui il geografo arabo Muhammad al-Idrisi indica la città nel 1154 nel suo Il libro di Ruggero. La conferma della traduzione dall'arabo è stata trovata in un testo di Goffredo Malaterra dell'XI secolo, in cui scriveva:
(Goffredo Malaterra, De rebus gestis Rogerii Calabriae et Siciliae comitis et Roberti Guiscardi ducis fratris eius)
Il motivo per cui la località fosse appellata in questo modo rimane sconosciuta e l'ipotesi che il castello di Pietrarossa fosse un harem a servizio dell'emiro di Palermo sembra essere smentita dalla natura militare della fortezza. Secondo la storica nissena Rosanna Zaffuto Rovello, il nome era dovuto al fatto che gli uomini, a causa della distanza dei campi coltivati, fossero costretti a dimorare fuori dal villaggio, dando così l'impressione che fosse abitato solo dalle donne.
Secondo lo studioso Luigi Santagati, il toponimo dimostrerebbe l'esistenza, mai confermata, di un borgo preesistente di origine bizantina. Secondo la sua teoria, nisāʾ, "donna" in arabo, sarebbe la storpiatura di Nissa, il nome della città dell'Anatolia da cui provenivano gli stratioti bizantini che avrebbero costruito il castello di Pietrarossa e il vicino villaggio, che avrebbero chiamato Nissa, lì dove sorge il quartiere degli Angeli. In seguito alla conquista da parte degli arabi, questi avrebbero aggiunto al nome originale del borgo il prefisso Qalʿat, "castello", analogamente a quanto fecero a Henna, l'odierna Enna, che rinominarono Qasr Yannae, divenuta poi Castrogiovanni, e in altre località di cui storpiarono o integrarono il nome bizantino.
Con l'arrivo dei Normanni, nell'XI secolo la città incominciò ad assumere il nome latinizzato di Calatenixet, secondo la versione del Malaterra già citata, o Calatanesat, in una traslitterazione dall'arabo del testo di Idrisi. Già alla fine del XII secolo, lo storico Ugo Falcando, nel suo Liber De Regno Sicilie, parla di Caltanixettum, che risulta essere la traduzione ufficiale dell'odierno nome in latino.

## Storia

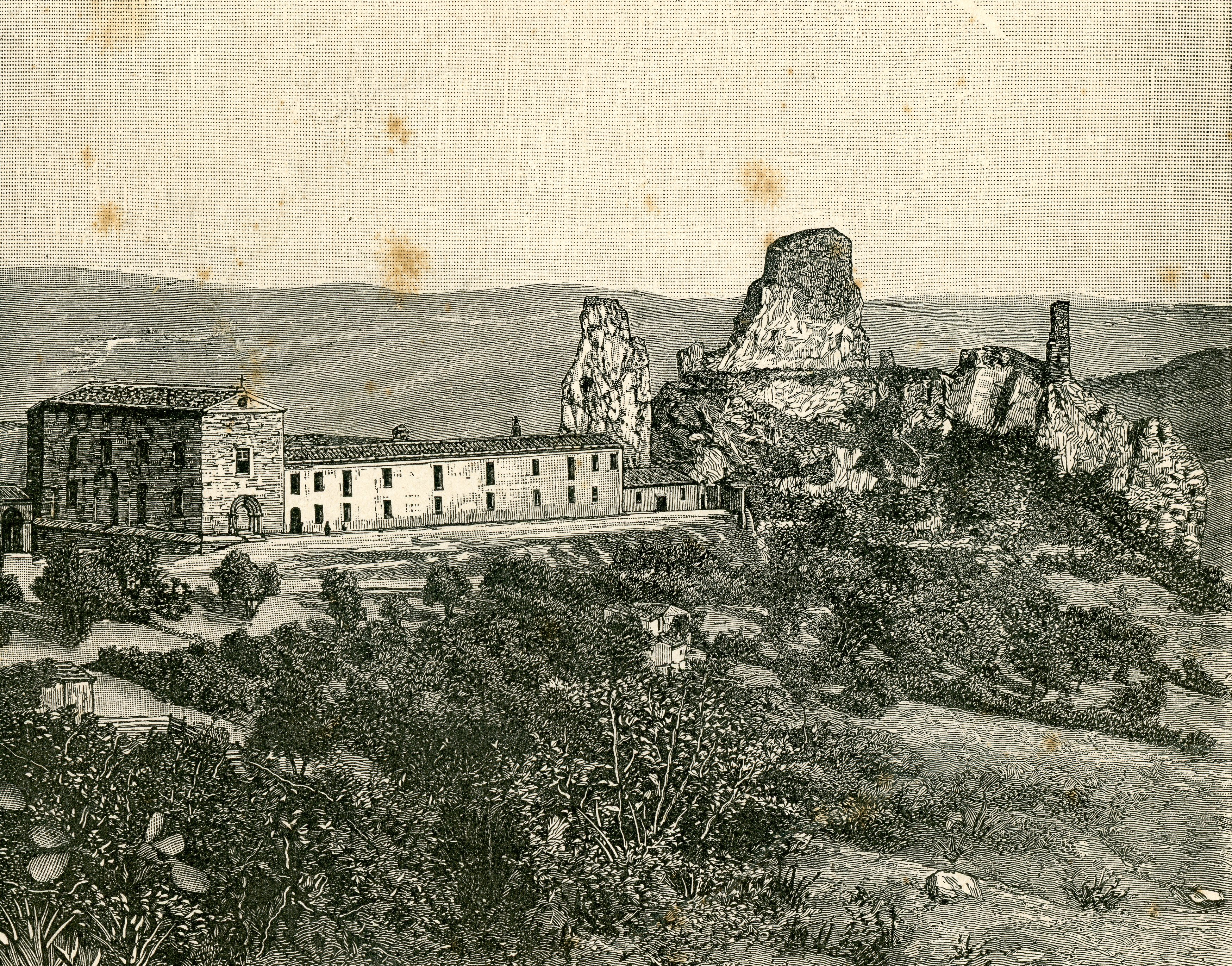
I resti dell'antico castello di Pietrarossa, con il contiguo convento e la chiesa di Santa Maria degli Angeli (xilografia di Giuseppe Barberis, 1892).

La storia di Caltanissetta affonda le proprie radici al IV millennio a.C., come dimostrano i reperti risalenti all’età del bronzo e i sepolcri a camera scavati nella roccia ritrovati a Sabucina e a Gibil Gabib, insediamenti attribuiti alle popolazioni dei Sicani, entrambi conquistati dalla colonia greca di Gela intorno al VI secolo a.C. per poi finire sotto il dominio di Akragas (attuale Agrigento). Tracce di epoca romana sono ravvisabili in alcuni reperti (tra cui un busto dell'imperatore Geta) ritrovati nelle tombe a fossa di contrada Lannari, ai piedi del colle di Sabucina, ma anche nell'attuale Abbazia di Santo Spirito, antico avamposto militare romano, successivamente trasformato in granaio e poi in abbazia in età normanna.
Tuttavia le prime tracce documentali sulla città si hanno a partire dal 1087, quando il Conte Ruggero il Normanno strappa agli arabi il "castello delle donne" (l'attuale castello di Pietrarossa), che venne da lui infeudato a vari membri della sua famiglia. Sotto la dominazione sveva, l'imperatore Federico II erige la chiesa di Santa Maria degli Angeli a parrocchia cittadina in sostituzione dell'Abbazia di Santo Spirito. Gli Aragonesi elevano la città a contea per la famiglia Lancia, dai quali nella prima metà del XIV sec. l’ebbero gli Aragona, duchi di Randazzo. Nel 1407 la città passò poi sotto il dominio dei Moncada di Paternò, che dura ininterrottamente fino al 1812, anno dell'abolizione del feudalesimo in Sicilia. È durante la dominazione dei Moncada che vengono realizzate numerose opere pubbliche, come quella importantissima del ponte Capodarso per collegarla alla vicina Castrogiovanni (odierna Enna), nonché la costruzione di diversi edifici civili e religiosi, come il barocco Palazzo Moncada (mai completato), la Cattedrale di Santa Maria la Nova con gli affreschi del fiammingo Borremans e la Chiesa di Sant'Agata al Collegio, sede cittadina dell'Ordine gesuita.

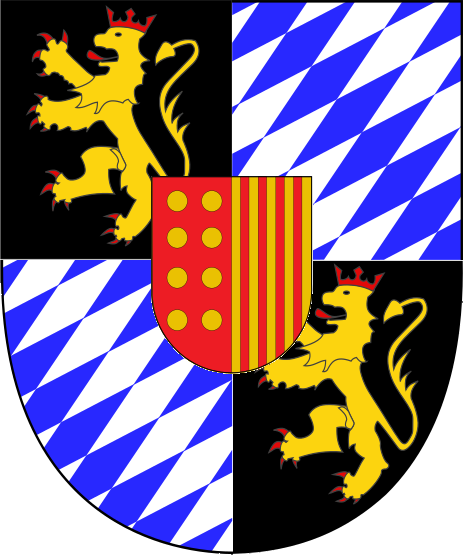
Stemma dei Moncada.

Nel 1816, sotto i Borbone, Caltanissetta venne elevata a capoluogo di provincia e, per questo motivo, rifiutò di partecipare ai moti antiborbonici del 1820, subendo perciò le rappresaglie degli insorti che la saccheggiarono. Partecipò però attivamente ai moti del 1848 e del 1860, accogliendo festosamente Garibaldi e i Mille e venendo dunque annessa al Regno d'Italia. In questo periodo, Caltanissetta vive un intenso boom dell'industria mineraria legata all'estrazione dello zolfo, tanto da fargli guadagnare l'appellativo di "capitale mondiale dello zolfo", che da un lato determina prosperità economica ma dall'altro produce numerose vittime tra i lavoratori delle miniere (i cosiddetti "zolfatai"), costretti a lavorare in condizioni precarie e disumane.
Nel 1943 Caltanissetta subì pesanti bombardamenti da parte degli anglo-americani, che provocarono centinaia di vittime. Il secondo dopoguerra si caratterizza soprattutto per la crisi irreversibile dell'industria zolfifera, che culmina con la chiusura definitiva di tutte le miniere del circondario completata alla fine degli anni 1980. È proprio nell'immediato dopoguerra che però Caltanissetta conosce una vivace rinascita culturale impressa dalla presenza di valenti intellettuali quali Salvatore Sciascia, Leonardo Sciascia, Vitaliano Brancati, Rosario Assunto, Luigi Russo ed altri, tanto da fare guadagnare alla città l'appellativo di "Piccola Atene". Nonostante ciò, Caltanissetta deve fare i conti con la diffusa disoccupazione (che si stabilizza negli anni '70 per poi aggravarsi nuovamente alla fine del decennio successivo) e con le piaghe del clientelismo e della speculazione edilizia, che modificherà drasticamente il volto della città con l'edificazione di nuovi quartieri e zone residenziali, determinando così il progressivo abbandono del centro storico. Nel 1999 la città ottiene una triste ribalta nazionale a causa dell'attentato mortale al sindaco Michele Abbate ad opera di un balordo squilibrato.
A partire dai primi anni 2000, a fianco del fenomeno sempre crescente dell'emigrazione di molti nisseni verso altre città italiane o l'estero, si è registrato un forte incremento degli stranieri, soprattutto dall'Africa subsahariana, anche a causa della presenza del CARA di contrada Pian del Lago, uno dei più grandi d'Italia che accoglie centinaia di richiedenti asilo provenienti da quei Paesi.

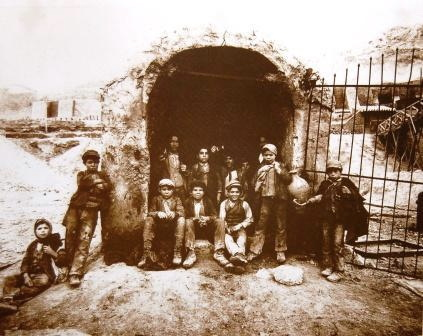
Carusi all’imbocco di un pozzo della zolfara; 1899.
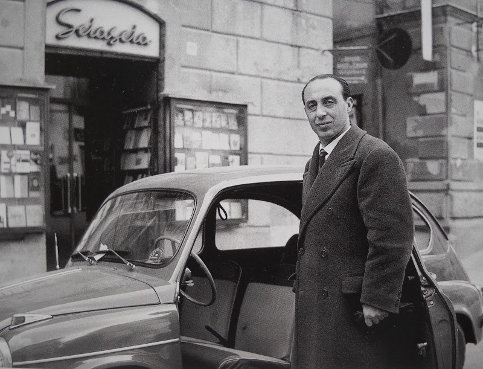
Salvatore Sciascia davanti alla sua celebre libreria in Corso Umberto I negli anni sessanta.
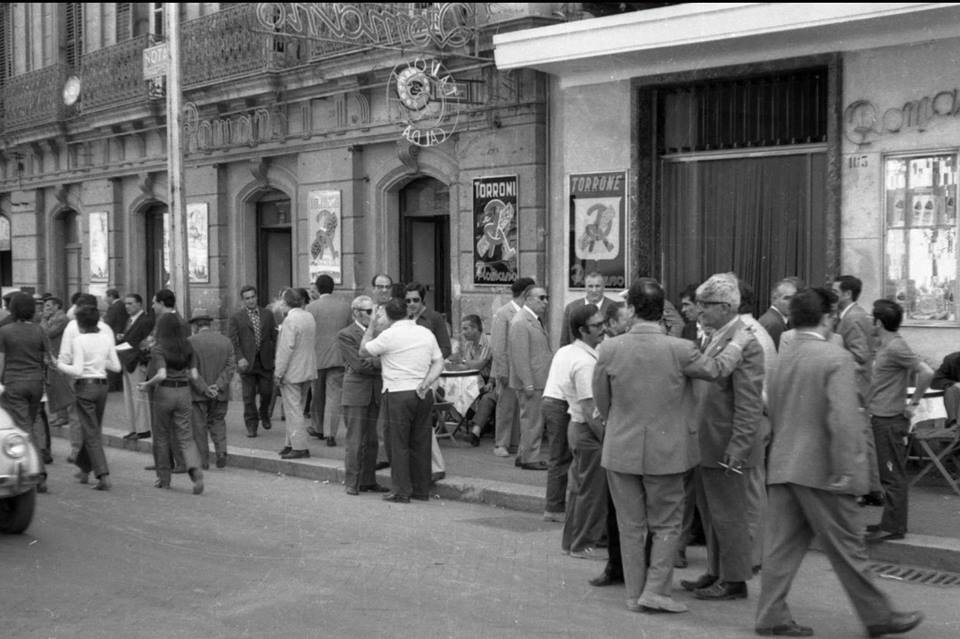
Il Bar Romano in Corso Umberto I, uno dei luoghi simbolo della città, negli sessanta.
Vista posteriore della Fontana del Tritone di Piazza Garibaldi.

### Simboli
Nello statuto del Comune sono riportate le descrizioni araldiche dello stemma e del gonfalone riconosciuti con decreto del capo del governo del 13 gennaio 1941.

Stemma del 1941 raffigurante un castello della città chiamata in arabo "Kal-At-Nissa" ossia "Castello delle Donne"

Stemma

Gonfalone

## Monumenti e luoghi d'interesse

### Architetture religiose

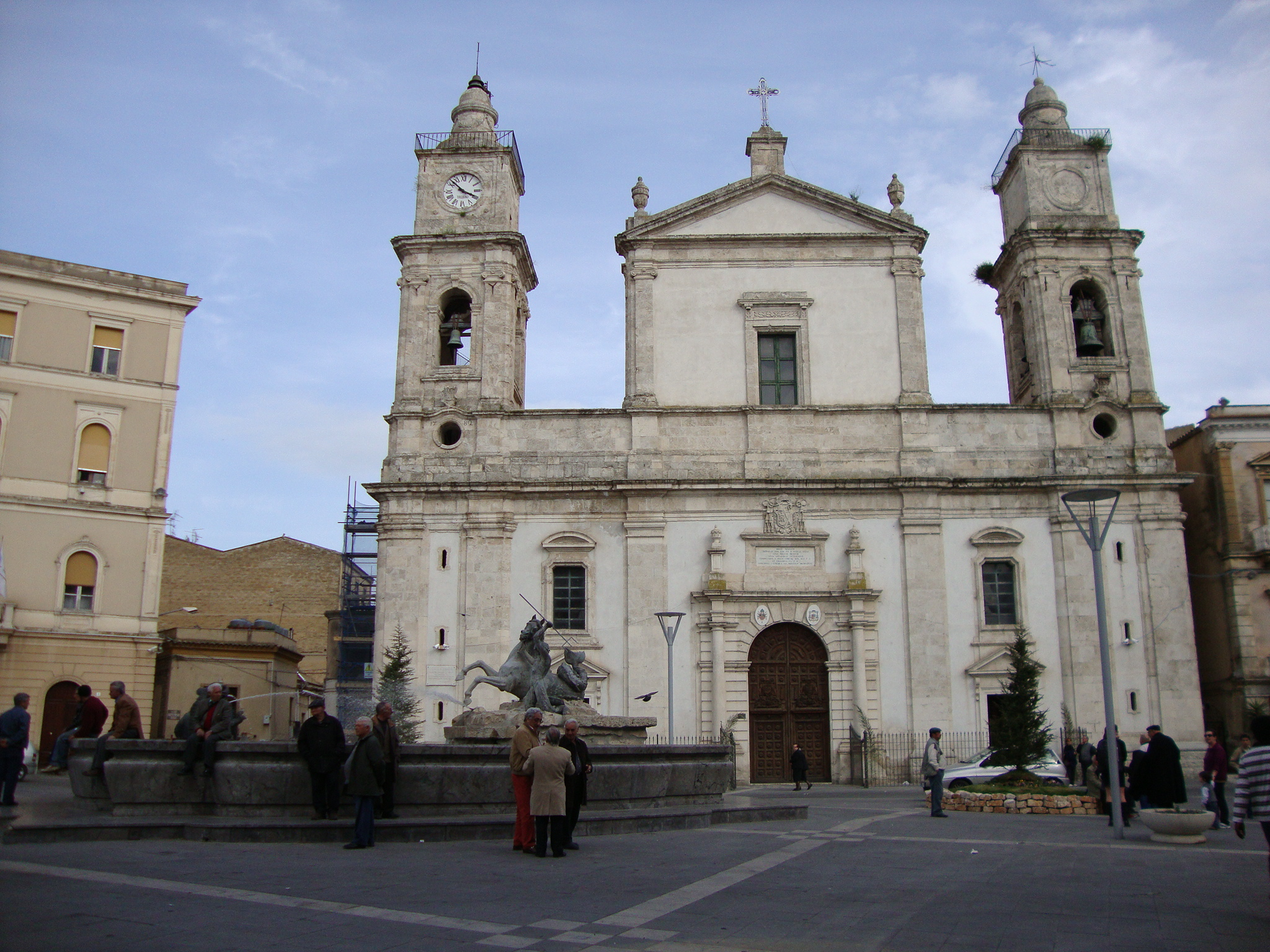
Cattedrale di Caltanissetta

Duomo di Santa Maria la NovaÈ la cattedrale di Caltanissetta, sede della Cattedra del vescovo di Caltanissetta, situata su piazza Garibaldi. Fu costruita tra gli anni 1560-1620 e aperta al culto nel 1622. Il nome è dovuto alla necessità di distinguerla dalla vecchia chiesa madre, eretta nel XIV secolo ai piedi del castello di Pietrarossa, e che venne conseguentemente soprannominata "la Vetere". Fu pesantemente danneggiata dai bombardamenti del 1943. L'interno si sviluppa su tre navate; quella centrale è caratterizzata da una serie di affreschi del pittore fiammingo Guglielmo Borremans. Alla destra dell'altare maggiore è custodita la statua lignea di san Michele, patrono della città, opera dello scultore Stefano Li Volsi.

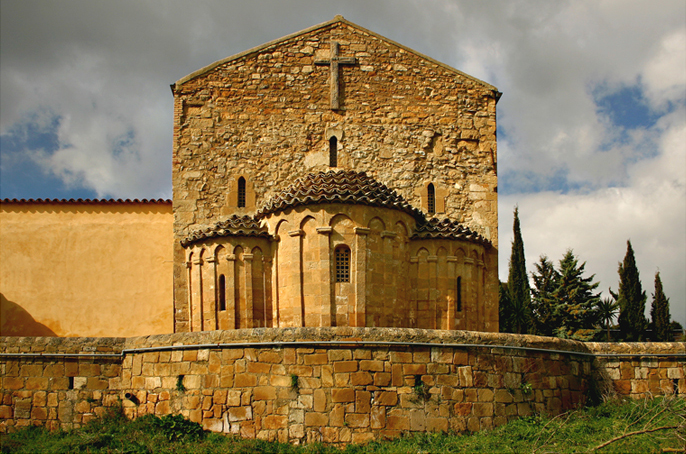
Vista esterna delle absidi dell'abbazia di Santo Spirito

Abbazia di Santo SpiritoFu commissionata dal Gran Conte Ruggero e realizzata su un antico casale arabo. La chiesa, consacrata nel 1153, è costituita da un'unica navata triabsidata e possiede notevoli elementi artistici, quali il fonte battesimale e i numerosi affreschi che ricoprono le pareti interne.

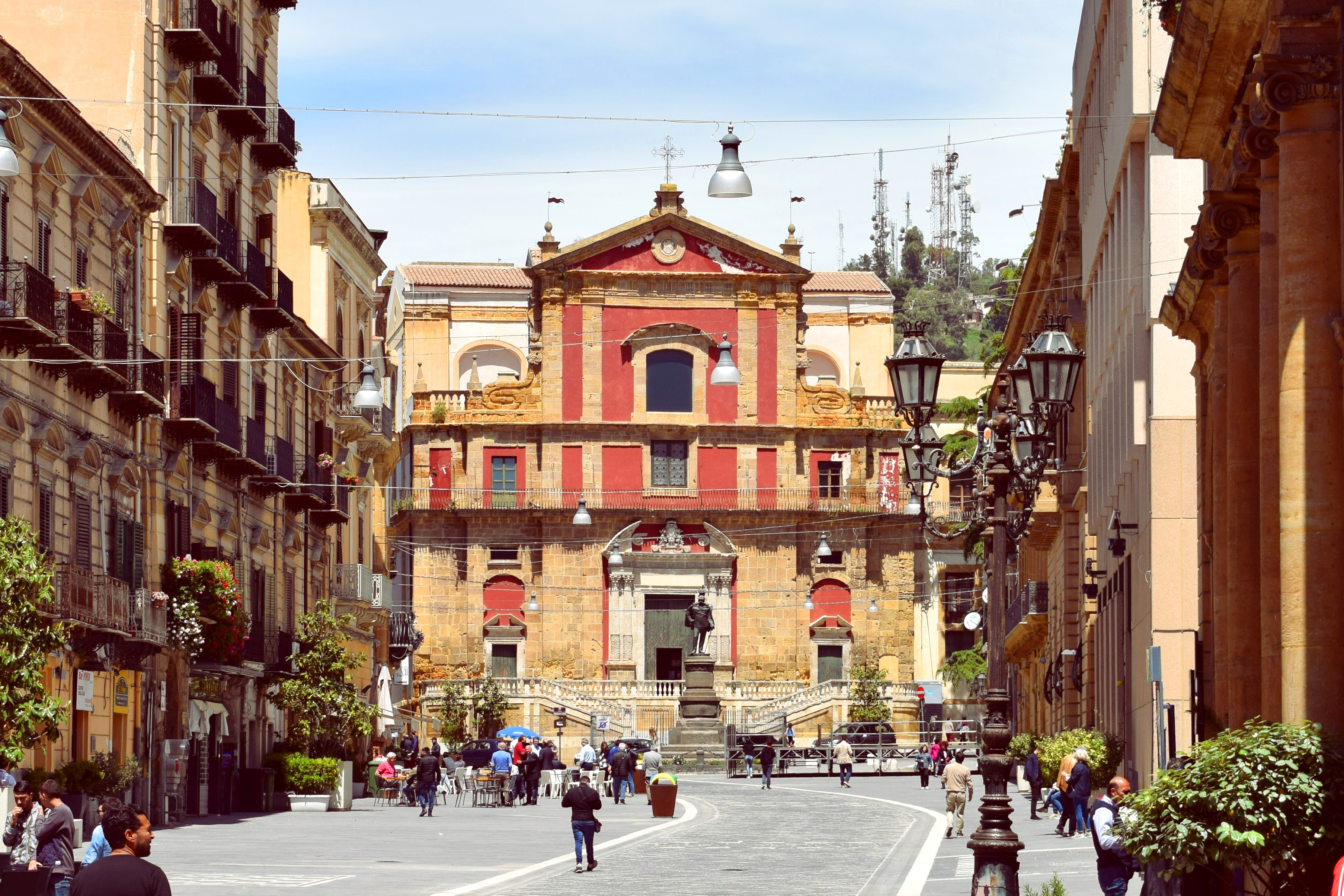
Chiesa di Sant'Agata al Collegio

Chiesa di Sant'Agata e collegio dei GesuitiLa chiesa fu costruita tra il 1600 e il 1610 su una preesistente chiesa, anch'essa dedicata a Sant'Agata, mentre i lavori del contiguo Collegio gesuitico (da cui la chiesa prende il nome) incominciarono nel 1589 e terminarono solo nella seconda metà del XIX secolo. La chiesa, con impianto a croce greca, è rivestita al suo interno di marmo e stucchi e decorata con affreschi in gran parte ridipinti nel secondo dopoguerra dall'artista nisseno Luigi Garbato. Il collegio, in stile tipicamente barocco, ospita la biblioteca comunale "Luciano Scarabelli" e l'Istituto superiore di studi musicali Vincenzo Bellini.

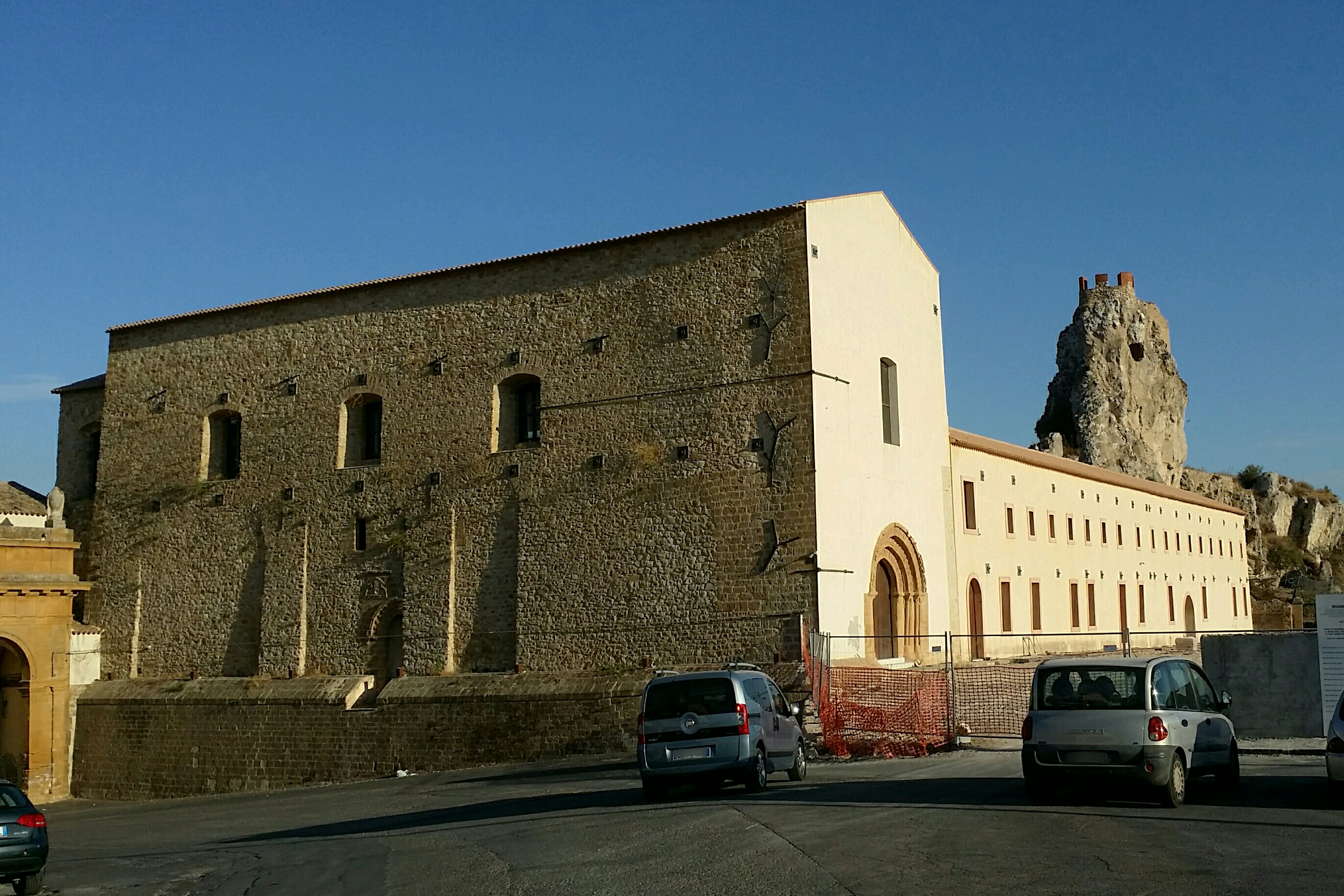
Chiesa di Santa Maria degli Angeli

Chiesa di Santa Maria degli AngeliDetta anche "la Vetere", è situata a ridosso del castello di Pietrarossa. Costruita tra il XIII e il XIV secolo, dal 1239 al 1622 fu la sede parrocchiale della città di Caltanissetta, succedendo all'abbazia di Santo Sprito. Dopo l'Unità d'Italia venne sconsacrata e passò al Ministero della Guerra, e da allora subì un inesorabile declino. Fu oggetto di un complesso restauro nei primi anni dieci del Duemila. Degna di rilievo è la porta maggiore occidentale, adornata di particolari fregi in arenaria, che possiede un archivolto a sesto acuto.
Chiesa di San GiovanniSituata nella parte più antica del centro storico, non lontano dalla chiesa di San Domenico, venne fondata nel XI secolo, ma fu rimaneggiata diverse volte e nel XVIII secolo un restauro radicale cancellò ogni preesistenza medievale. Completamente distrutta durante il bombardamento di Caltanissetta nel 1943, fu ricostruita nel 1945. L'interno della chiesa è decorato con gli affreschi del Pollaci. La chiesa è anche detta "del Purgatorio" per via dell'omonima confraternita che vi si stabilì nel XVII secolo.

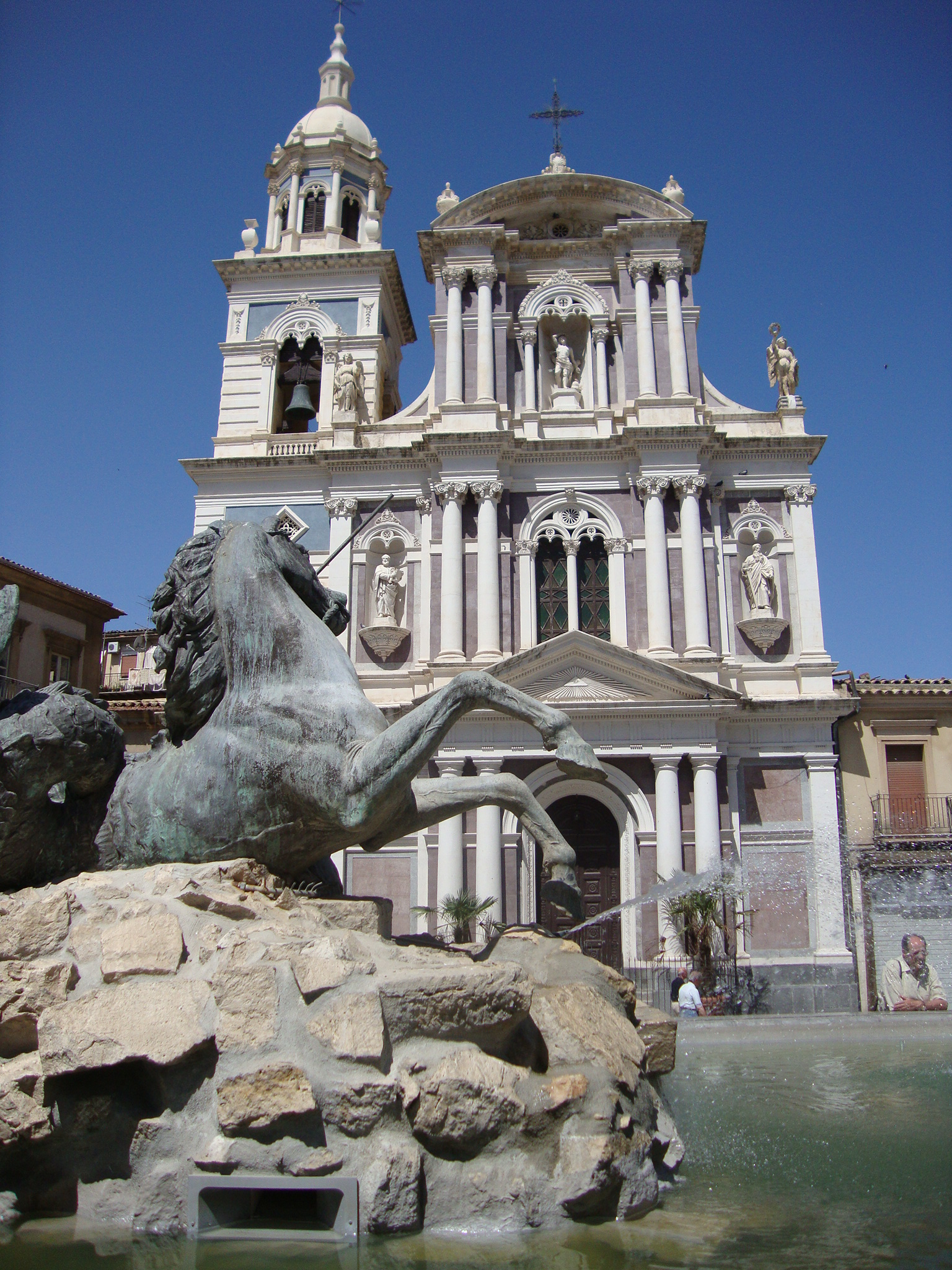
Chiesa di San Sebastiano; in primo piano è visibile anche una parte del gruppo scultoreo della fontana del Tritone del Tripisciano

Chiesa di San SebastianoSorta intorno al XVI secolo come omaggio al Santo da parte della popolazione per la liberazione dalla peste e in passato sede della congregazione dei macellai, la chiesa di San Sebastiano è situata in piazza Garibaldi, proprio di fronte alla Cattedrale. La chiesa fu più volte ridimensionata e restaurata. Nel 1711 fu modificata nel senso della lunghezza per cedere spazio all'antistante piazza. In quella occasione fu abbellita sia all'interno sia nel prospetto principale. L'elegante facciata, progettata dall'architetto Pasquale Saetta sul finire del XIX secolo, è arricchita da colonne appartenenti a tutti e tre gli ordini classici, e da alcune statue dello scultore Biancardi.

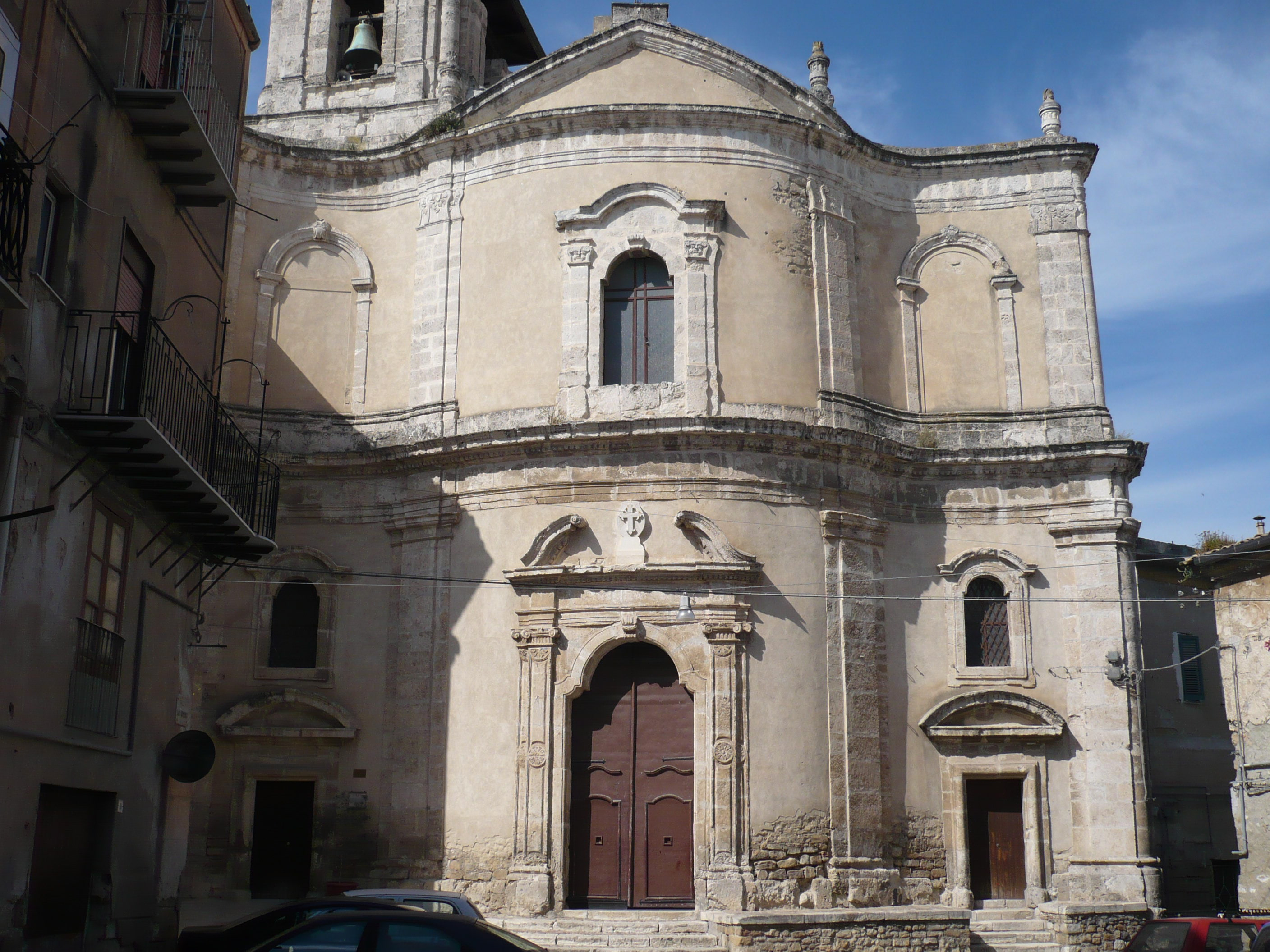
Chiesa di San Domenico

Chiesa di San DomenicoÈ stata fondata nel 1400 dopo l'arrivo dei Moncada a Caltanissetta. L'edificio venne costruito al centro del quartiere Angeli, dove allora non esistevano altre chiese. La costruzione della chiesa si intreccia con la storia della città e della famiglia Moncada. Antonio Moncada, infatti, nel 1458 per ereditare il suo titolo, dovette rinunciare all'abito talare e, pertanto, come "risarcimento" all'ordine domenicano, cui apparteneva, fece costruire una chiesa con annesso convento. La chiesa continuò ad essere arricchita e migliorata nel tempo. Il prospetto della chiesa, convesso nella parte centrale e concavo lateralmente, fu costruito, ad esempio, nel Seicento, e allo stesso periodo risale la preziosa tela del toscano Filippo Paladini, dipinto che ritrae la Madonna del Rosario. Questa tela ha un'importante valenza storica, oltre che artistica, in quanto vi sono ritratti i figli del conte Francesco II Moncada. Recenti ricerche hanno mostrato la presenza di una cripta nascosta nella chiesa, di cui non si aveva prima notizia, probabilmente uno dei luoghi più antichi della città.

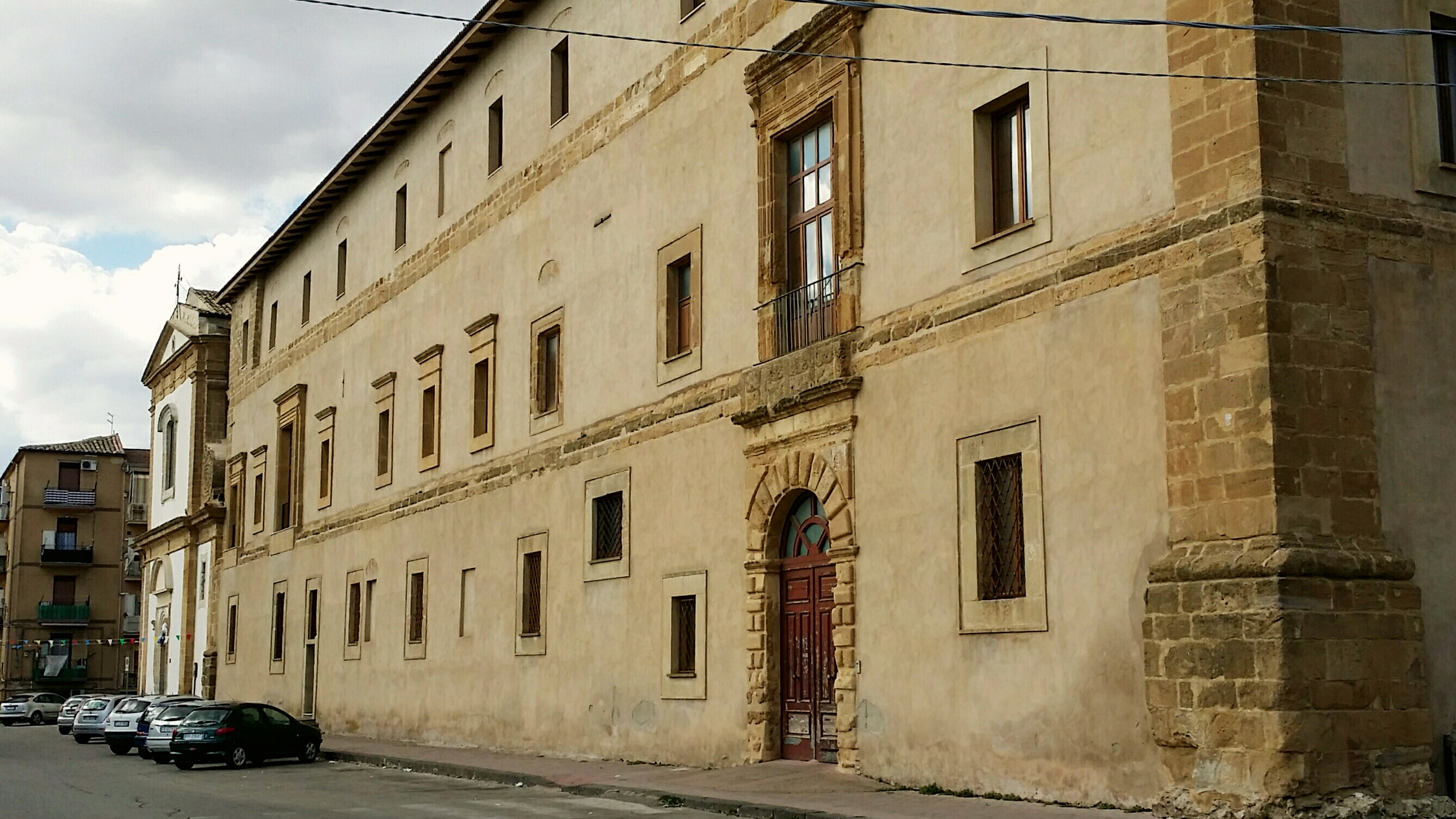
L'ex monastero benedettino di Santa Flavia

Chiesa e monastero di Santa FlaviaSi trovano sulle pendici della collina Sant'Anna, in un luogo panoramico della città, ai bordi del centro storico. Furono realizzati per volontà di Maria d'Aragona, vedova del conte Francesco II Moncada; il convento fu costruito tra la fine del XVI secolo e l'inizio del XVI, mentre la chiesa, realizzata sulla preesistente chiesa di Santa Venera, venne completata solo nel 1793. Tra il XIX e il XX secolo il convento fu trasformato in caserma militare e successivamente cadde in rovina. Fu restaurato tra la fine del Novecento e i primi anni duemila, con dei lavori che riportarono alla luce, tra l'altro, la facciata della preesistente chiesa di Santa Venera.

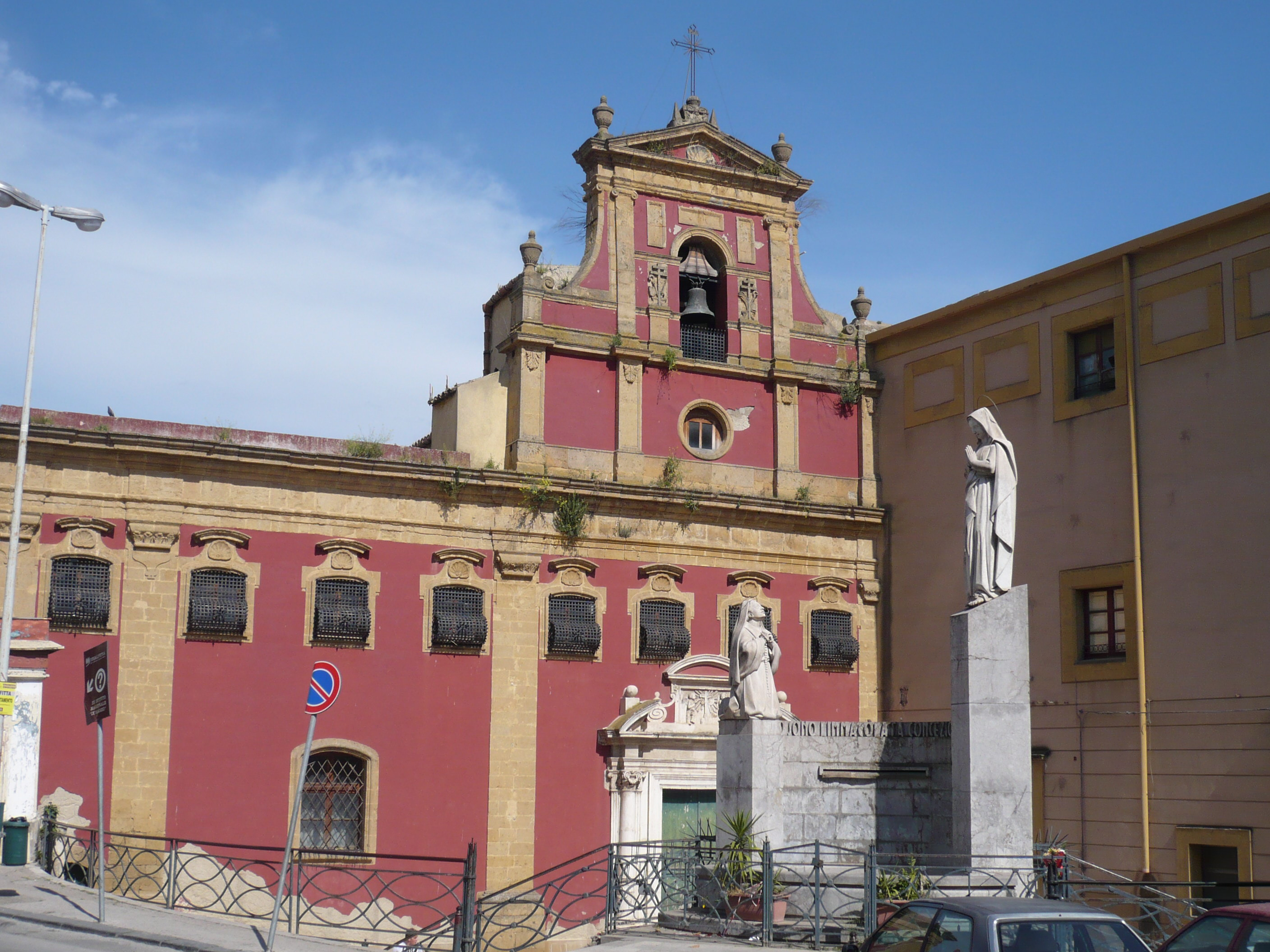
Chiesa di Santa Croce

Chiesa e monastero di Santa CroceDedicata al Santissimo Salvatore fino al 1590, la chiesa e l'annesso monastero delle suore Benedettine risalgono al 1531 quando il conte Antonio III Moncada lo fece edificare. Nel 1590 la contessa Moncada donò una reliquia di una croce in pietra e da allora la chiesa prese il nome di chiesa della Santa Croce. Nel 1660 un contadino nei pressi dell'abbazia di Santo Spirito trovò una pietra nella qual sembra scorgersi naturalmente l'effigie della Croce, da allora questa pietra, accertato ed escluso ogni intervento umano, venne consacrata e svolge la funzione di reliquia gelosamente conservata nella chiesa omonima. La chiesa ha una sola navata, caratteristiche sul prospetto esterno le gelosie delle finestre che si affacciano lungo tutto l'asse maggiore del prospetto seicentesco di stile austero, impreziosito da conci in pietra arenaria.

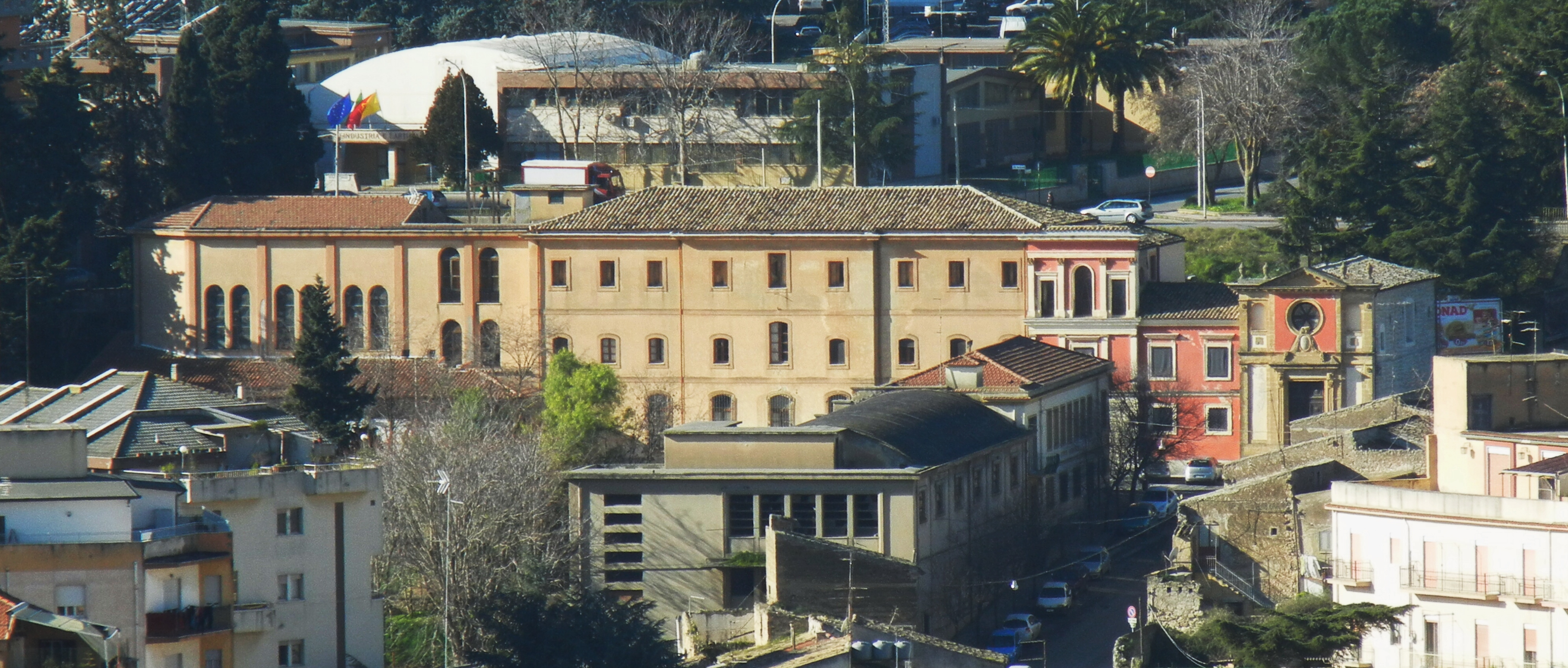
Chiesa e convento di San Michele

Chiesa e convento di San MicheleLa loro costruzione è legata alle visioni del frate cappuccino Francesco Giarratana, che nel 1625 vide l'arcangelo Michele impedire l'ingresso a Caltanissetta di un appestato, il cui cadavere venne rinvenuto nei giorni seguenti nel luogo in cui sorge il complesso. La chiesetta inizialmente realizzata cadde in rovina, e fu riedificata solo nel 1837, quando la città fu nuovamente risparmiata da un'epidemia, questa volta di colera. Il convento venne realizzato nel 1888 per volere di padre Angelico Lipani, e fu il terzo in città in ordine cronologico, dopo il convento di contrada Xiboli e il quello di contrada Pigni.
Santuario del Signore della CittàNata come chiesa dedicata a San Nicola di Bari, dal XVIII secolo ospita il Cristo Nero, crocifisso ligneo co-patrono della Città. Figure chiave furono il frate Angelico Lipani, rettore della chiesa nel XIX secolo, e i conti Testasecca, grazie alle donazioni dei quali fu possibile ingrandire e abbellire l'edificio. Ivi fu fondato l'ordine delle suore francescane del Signore della Città e l'omonimo istituto di carità. All'interno sono ospitate alcune statue, tra cui il San Francesco del Biangardi; l'altare è adornato dai mosaici del Bevilacqua, realizzati negli anni cinquanta del XX secolo.
Chiesa di Sant'Antonio alla SaccaraCostruita intorno al XVII secolo, fu ingrandita nel 1866 e dedicata alla Madonna con il nome di Santa Maria di Montemaggiore; l'attuale nome risale al 1877. Nel 1911 venne fondato l'istituto "Boccone del povero". Si trova nel rione Cozzarello, detto anche della Saccara.
Chiesa di Santa Maria della ProvvidenzaSi trova all'interno del quartiere di cui è eponima, presenta una facciata e un campanile realizzati nei primi anni del XX secolo.

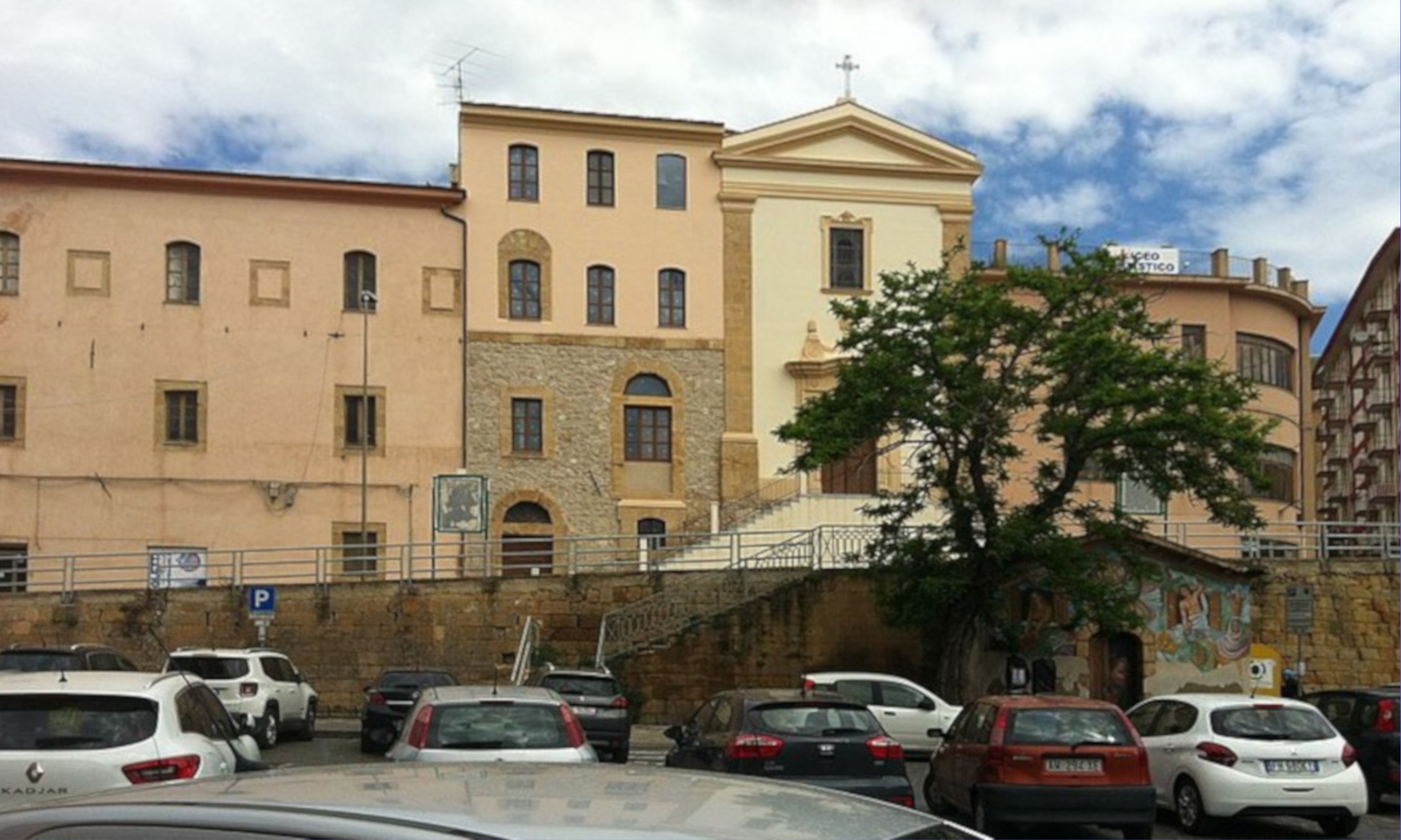
Chiesa della Madonna della Grazia

Chiesa di Santa Maria della GraziaChiesa seicentesca costruita su una preesistente cappella votiva dedicata alla Madonna della Grazia da cui il nome. La chiesa ha unica navata con altari laterali e con una volta a botte riccamente decorata da stucchi. L'altare maggiore conserva il quadro della Madonna della Grazia di Pietro Antonio Novelli.
Villa CappellanoSi tratta di un monastero-fattoria costruito dai gesuiti nel XVI secolo e utilizzato come loro residenza estiva fino al 1843, quando la sostituirono con la nuova casina alle Balate. Presenta diversi corpi di fabbrica che si affacciano su un cortile quadrangolare; il corpo principale presenta un prospetto tipicamente barocco. Fa parte del complesso anche la cappella dedicata al Sacro Cuore di Gesù, da cui proviene la cornice lignea conservata presso la chiesa madre di Delia. Oggi abbandonata, si trova a 2 km da Delia.
Casina dei Gesuiti alle BalateCostruita dai gesuiti, nel 1843 sostituì villa Cappellano come residenza estiva. Dopo l'Unità d'Italia fu espropriata e sin dal 1872 è di proprietà del Comune di Caltanissetta; oggi è sede del convitto dell'Istituto superiore "Angelo Di Rocco".

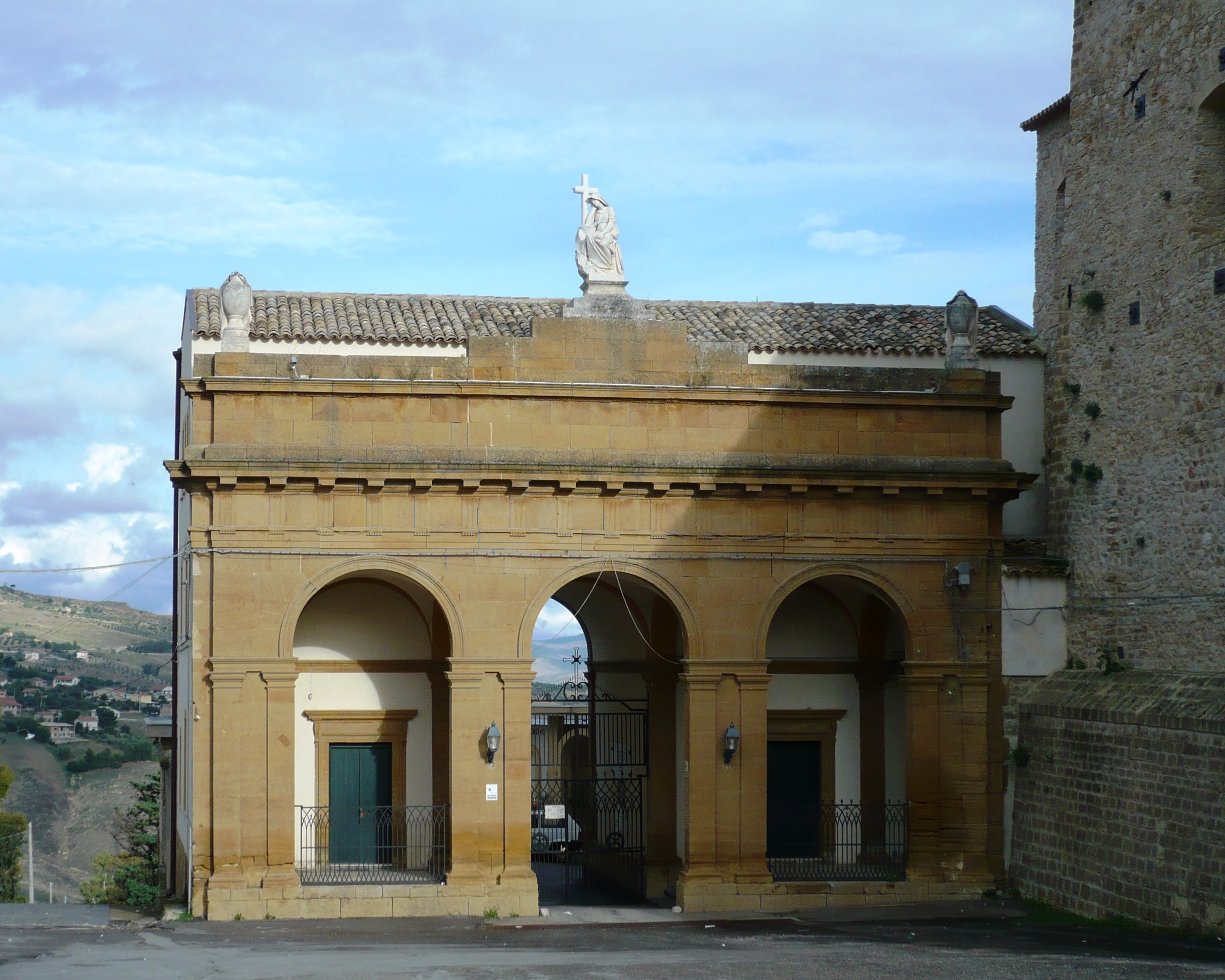
Cimitero monumentale degli Angeli, ingresso contiguo alla chiesa di Chiesa di Santa Maria degli Angeli

Cimitero monumentale degli AngeliPiù comunemente è chiamato "cimitero degli Angeli", è il cimitero cittadino che venne costruito alla fine del 1878 nelle vicinanze della chiesa di Santa Maria degli Angeli, dell'annesso convento dei frati minori osservanti e del castello di Pietrarossa.
Cimitero dei carusiPiccolo cimitero realizzato presso la miniera Gessolungo in seguito alla disgrazia mineraria del 12 novembre 1881, per dare sepoltura ai diciannove carusi, di cui nove rimasti senza nome, che vi persero la vita.

### Architetture civili

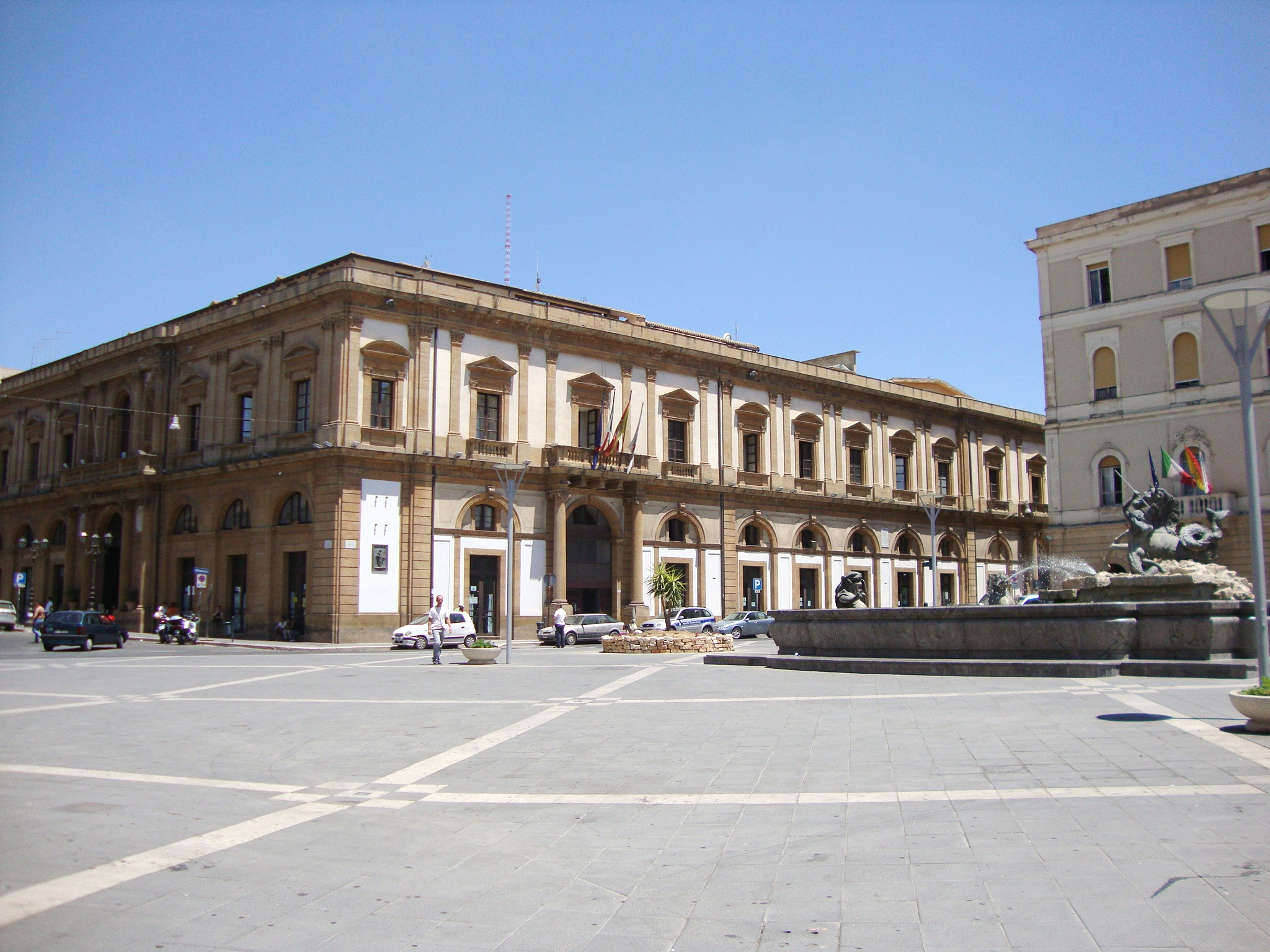
Palazzo del Carmine, sede del municipio di Caltanissetta

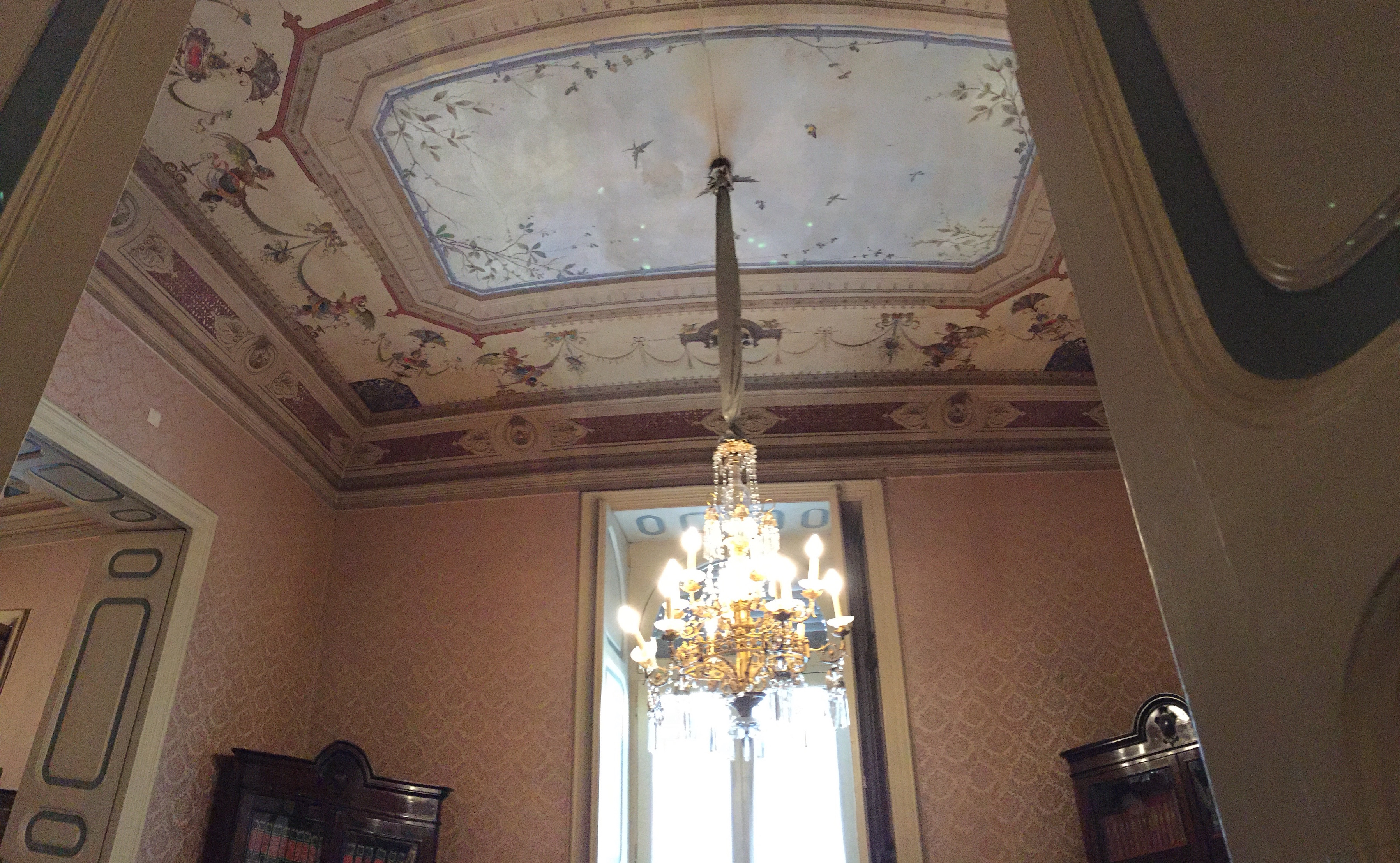
I soffitti affrescati in stile eclettico del Palazzo Testasecca di Caltanissetta

Palazzo del CarmineLa costruzione del palazzo incominciò intorno all'anno 1371. La zona in cui sorge all'epoca si trovava ben fuori dalle mura cittadine e ospitava una chiesetta rurale dedicata a San Giacomo. Per volere di Guglielmo Peralta e di sua moglie Eleonora d'Aragona, figlia del marchese di Randazzo; vicino alla chiesetta fu edificato il convento dei Carmelitani scalzi e l'annessa chiesa di Maria Santissima Annunziata, comunemente chiamata Madonna del Carmine. Con l'espansione urbanistica che ebbe la città nei secoli successivi (e in particolare nel XVI secolo), il complesso conventuale si trovò inglobato nel tessuto cittadino, affiancato dalla nuova chiesa di San Giacomo e dalla chiesa di San Paolino. Durante il XIX secolo, a causa della soppressione degli ordini religiosi, i Carmelitani Scalzi lasciarono il convento che fu abbattuto per costruire la sede municipale; le chiese che lo affiancavano furono demolite e, al posto di quella del Salvatore, arretrata, fu costruito il teatro cittadino (il Teatro Regina Margherita). Il palazzo ospita il Municipio della città ed è stato, negli anni, talmente arricchito nel prospetto che l'unica traccia dell'antico convento è costituita da alcuni spezzoni di muratura inglobati nei muri attuali.
Teatro MargheritaAdiacente a Palazzo del Carmine, fu inaugurato nel 1875 ed è stato intitolato alla regina Margherita di Savoia che nel 1881 fu in visita ufficiale a Caltanissetta. Particolarmente utilizzato fino alla Seconda guerra mondiale contribuì a far fiorire un crescente fermento culturale nella capitale dello zolfo. A seguito delle distruzioni della guerra e dell'incuria, negli anni settanta venne chiuso a causa della revoca dell'agibilità da parte della Commissione di vigilanza. Al termine di lunghi e accurati lavori di restauro, che hanno riguardato l'intera struttura del teatro e che si sono protratti per oltre 20 anni, nel 1997 la struttura è stata riaperta al pubblico.

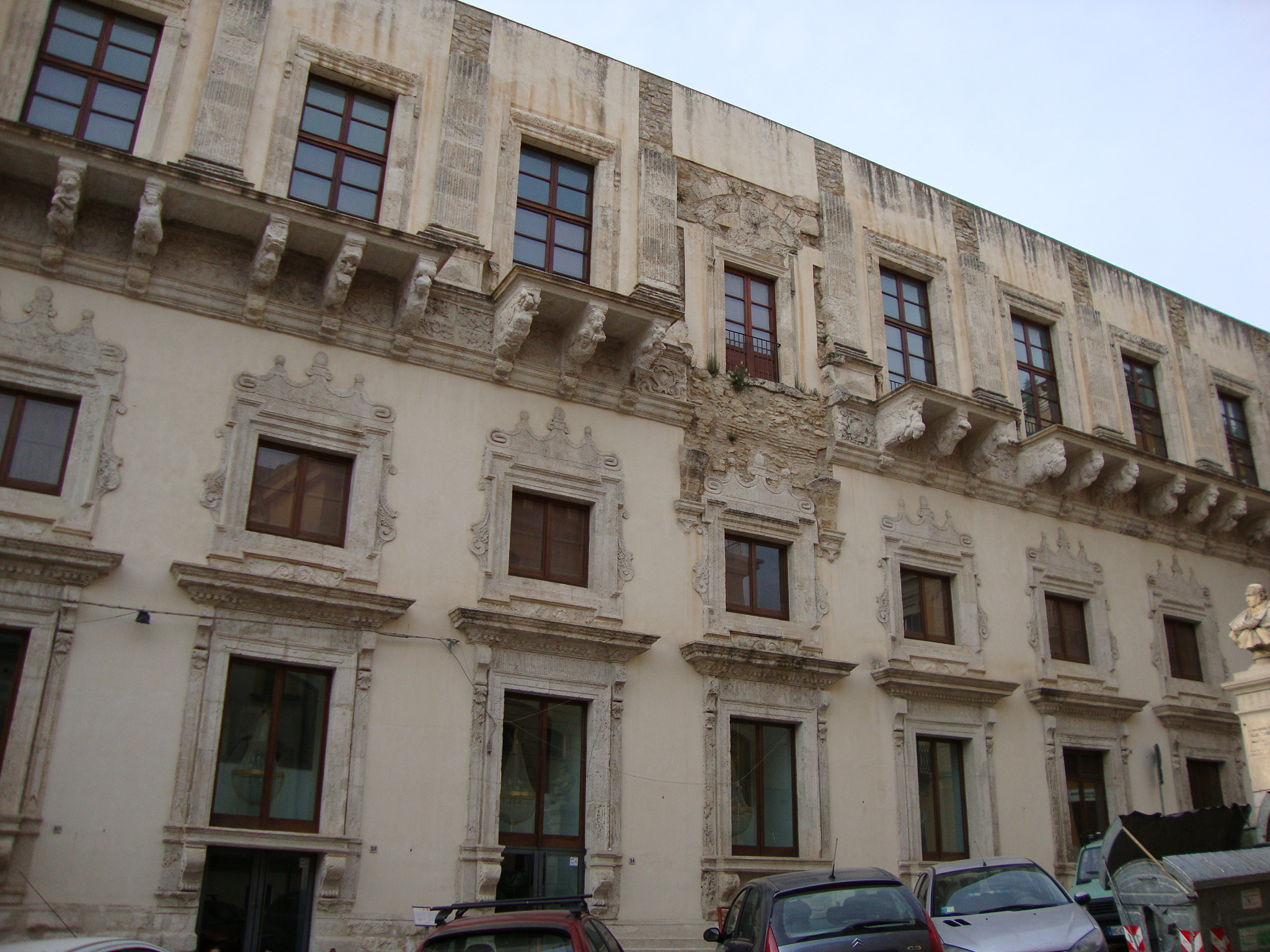
Facciata di palazzo Moncada con i preziosi fregi zoomorfi e antropomorfi barocchi

Palazzo MoncadaFu edificato nella prima metà del XVII secolo dal principe Luigi Guglielmo I Moncada e doveva essere uno dei più importanti palazzi signorili della Sicilia, come testimoniano l'imponenza dell'edificio e i pregiati fregi (antropomorfi e zoomorfi) dei balconi. Tuttavia, la sua costruzione non venne portata a termine, in quanto Guglielmo ricevette la nomina a Viceré di Valencia e si trasferì in Spagna. Nel 1915 vi fu realizzata un'ampia sala con galleria adibita alla rappresentazione di spettacoli teatrali, e in seguito fu realizzata una sala cinematografica all'interno del cortile, che venne chiamata prima Cineteatro Trieste, nome poi mutato in Cineteatro Bauffremont e poi dal 2009 in Multisala Moncada.
Dal 2010 alcune sale sono adibite a galleria d'arte, con due mostre permanenti: una dedicata ai Moncada, gli antichi signori di Caltanissetta, e l'altra dedicata allo scultore nisseno Michele Tripisciano.
Palazzo della ProvinciaIl progetto originale, del XIX secolo, è dell'architetto Giuseppe Di Bartolo e prevedeva la costruzione di un grande edificio che fosse sede sia degli uffici provinciali sia di quelli comunali. La complessità dell'opera, però, risultò tale che nel 1870 il progetto fu ridimensionato dall'ingegnere Agostino Tacchini e l'edificio fu destinato ad ospitare i soli uffici della Provincia. La costruzione fu conclusa nel 1897. Tra gli artisti che contribuirono alla realizzazione del palazzo, si ricordano: il nisseno Luigi Greco che realizzò l'aula consiliare e lo scalone principale; un altro nisseno, Michele Tripisciano, per le sculture che ornano il palazzo; il catanese Pasquale Sozzi per le decorazioni interne.

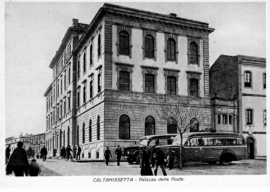
Il palazzo delle Poste negli anni cinquanta

Palazzo delle PosteRealizzato a seguito della demolizione della Chiesa di Sant'Antonino (costruita nel 1637) nel secondo decennio del Novecento, è progettato per rendere più funzionali gli uffici e il telegrafo. Il progetto del Palazzo, costruito nel 1931 e inaugurato il 29 ottobre del 1934, è dell'ingegnere G. Lombardo. Si sviluppa su tre piani, l'ultimo dei quali con funzioni di attico occupa solo la parte centrale. L'insieme architettonico risente dello stile del ventennio fascista, testimoniato dagli affreschi dell'artista palermitano Gino Morici e dalle soluzioni architettoniche. Passato nella proprietà della Banca del Nisseno nel 2004, l'edificio è stato reso fruibile dopo un ventennio di abbandono grazie a un restauro rigorosamente conservativo; è anche sede della Soprintendenza per i beni culturali e ambientali di Caltanissetta che l'ha sottoposto a vincolo con D.A. nº 6669 del 22 giugno 1999 dichiarandolo di importante interesse storico-artistico e architettonico.

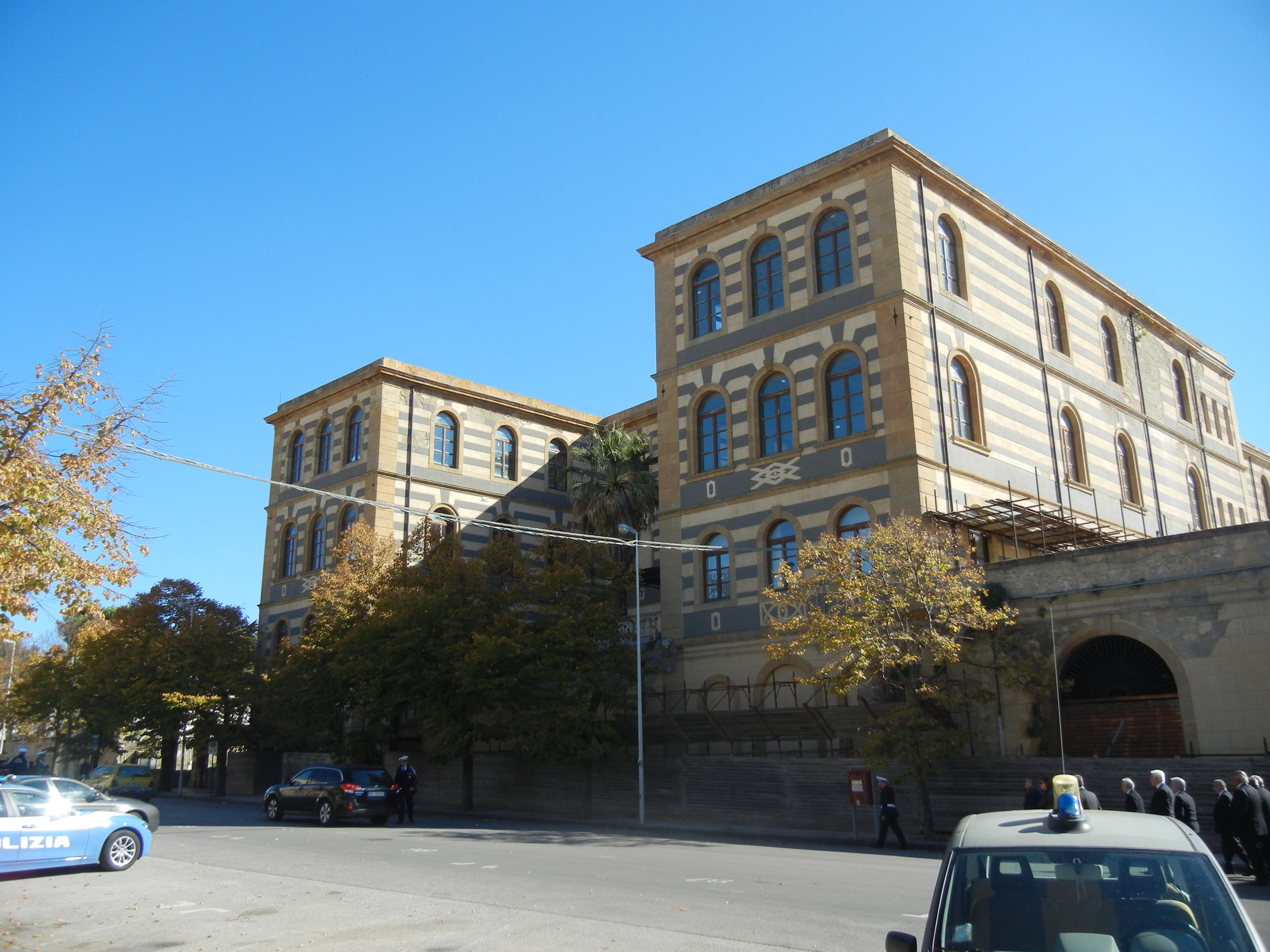
L'ex ospedale Vittorio Emanuele II

Ospedale Vittorio Emanuele IIAllestito in occasione di una violenta epidemia di colera nell'edificio che fu il secondo convento dei cappuccini, è stato l'ospedale della città per oltre un secolo, dal 1868 al 1979, quando fu sostituito dal moderno ospedale Sant'Elia. Si trova in viale Regina Margherita, accanto alla villa Amedeo.
Palazzo del Banco di SiciliaFu costruito intorno al 1920 su progetto di Antonio Zanca in luogo delle vecchie "case Moncada" in corso Umberto I; fu tra i primi edifici di Caltanissetta a essere realizzato in calcestruzzo armato. È realizzato in stile neoclassico, con elementi architettonici in pietra locale, e presenta un cortile interno coperto da un lucernario in vetro policromatico.
Palazzo TestaseccaRealizzato durante il XIX secolo in stile neoclassico dalla famiglia del Conte Ignazio Testasecca. Si trova in corso Vittorio Emanuele, di fronte al Palazzo Benintende. Al suo interno il piano nobile si presenta affrescato in stile eclettico.
Palazzo BenintendeRealizzato da Giuseppe Di Bartolo, presenta un'interessante sovrapposizione di ordini architettonici: le colonne al piano nobile sono in stile ionico, mentre quelle del secondo piano in stile dorico; numerosi sono anche i medaglioni e le lesene che aumentano il valore architettonico del palazzo. Nel 1862 vi alloggiò Giuseppe Garibaldi. È sito in corso Vittorio Emanuele.
Villa MazzoneConosciuta anche con il nome di hotel Mazzone, si trova tra via Francesco Crispi e via Napoleone Colajanni, e presenta un piccolo giardino ben conservato. Fu realizzata alla fine dell'Ottocento su progetto di Sebastiano Mottura per ospitare gli addetti alla costruzione della ferrovia, ma a partire dai primi anni del Novecento fu ampliata e riconvertita nel Grand Hotel Concordia, che dopo alcuni decenni di fama, negli anni settanta chiuse definitivamente, travolto dalla crisi economica. Dagli anni novanta ospita una casa di riposo.
Palazzo Tumminelli-PaternòL'immobile costruito nel secolo XVIII, nasce dall'accorpamento di diverse unità immobiliari preesistenti; ha una sola elevazione. I lati del prospetto sono in pietra nuda e presenta balconi con ballatoi in pietra sostenuti da mensole scolpite. I balconi si caratterizzano per le tipiche ringhiere in ferro battuto sagomate “alla Spagnola”.

### Altro

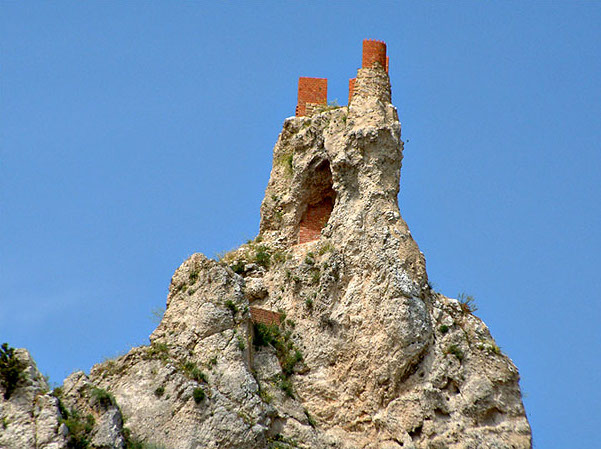
Ruderi del castello di Pietrarossa

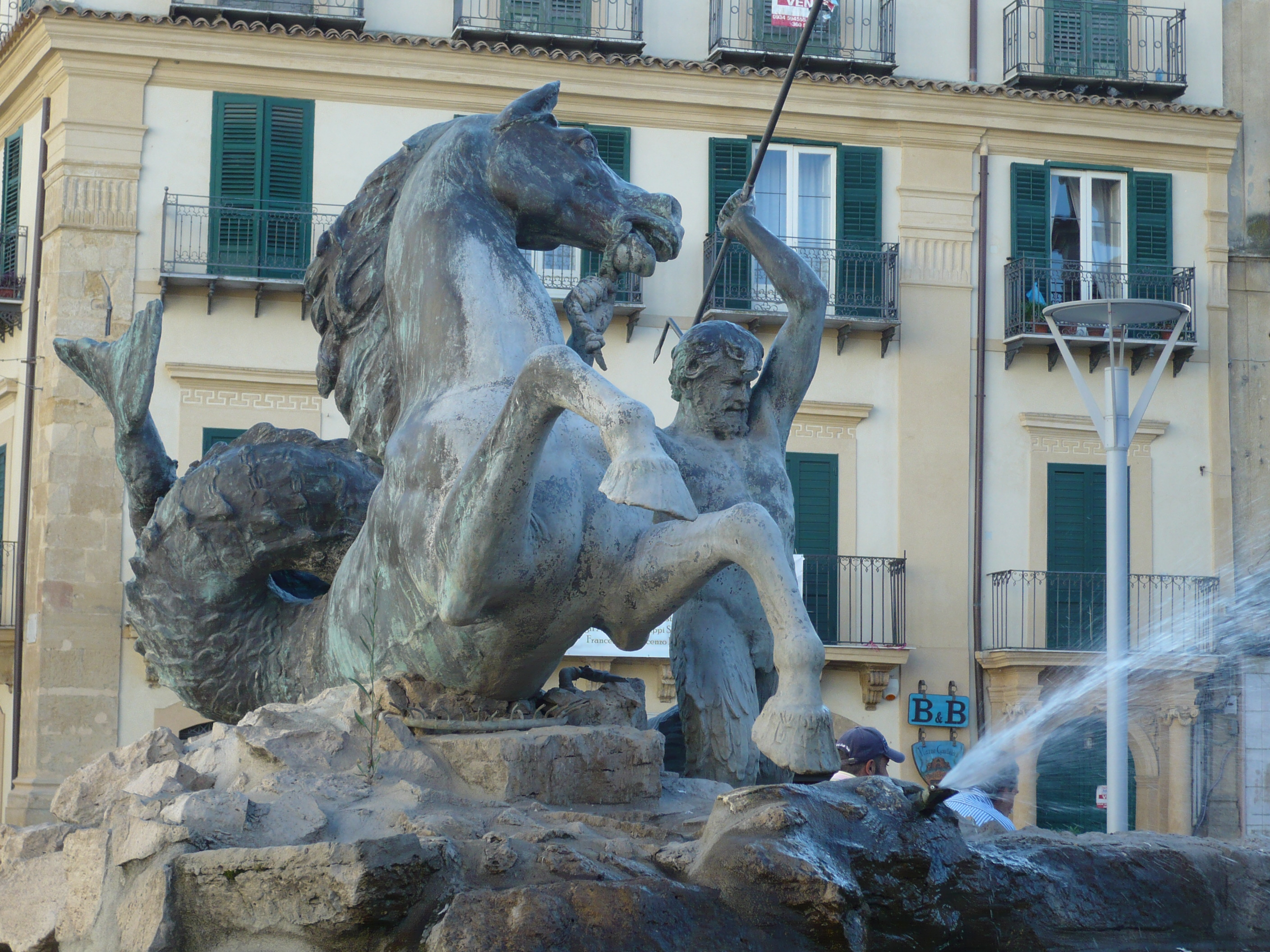
Particolare della fontana del tritone

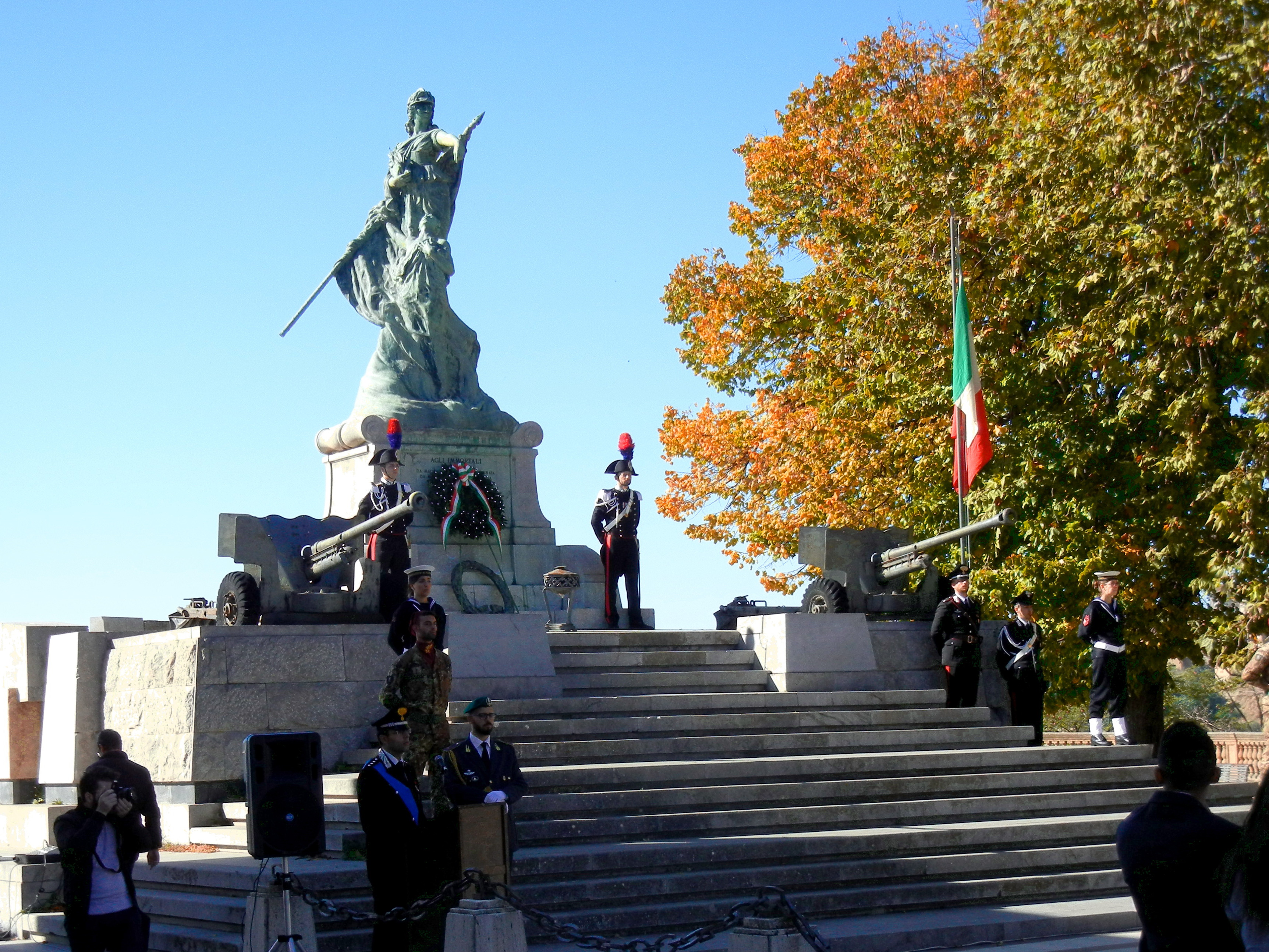
Il monumento ai caduti il 4 novembre 2017

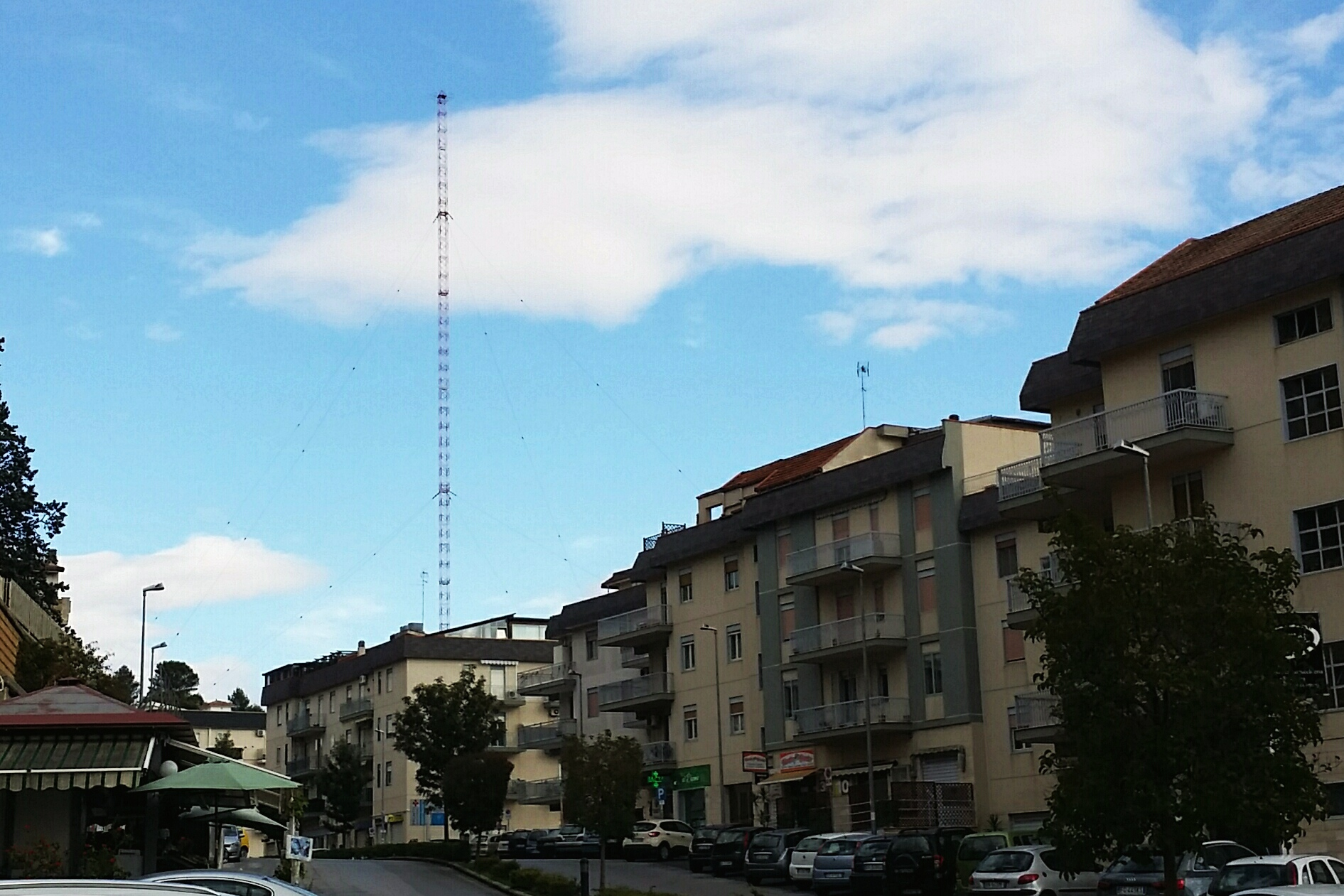
L'antenna Rai di Caltanissetta vista dalla via F. Paladini

Castello di PietrarossaSi trova su un'altura nei pressi di Caltanissetta. Si presume che sia stato costruito nel IX secolo su precedenti insediamenti anche Sicani. Durante il Medioevo fu un centro strategico e intorno alla fine dell'XI secolo vi fu collocata la tomba della regina Adelasia, nipote del re Ruggero il Normanno e nel 1378 all'interno di esso si tenne un parlamento dei baroni siciliani per nominare i quattro vicari che dovevano governare la Sicilia (Governo dei Quattro Vicàri). Nel 1567 una forte scossa di terremoto provocò il crollo del castello di cui rimasero in piedi solo i resti di due torri, ancora visibili. Ai piedi dei ruderi del Castello di Pietrarossa fu edificato il cimitero monumentale degli Angeli.

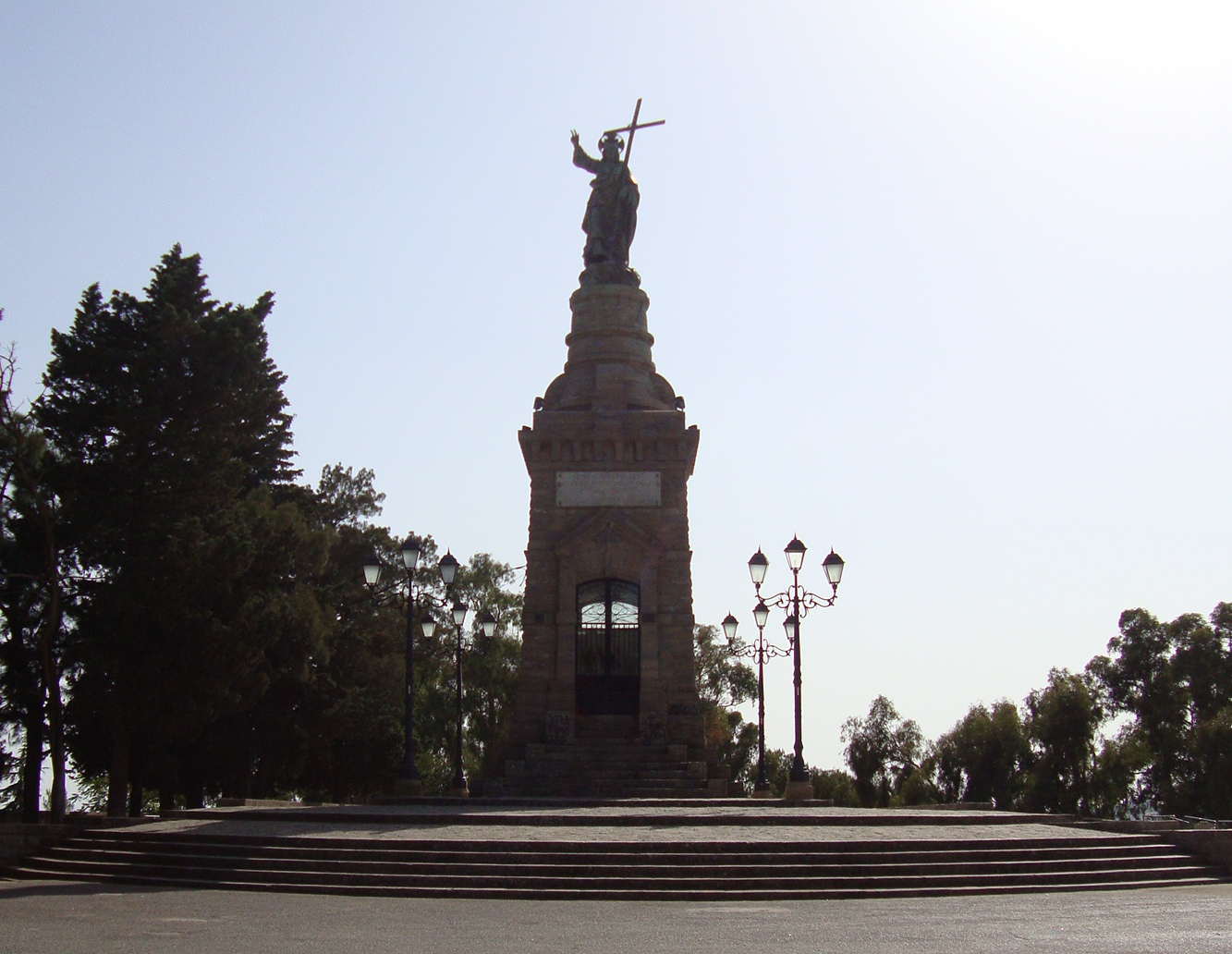
Il monumento a Cristo Redentore

Monumento al RedentoreFu eretto in occasione del Giubileo del 1900 sulla sommità del monte San Giuliano, che sovrasta la città, in modo che esso si trovasse nel baricentro della Sicilia; di monumenti analoghi ne esiste uno in ciascuna regione geografica d'Italia. Si tratta di un basamento in pietra contenente nel suo interno una cappella, opera del palermitano Ernesto Basile, sul quale si trova una statua bronzea del Cristo redentore ispirata ad una statua in marmo presente sul prospetto della basilica di San Giovanni in Laterano a Roma. Alla sua devozione è legata la "festa del Redentore", che si tiene a Caltanissetta il 6 agosto.

Inizi del '900: due cartoline d'epoca della piazza Garibaldi con vista su Corso Umberto I

Piazza GaribaldiPiazza principale del centro storico, in essa si incrociano i due corsi principali, corso Umberto I e corso Vittorio Emanuele. Vi si affacciano il municipio, la cattedrale e la chiesa di San Sebastiano; al centro vi si trova la "fontana del Tritone".
Fontana del tritoneÈ costituita da un gruppo bronzeo raffigurante un tritone che tenta di domare un cavallo marino di fronte a due mostri marini che lo insidiano. Ispirata alla mitologia greca il Tritone è un dio marino con il corpo per metà uomo e per metà pesce, figlio di Poseidone e Anfitrite. La figura mitologica è stata spesso usata nella costruzione di fontane e ninfei, anche il Bernini l'ha collocato nella sua famosa fontana a Roma. Fu scolpita dal nisseno Michele Tripisciano nel 1890 e inizialmente posta nell'androne di Palazzo del Carmine: la fontana fu creata dall'architetto Gaetano Averna per essere posta nella sua attuale locazione, al centro di Piazza Garibaldi, dove fu inaugurata il 15 dicembre 1956, in sostituzione ad un vecchio lampione in ferro a cinque luci. Tra la fine del 2008 e l'inizio del 2009, l'intera piazza Garibaldi è stata sottoposta a lavori di pavimentazione in basoli di pietra lavica per impedire il passaggio di automobili e consentire il libero transito dei pedoni. In questa occasione anche la fontana del tritone è stata restaurata e vi sono stati installati impianti di illuminazione che l'hanno riportata così all'antico splendore. 
Spesso la fontana del tritone, anche stilizzata, viene usata come simbolo distintivo della città.
Monumento ai cadutiSito in fondo al viale Regina Margherita, commemora i 291 militari nisseni caduti durante la Grande Guerra. Si tratta di una statua bronzea che riproduce due figure umane: la prima, in posizione eretta, rappresenta la Patria, e cinge un elmetto contornato da ramoscelli di lauro e quercia, con una mano regge un libro e una palma, con l'altra indica verso il basso, dove si trova la seconda figura, l'eroe, che stringe il tricolore. La statua è collocata su un basamento che presenta una gradinata sulla parte anteriore, e alla base due cannoni e una corona d'alloro in bronzo. Fu inaugurato il 16 dicembre 1922 per volontà di un comitato appositamente costituitosi e presieduto dal dottore Luigi Sagona, che nel conflitto aveva perso congiunti. Inizialmente collocato a poca distanza dal seminario vescovile, in una zona adiacente al viale Regina Margherita che venne chiamata viale delle Rimembranze, nel 1965 fu spostato nell'attuale sito, a 500 m da quello originario. Fu realizzato su progetto dello scultore Cosimo Sorgi utilizzando il bronzo sottratto al nemico dalla fonderia Laganà di Napoli. È sede cittadina delle commemorazioni del 4 novembre.
Trasmettitore di CaltanissettaLa stazione radiotrasmittente di Caltanissetta è un impianto, inattivo, per la radiodiffusione in onde lunghe, medie e corte. Il suo principale elemento è un'antenna omnidirezionale di 286 metri di altezza, che detiene il primato per la struttura più alta d'Italia, essa si erge sulla collina Sant'Anna di 660 m s.l.m..
Il 2 novembre 2013 la giunta comunale della città nissena ha deliberato l'acquisto del manufatto in metallo, delle costruzioni annesse e dell'area circostante per la somma di 537.000 euro. Le motivazioni alla base della decisione dell'acquisto sono state l'interesse ad evitare che l'antenna venisse demolita da parte della RAI e che il circostante parco alberato, diventando di proprietà comunale venisse trasformato in un parco pubblico attrezzato per la città.
Il Dipartimento regionale dei Beni culturali e dell’Identità siciliana il 23 novembre 2021 ha indicato alla Soprintendenza dei Beni culturali di Caltanissetta, di dare avvio alle nuove procedure per l’apposizione del vincolo di bene di interesse culturale dell'antenna radiotrasmittente RAI, ritenuta dalla comunità locale e dalle organizzazioni del territorio un elemento fortemente identitario e dal profondo valore storico e culturale.

Il 28 maggio 2025 il Dipartimento dei Beni Culturali e dell’Identità Siciliana revoca il vincolo di tutela imposto sul trasmettitore sulle frequenze LF-AM-HF, evidenziando gravi criticità strutturali che avrebbero impedito la realizzazione di manutenzioni straordinarie e che avrebbero potuto rappresentare un rischio per l'incolumità pubblica.
Il 18 luglio 2025 il TAR per la Sicilia autorizza la demolizione dell'opera, riconoscendo le criticità strutturali. e l'antenna viene abbattuta il 23 luglio alle ore 17:40 da parte di Rai Way.
Ponte CapodarsoSituato sull'Imera Meridionale, al confine tra i territori di Caltanissetta ed Enna, fu costruito nel 1553 per volere di Carlo V d'Asburgo; nel Settecento l'erudito Antonio Chiusole l'annoverò tra le tre meraviglie della Sicilia («un monte, un ponte e un fonte»). Originariamente aveva l'aspetto di un ponte a schiena d'asino, ma nel corso del XIX secolo subì radicali modifiche, volte a facilitarne il passaggio dei carri, che ne fecero assumere l'attuale forma. Oggi si trova lungo il percorso della strada statale 122 Agrigentina, all'interno della riserva naturale orientata Monte Capodarso e Valle dell'Imera Meridionale.

### Giardini pubblici

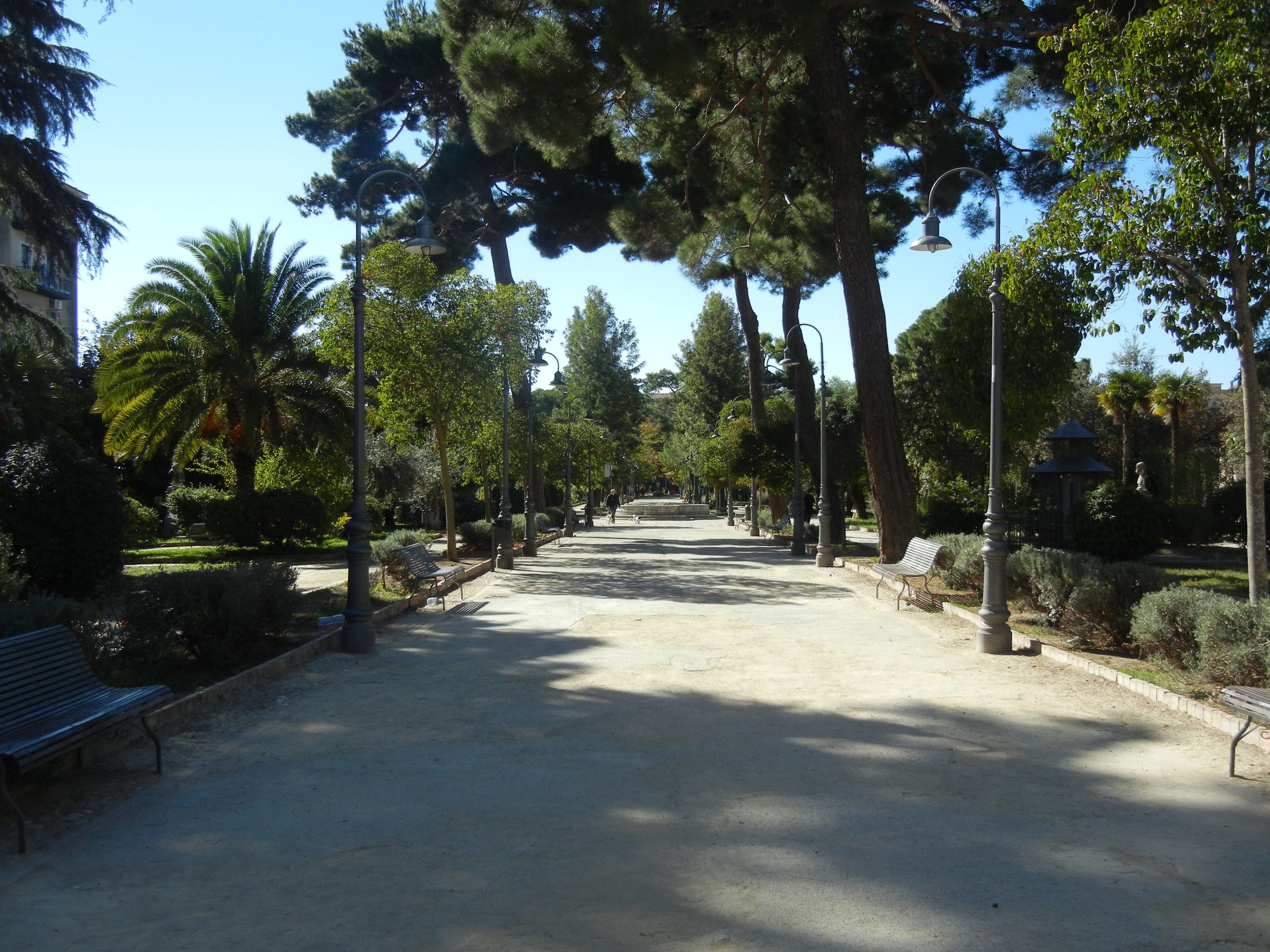
Viale all'interno della villa Amedeo

Sono presenti tre giardini ("ville") comunali:
- villa Amedeo, la più grande, in Viale Regina Margherita,
- villa Cordova, in viale Conte Testasecca,
- villa Monica, in via Filippo Turati.

A queste si aggiungono altre aree verdi:
- Parco Dubini, in viale Luigi Monaco,[52]
- giardino della Legalità, in viale Stefano Candura,[53]
- parco Robinson, in via De Amicis.

Altre aree verdi di minore rilievo si trovano in piazza della Repubblica, in piazza Giovanni XXIII, in piazza Falcone e Borsellino, nell'area compresa tra via Catania e via Galilei, in via Niscemi, in piazza Iacono e sul monte San Giuliano. Nonostante ciò nel 2018 il verde pubblico fruibile si attestava a 4,5 m² per abitante collocando il capoluogo nisseno tra gli ultimi posti nella classifica nazionale.
Altre due grandi aree verdi, non ancora fruibili ma in attesa di finanziamento, sono:
- parco urbano Balate,[56] tra via Rochester e il quartiere Balate-Pinzelli,
- parco Sant'Anna, nell'area della dismessa antenna RAI.[57][58]

### Siti archeologici

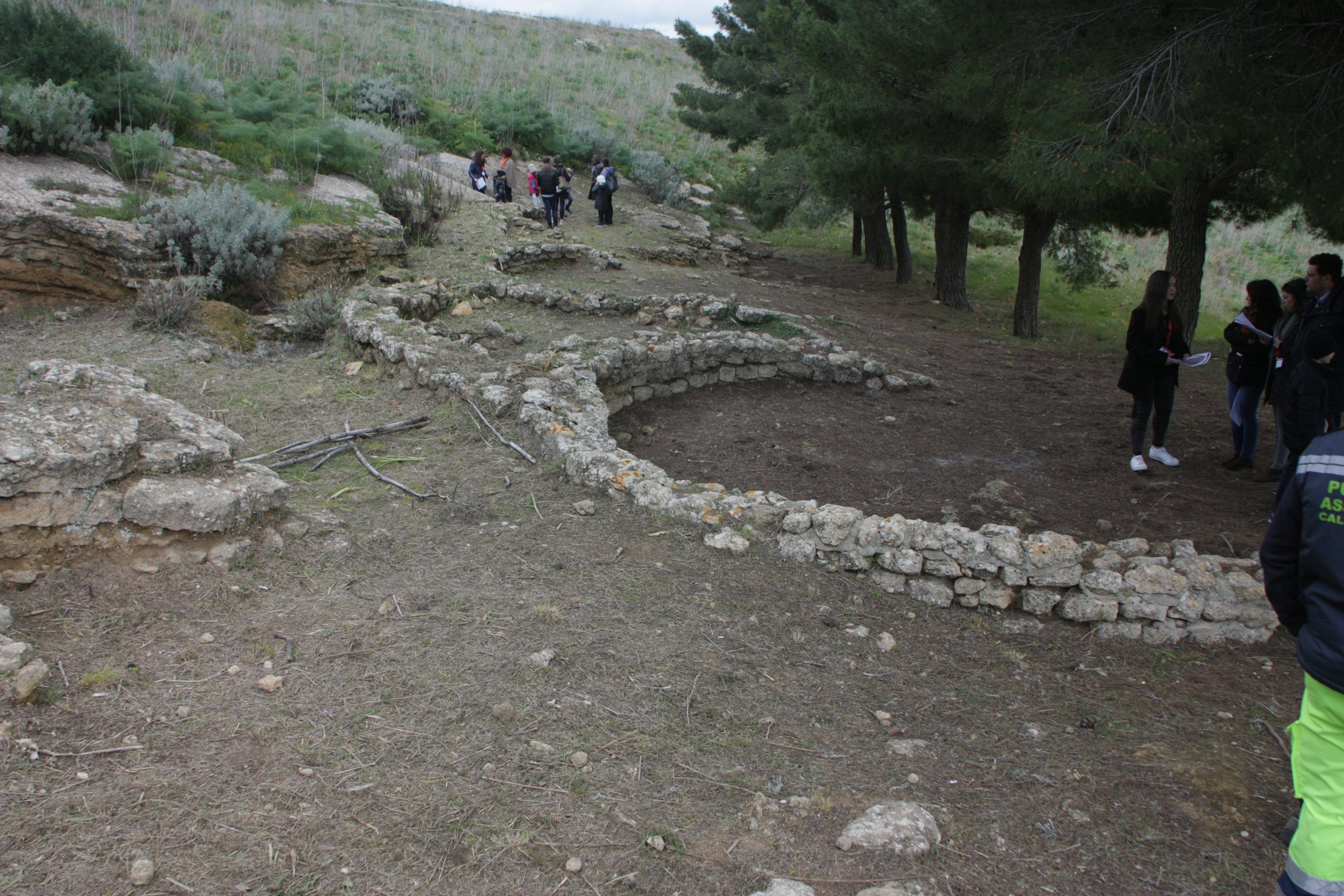
Capanne circolari all'interno del parco archeologico regionale di Sabucina

All'interno del perimetro urbano della città di Caltanissetta è presente il parco archeologico Palmintelli.
I principali parchi archeologici presenti al di fuori del centro abitato sono:
- gli scavi archeologici di Sabucina
- gli scavi archeologici di Gibil Gabib

Palmintelliil parco archeologico di Palmintelli è situato in una zona centrale della città, a ridosso del viale della Regione. Il sito è venuto alla luce a seguito degli scavi condotti nel 1988. Originariamente la zona su cui adesso sorge il parco ospitava un complesso funerario di tombe a grotticella risalente all'età del bronzo, di cui solo una è rimasta intatta. È ben visibile l'ingresso rettangolare della tomba, a pianta regolare e soffitto piatto, nella quale sono stati ritrovati diversi reperti archeologici, alcuni dei quali custoditi presso il Museo archeologico di Caltanissetta.
SabucinaSi trova ad est della città. La sua scoperta è relativamente recente, infatti fu solo negli anni sessanta che venne intrapresa la prima campagna di scavi. Nel sito sono stati individuati insediamenti che si susseguirono dall'età del bronzo antico (XX-XVI secolo a.C.) alla fase di ellenizzazione, fino al periodo romano. Un antiquarium iconografico conserva i reperti rinvenuti nel territorio.
Gibil GabibÈ situato a circa cinque chilometri dal capoluogo nisseno, su una collina dalla quale si domina il versante sud-orientale della valle del Salso. Il sito, costituito da tre piatteforme digradanti verso sud-est, fu sede di insediamenti preistorici indigeni e di età greca. Gli scavi in quest'area furono incominciati alla metà dell'Ottocento e vennero ripresi con maggiore vigore negli anni cinquanta del secolo scorso, con le ricerche condotte da Dinu Adameșteanu. L'ultima, infine, risale al 1984. Proprio intorno alla metà del Novecento vennero portati alla luce alcuni ambienti risalenti al VI secolo a.C., parti della cinta muraria e alcuni oggetti di ceramica riferibile alla facies di Castelluccio Bronzo Tardo, mentre negli anni 1980 è stato riportato alla luce un vero torrione di difesa della metà del VI secolo a.C. Tale scoperta si è rivelata di notevole importanza, poiché ha consentito di chiarire la destinazione delle cinte murarie rinvenute quasi trenta anni prima.
Dagli scavi presso gli ambienti sono stati rinvenuti vasi, oggetti di uso quotidiano, piatti e lucerne. Sono state inoltre ritrovate anche una statua di divinità fittile femminile e una testina fittile di offerente che testimoniano l'esistenza di vari spazi dedicati al culto e alla venerazione nell'abitato. Ai piedi dell'altura si estendevano due necropoli da cui provengono i corredi con ceramica a figure rosse siceliota.

### Archeologia industriale

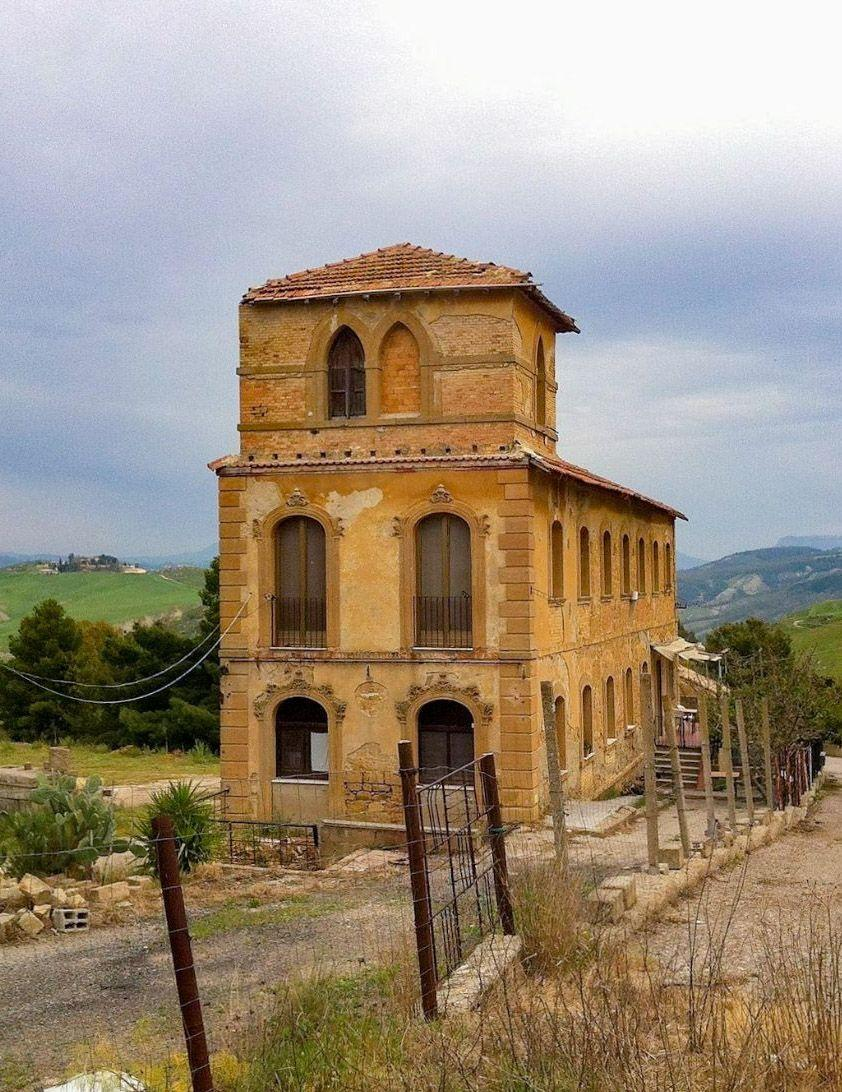
Edificio della solfara Trabonella

SolfareIl passato di Caltanissetta è strettamente legato all'attività estrattiva dello zolfo e dell'industria mineraria; ne sono testimonianza le numerose miniere ("solfare") ormai inattive presenti nel territorio, di cui rimangono le strutture abbandonate. Ne sono esempi le solfare Gessolungo, Giumentaro, Iungio Tumminelli, Saponaro, Stretto Giordano, Trabonella.

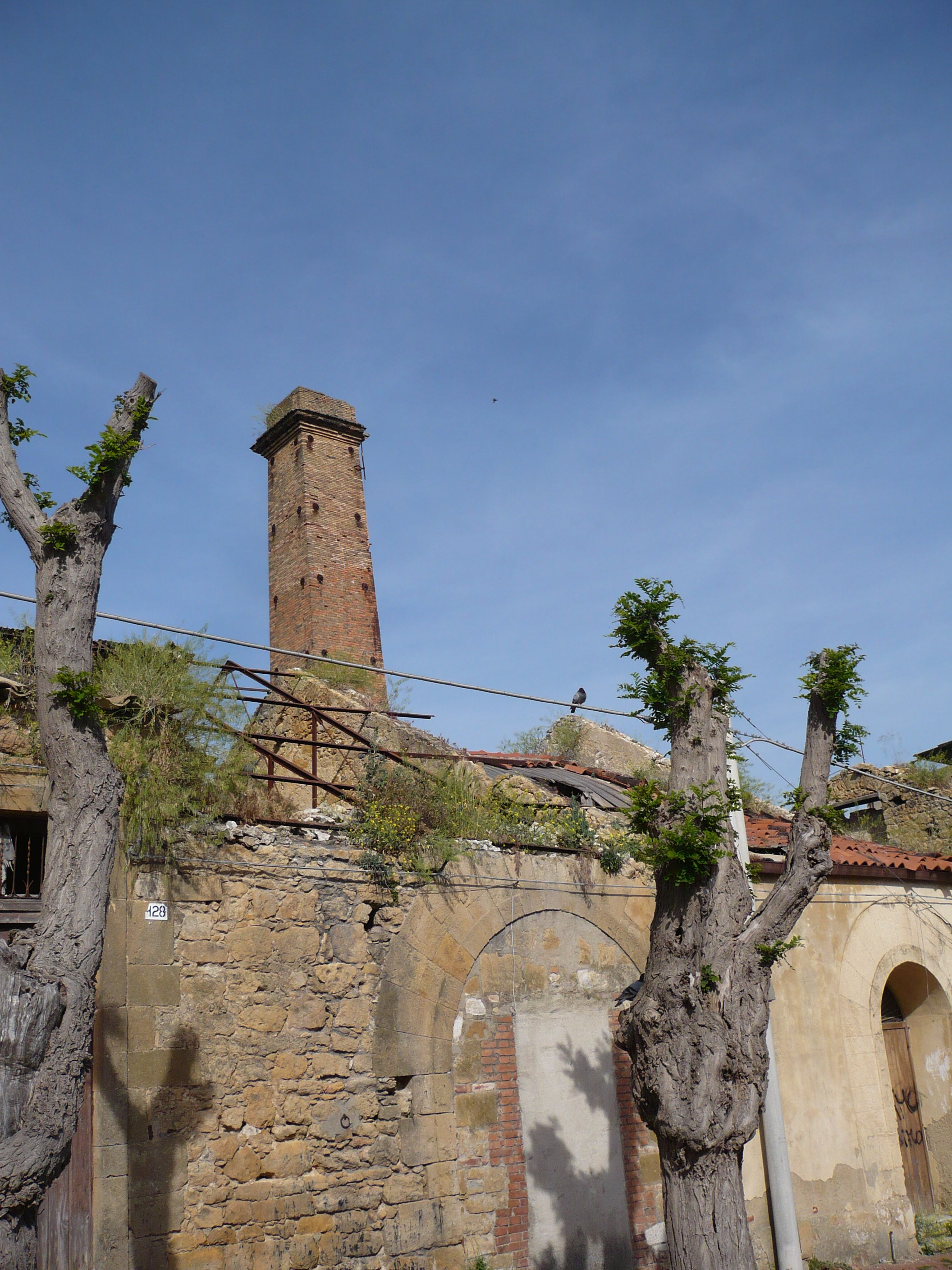
Ruderi del gasometro o Opificio dell'usina, in via Angeli

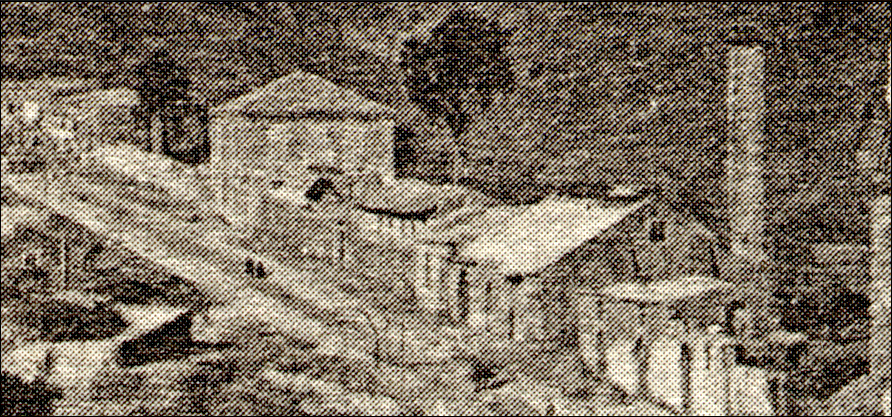
Il gasometro o Opificio dell'usina in una foto di fine Ottocento

Gasometro degli Angeli o Opificio dell'usinaRaro esempio di archeologia industriale, si tratta di un gasometro realizzato nel 1867 nella parte meridionale dell'antico quartiere degli Angeli, sulla strada che conduce al cimitero e alla chiesa di Santa Maria degli Angeli, che contribuì notevolmente alla modernizzazione della città; fu municipalizzato nel 1893. La struttura in origine serviva a produrre il gas di città per l'illuminazione pubblica, poi con l'avvento delle elettricità e fino agli anni cinquanta fu sede del canile municipale e in seguito custodì quattro antiche carrozze funebri messe poi in sicurezza in altra sede. Oggi l'edificio versa in stato di grave abbandono, malgrado sia stato dichiarato con decreto dell'Assessore Regionale ai Beni Culturali struttura «di interesse etno-antropologico particolarmente importante».
Mulino SalvatiPrimo mulino a vapore della città, fu fondato nel 1866 dai due fratelli campani Francesco e Luigi Salvati in una località allora fuori le mura, e corrispondente all'incrocio tra le attuali via Salvati e via Sallemi. Il complesso edilizio fu costruito a cavallo delle due sponde dell'asta torrentizia, affluente del torrente delle Grazie, e a ridosso di un'ormai perduta fontana-abbeveratoio. Chiuse nel 1913.

## Società

### Evoluzione demografica
Abitanti censiti

### Etnie e minoranze straniere
A Caltanissetta gli stranieri residenti, al 31 dicembre 2023,  erano 3.069 e  rappresentavano il 5,26% della popolazione residente.
Le nazionalità principali erano:
- Marocco 783
- Pakistan 615
- Romania 468
- Afghanistan 177
- Somalia 159
- Cina 138
- Nigeria 125
- Bangladesh 79

### Tradizioni e folclore
Settimana SantaCon tale definizione si indica l'insieme di riti e manifestazioni che si tengono in città la settimana che precede la Pasqua. Prende avvio il pomeriggio della domenica delle palme, quando il simulacro del Gesù Nazareno sfila per le vie della città su una barca interamente ricoperta di fiori, per celebrare l'ingresso di Gesù a Gerusalemme e prosegue lunedì e martedì con la "Scinnenza", una serie di rappresentazioni dell'Ultima Cena e della passione di Gesù. I riti della Settimana Santa entrano nel vivo il mercoledì mattina, con la sfilata della Real Maestranza, composta da tutte le categorie degli artigiani della città e il cui capitano riceve dal sindaco le chiavi della città. La sera del mercoledì sfilano diciannove piccoli gruppi sacri dette varicedde, rappresentanti i diversi momenti della passione di Gesù e riproduzioni delle più grandi vare, sedici gruppi statuari in cartapesta che a loro volta attraversano in processione le principali vie del centro storico dal pomeriggio alla tarda notte del Giovedì santo. Il Venerdì santo è la volta della processione del Cristo Nero, un crocifisso ligneo eletto a co-patrono della città e accompagnato dalle ladate dei "fogliamari", eredi di antichi raccoglitori di erbe selvatiche. Dopo il giorno di silenzio del sabato, la Domenica di Resurrezione le principali autorità della città, compreso il capitano della Real Maestranza, partecipano alla solenne messa del vescovo in cattedrale.

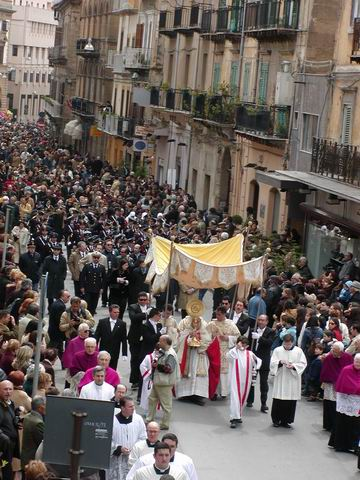
Un momento della sfilata della Real maestranza, durante il mercoledì santo.
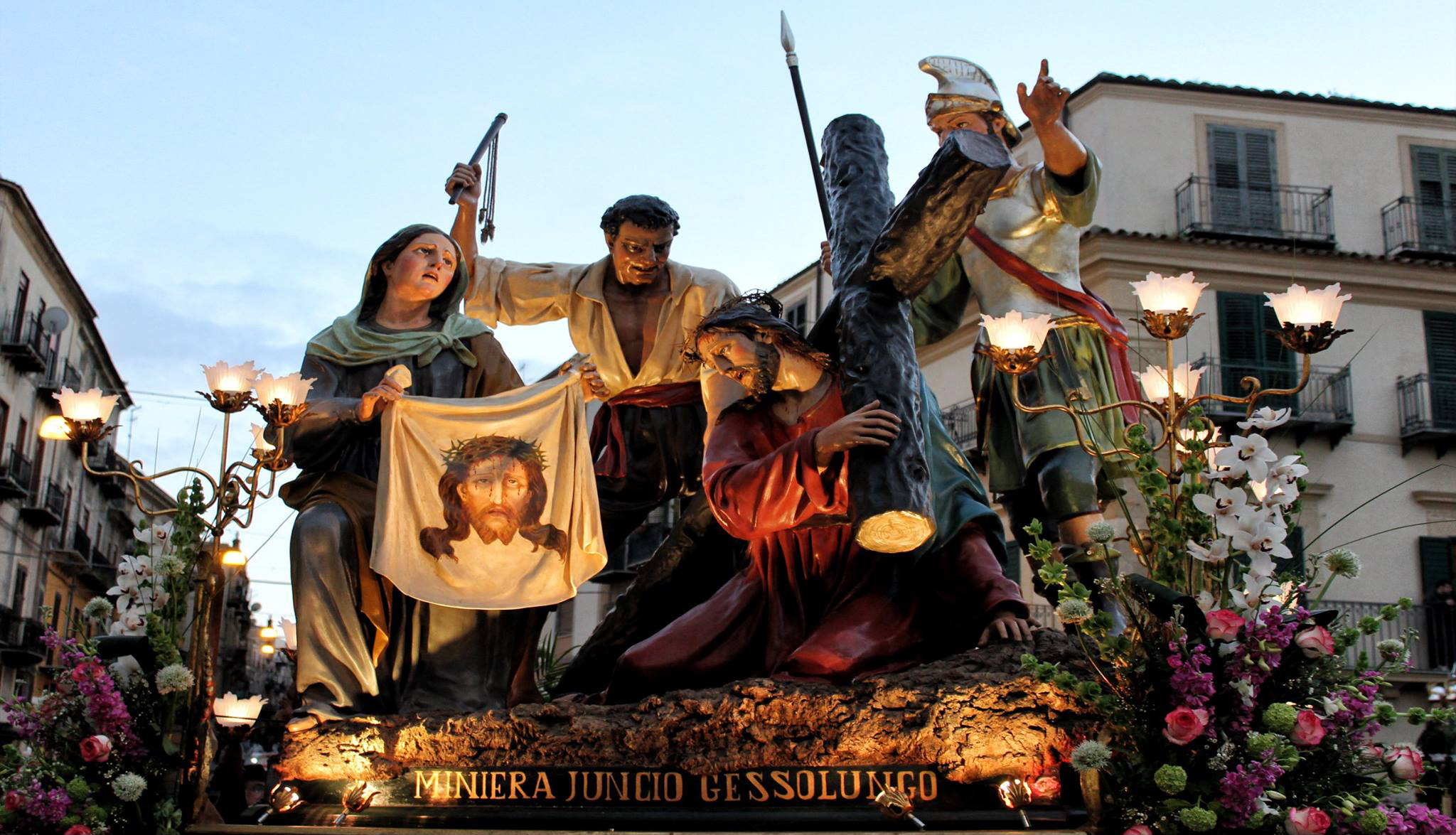
"La Veronica", una delle vare portate in processione durante il giovedi santo.
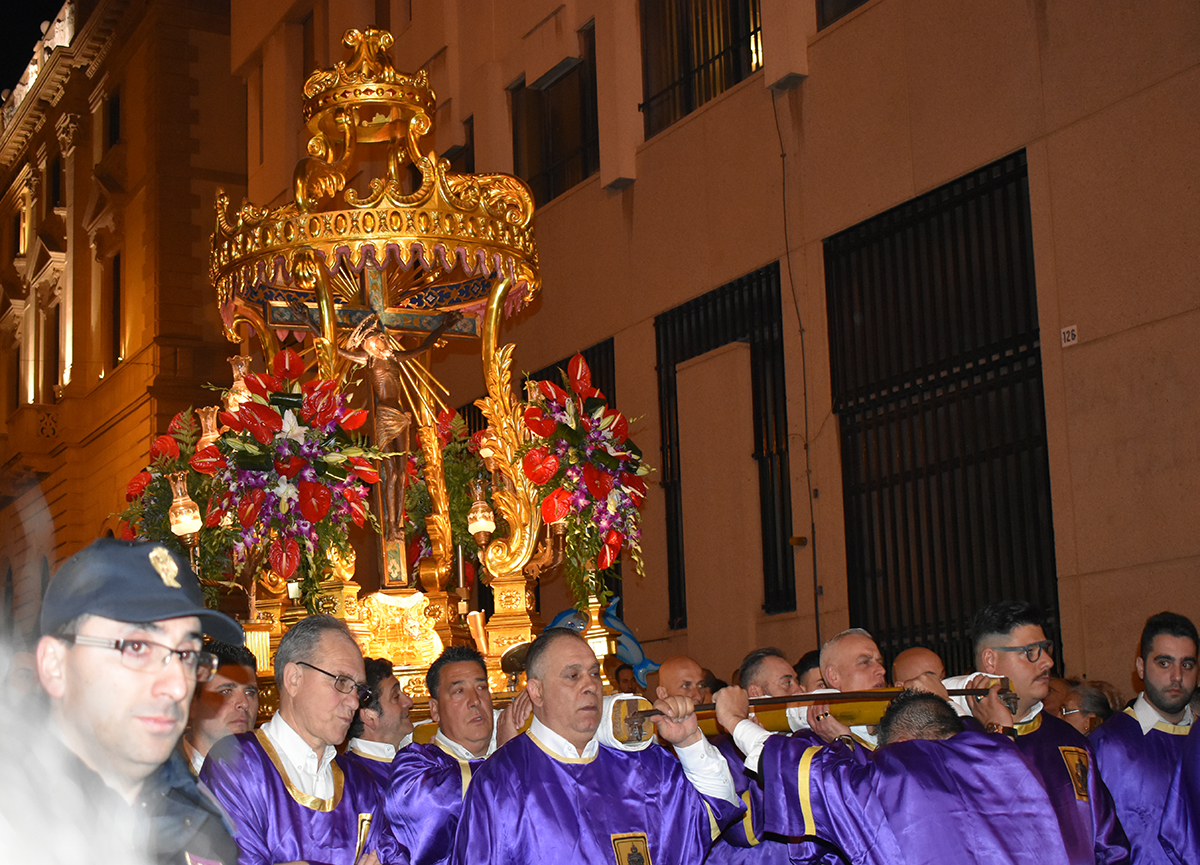
Il "Cristo Nero" portato in processione dai fogliamari durante il venerdì santo.

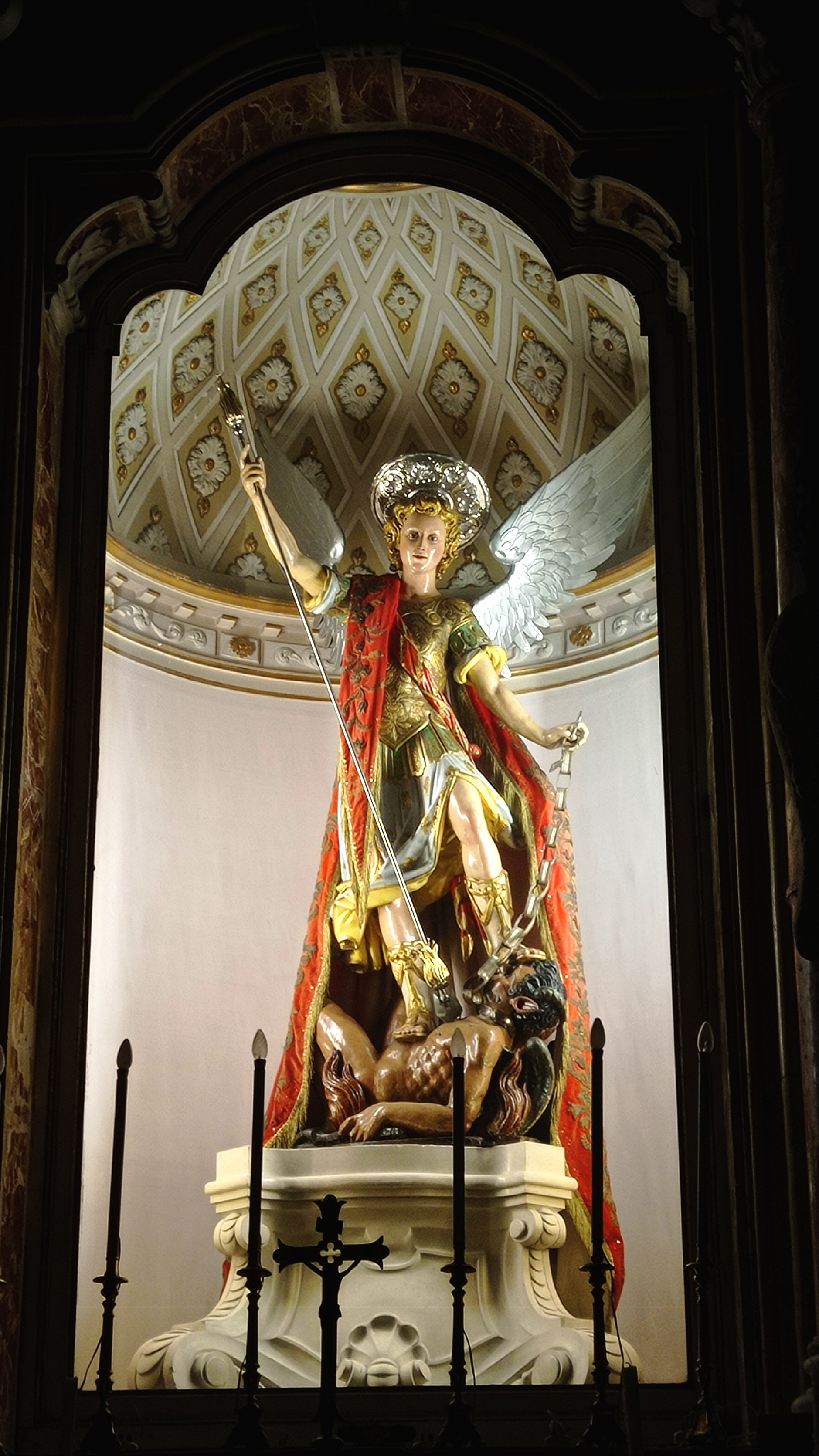
La statua di San Michele Arcangelo, opera di Stefano Li Volsi

Festa di San MicheleFesta patronale, celebrata il 29 settembre, in onore di San Michele Arcangelo, al quale viene attribuito il miracolo di aver salvato la città dalla peste nel 1625. Una settimana prima di tale data, il simulacro dell'Arcangelo, realizzato dallo scultore Stefano Li Volsi nel XVII secolo, viene spostato dall'altare della navata destra della Cattedrale all'altare principale. La mattina del 29 settembre il sindaco offre un cero votivo al patrono, e la sera la statua viene portata in processione per le strade del centro storico a spalla dai devoti scalzi, che l'accompagnano con il caratteristico grido «E gridammu tutti! Viva lu principi San Micheli Arcangiulu»; seguono i fedeli, di cui molti scalzi per voto. La processione termina con il rientro del Santo in Cattedrale, salutato da fuochi pirotecnici. Durante la settimana di festeggiamenti viene allestita la tradizionale fiera di San Michele.
Vacanza di San MicheleRicorrenza, anch'essa dedicata al santo patrono, che viene celebrata l'8 maggio, nell'anniversario dell'apparizione del santo a Francesco Giarratana, frate cappuccino a cui viene ricondotta l'origine della devozione della città a san Michele. La statua è accompagnata in processione dalla Real Maestranza con guanti e farfallini bianchi, dalla Cattedrale al santuario di San Michele, dove rimane sino alla domenica successiva, quando avviene il ritorno alla chiesa madre. Il nome dell'evento sta a sottolineare la temporaneità del cambio di ubicazione della statua.
Festa del RedentoreSi tiene il 6 agosto. È legata alla costruzione del monumento al Redentore, sul monte San Giuliano, voluta da papa Leone XIII insieme all'edificazione di altri diciannove monumenti in tutta Italia in occasione del Giubileo del 1900. Il monumento diede inizio al culto del Cristo Redentore a Caltanissetta, che ha come massima espressione la festa che si svolge il 6 agosto, in concomitanza con la festa liturgica della Trasfigurazione. La celebrazione prevede che venga portato per le vie del centro storico un simulacro riproducente il Cristo nelle medesime fattezze del monumento che sovrasta la città, mentre la cima del monte San Giuliano viene abbellita dalle infiorate poste davanti al basamento della statua.
Processione dei Tre SantiSi tiene il 28 dicembre ed è legata al terremoto di Messina del 1908 che devastò la Sicilia orientale e la Calabria meridionale, ma non Caltanissetta. Nacque infatti lo stesso giorno del sisma per ringraziare i tre protettori del pericolo scampato e per chiedere la protezione dai futuri terremoti, e negli anni successivi la tradizione andò consolidandosi. Vengono portate in processione le statue di San Michele, del Redentore e dell'Immacolata, quest'ultima realizzata in legno, interamente ricoperta con foglia d'argento, allo scopo di ricalcare la visione descritta nel brano dell'Apocalisse di Giovanni conosciuto come "La donna e il drago" («una donna vestita di sole, con la luna sotto i suoi piedi e sul suo capo una corona di dodici stelle»). La sera del 28 dicembre i Tre Santi escono dalla Cattedrale, percorrono le vie del centro seguiti da una folla di devoti e rientrano nella stessa Cattedrale.

### Istituzioni, enti e associazioni

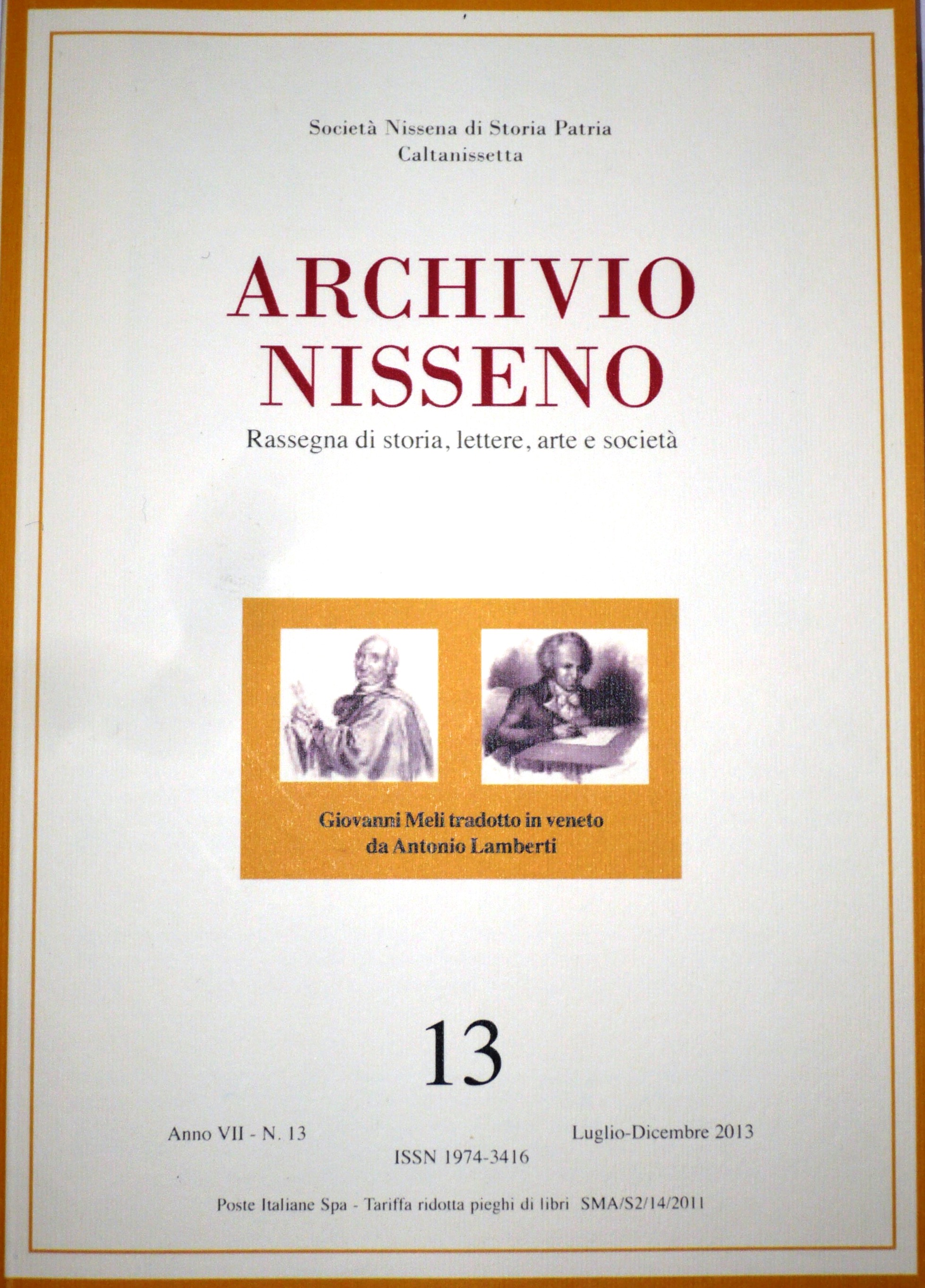
La rivista Archivio Nisseno

Storia patriaA Caltanissetta è attiva dal 2012 la Società Nissena di Storia Patria, una deputazione tematica statale. Scopo peculiare della società è quello di valorizzare e promuovere la storia, rilanciando la cultura del territorio nisseno; anche grazie alla pubblicazione della rivista semestrale Archivio Nisseno. Dal 2014 è una ONLUS; dal 2016 è ospitata nel convento dei frati minori annesso alla chiesa di Santa Maria degli Angeli, in cui è stata allestita una biblioteca realizzata grazie a delle donazioni.

## Cultura
Un momento culturalmente interessante, ma limitato a pochissime personalità, è stato indubbiamente quello vissuto tra gli anni 1935 e 1970, quando vi risiedevano personalità quali Leonardo Sciascia e Vitaliano Brancati ma soprattutto agiva l'editore Salvatore Sciascia. Caltanissetta è stata sede del Parco letterario Regalpetra, dedicato a Leonardo Sciascia, abbandonato.
Infine, SiciliAntica che organizza dal 2004 un convegno di studi annuale sulla storia siciliana.
Dal 2022 la città è capofila del progetto del Primo parco mondiale dello stile di vita mediterraneo insieme ad altre 103 città del centro Sicilia.

### Archivi e biblioteche

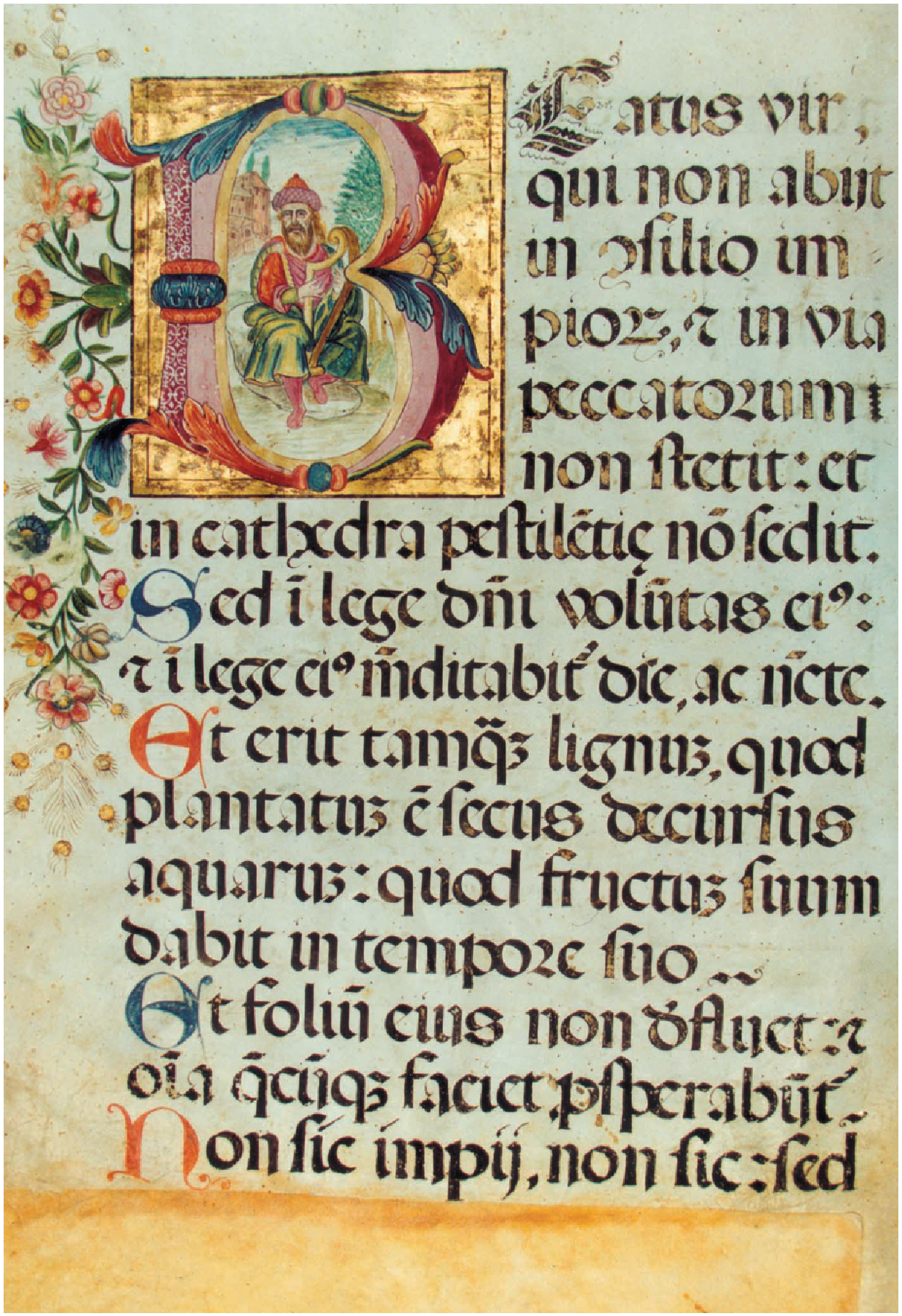
Salterio diurno miniato del XVII secolo proveniente dal convento dei Cappuccini in contrada Pigni, rubato nel 2010 dalla biblioteca Scarabelli.

Archivio di StatoFu istituito nel 1843 come archivio alle dipendenze della provincia borbonica di Caltanissetta, e tale rimase anche dopo l'Unità d'Italia, fino al 1932, quando i vecchi archivi borbonici passarono sotto la diretta giurisdizione statale; dal 1975 le competenze sono transitate al Ministero per i beni e le attività culturali. Al suo interno conserva, tra gli altri, gli archivi notarili sino al 1903, gli archivi delle Corporazioni religiose soppresse dopo il 1866, l’archivio del Corpo delle miniere, e l'archivio storico del comune di Caltanissetta sino al 1860. L'edificio che lo ospita è stato realizzato ad hoc nel 1969 su progetto dell'architetto Salvatore Cardella; si compone di una vistosa torre di dieci piani, adibita a locali di deposito, e di una struttura di due piani in cui sono allocati gli uffici.
Biblioteca ScarabelliSi trova nei locali del secentesco ex collegio dei Gesuiti, attiguo alla chiesa di Sant'Agata. Istituita nel 1862, la biblioteca possiede un patrimonio composto da oltre 140.000 volumi e quasi trecento manoscritti, derivante da donazioni di privati e da confische ai danni di alcuni ordini religiosi del passato. Fortemente voluta dal prefetto Domenico Marco, deve il nome a Luciano Scarabelli, professore piacentino che contribuì alla crescita del patrimonio librario attraverso numerose donazioni; un'altra figura chiave fu il bibliotecario Calogero Manasia. La biblioteca conta anche una sezione esterna nel villaggio Santa Barbara.
Biblioteca diocesanaÈ ospitata al pian terreno del palazzo vescovile, nei locali attigui all’auditorium del museo diocesano. Fu fondata nel 1904 dal vescovo Ignazio Zuccaro con l'intento di custodire i libri lasciati dal suo predecessore Giovanni Guttadauro che confluirono nel fondo antico. Si deve a monsignor Giovanni Speciale il riordino della biblioteca e la schedatura dei volumi; alla sua morte lasciò circa settemila volumi che costituiscono il fondo a lui intitolato. Oggi il patrimonio è costituito da circa 47.000 volumi tra cui opere di teologia, spiritualità, letteratura italiana e straniera, lingua e letteratura greca e latina, arte, filosofia, storia, storia della Chiesa, patrologia, oratoria, scienze giuridiche, scienze, matematica, musica e pubblicazioni di vario interesse. È dotata anche di un'emeroteca.
Altre biblioteche minori sono la biblioteca della Corte d'appello di Caltanissetta, la biblioteca di cultura generale e di studi ambientali della sezione nissena di Italia Nostra ed anche la biblio-fonoteca dell'Istituto superiore di studi musicali Vincenzo Bellini.

### Università
Il Polo Universitario di Caltanissetta è una sede distaccata dell'Università degli studi di Palermo, organizzata in Consorzio, che nell'anno accademico 2025-2026 offre i seguenti corsi di studio:
- Farmacia (LM-13)
- Infermieristica (L/SNT1)
- Ingegneria Biomedica (L-9)
- Medicina e Chirurgia (LM-41)
- Medicina e Chirurgia - Medit (LM-41)
- Scienze e Tecnologie Agrarie (L-25)

Altre università hanno la loro sede a Caltanissetta: l'Università degli Studi Internazionali di Roma, l'Università degli Studi "Niccolò Cusano" e l'Università telematica "Pegaso".

### Musei

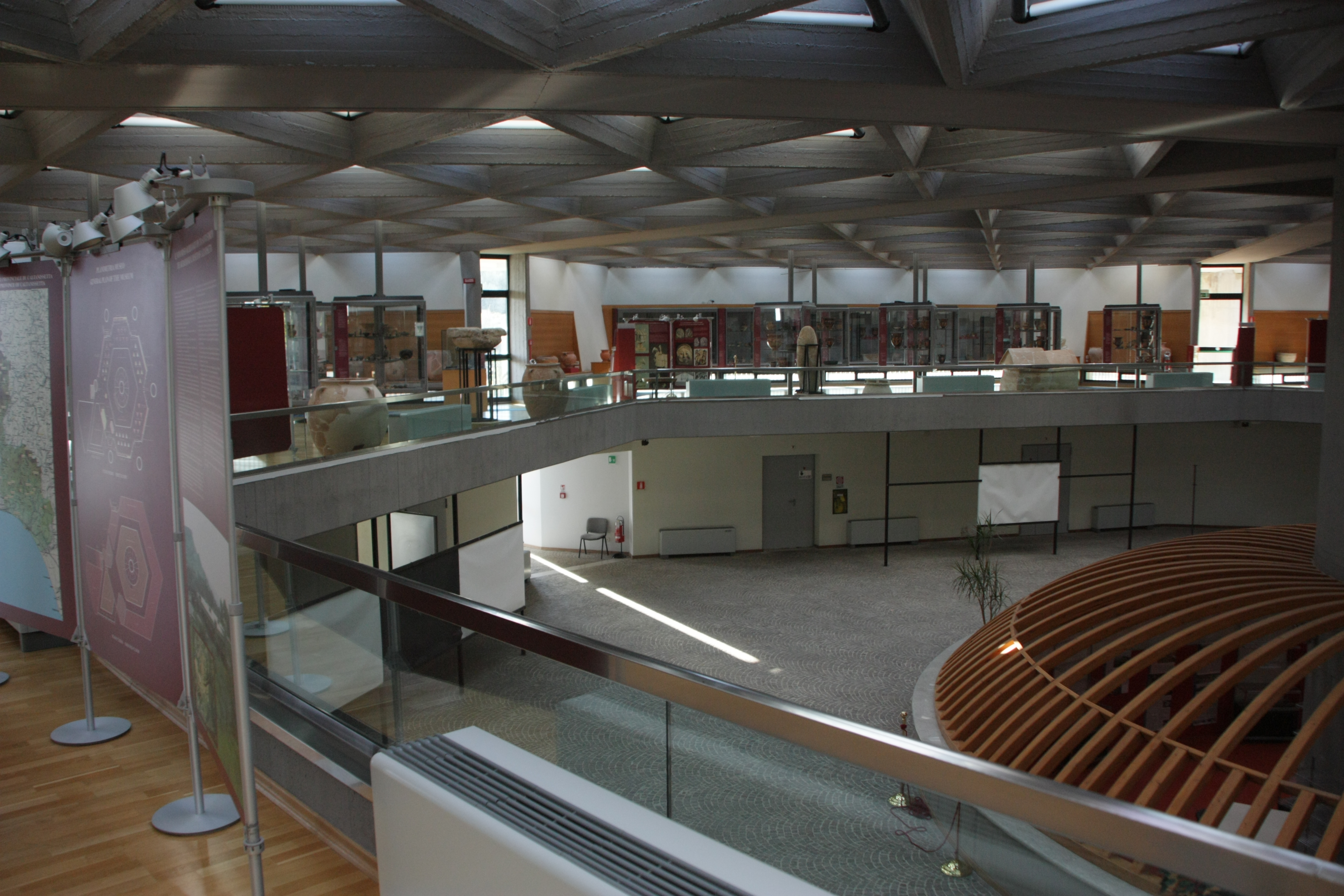
Interni del museo archeologico

Museo archeologicoA partire dal 2006, ha sostituito il museo civico, che si trovava nei pressi della stazione centrale; è sito accanto all'abbazia di Santo Spirito, nell'omonima contrada, ospitato in un moderno stabile opera dell'architetto Franco Minissi. Nel museo sono raccolti un gran numero di reperti archeologici relativi ai primi insediamenti nell'area della valle del Salso e del territorio limitrofo. I siti da cui proviene la maggioranza delle testimonianze sono le necropoli di Mazzarino e i siti indigeni di Gibil Gabib e Sabucina, situati a pochi chilometri dal centro abitato di Caltanissetta. Essi erano posti su alture a controllo del fiume Salso, una delle principali vie di penetrazione commerciale e militare dell'antichità. Le collezioni, tra le più importanti della Sicilia, comprendono corredi, vasi attici decorati a figure rosse, utensili e manufatti di bronzo e di ceramica. Al suo interno è custodito il celebre sacello di Sabucina.

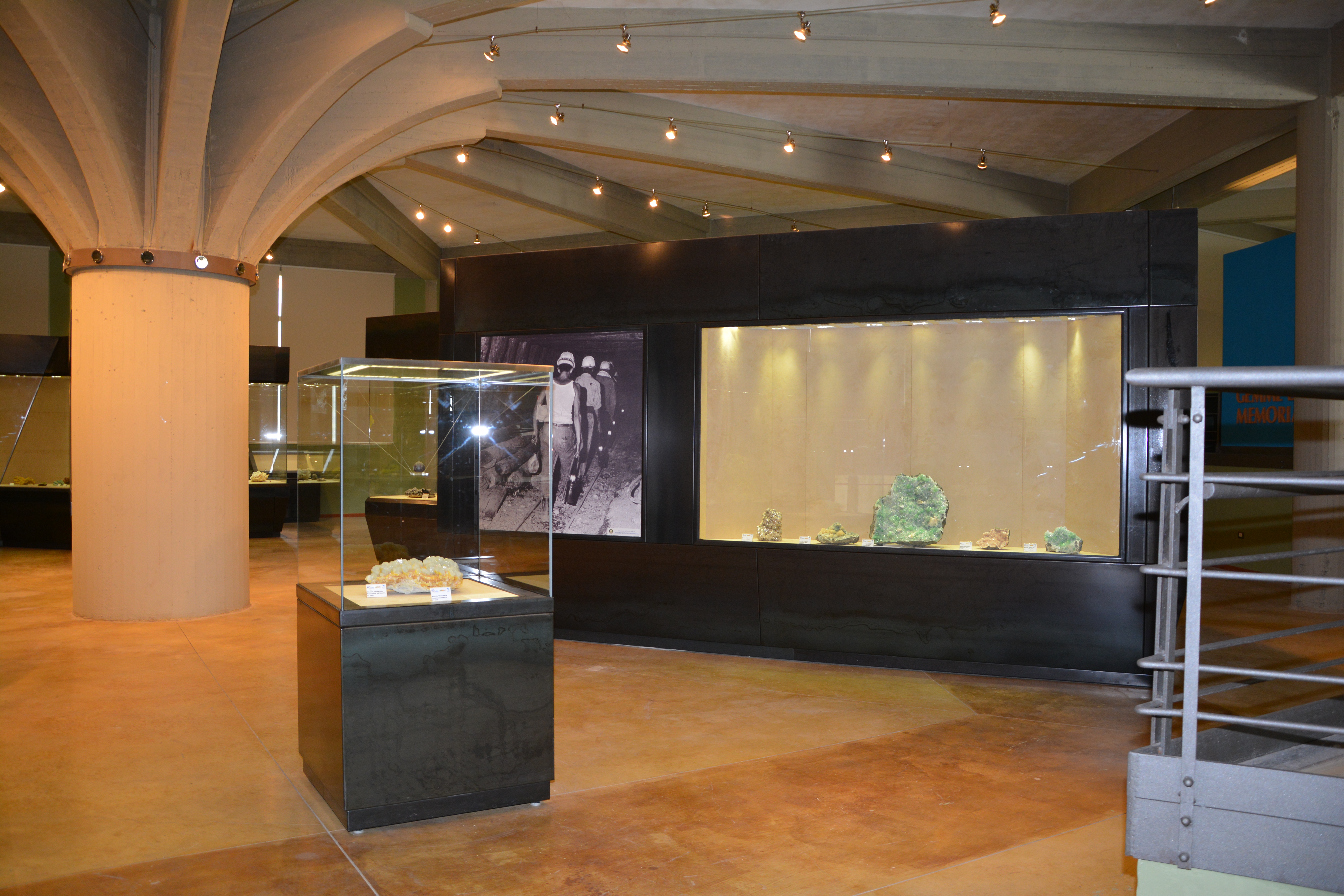
Interni del museo mineralogico

Museo mineralogico, paleontologico e della zolfaraOspitato in passato all'interno dell'istituto ex-minerario "Sebastiano Mottura", è stato trasferito in una sede adiacente più moderna e funzionale struttura realizzata ad hoc, inaugurata il 15 dicembre 2012. Il museo, mediante l'esposizione di minerali (in particolare campioni di zolfo, rocce, fossili e attrezzature specifiche) testimonia l'attività svolta in passato di sfruttamento delle varie miniere per l'estrazione dello zolfo presenti sul territorio nisseno. Al suo interno sono custodite collezioni di minerali e fossili, oltre a pezzi di particolare pregio mineralogico. Sono inoltre esposte anche cartine geologiche e piani topografici delle zolfare, nonché una ricca collezione di foto d'epoca. Presente anche una collezione di macrofossili, catalogati in ordine stratigrafico, dal periodo Siluriano al Quaternario.

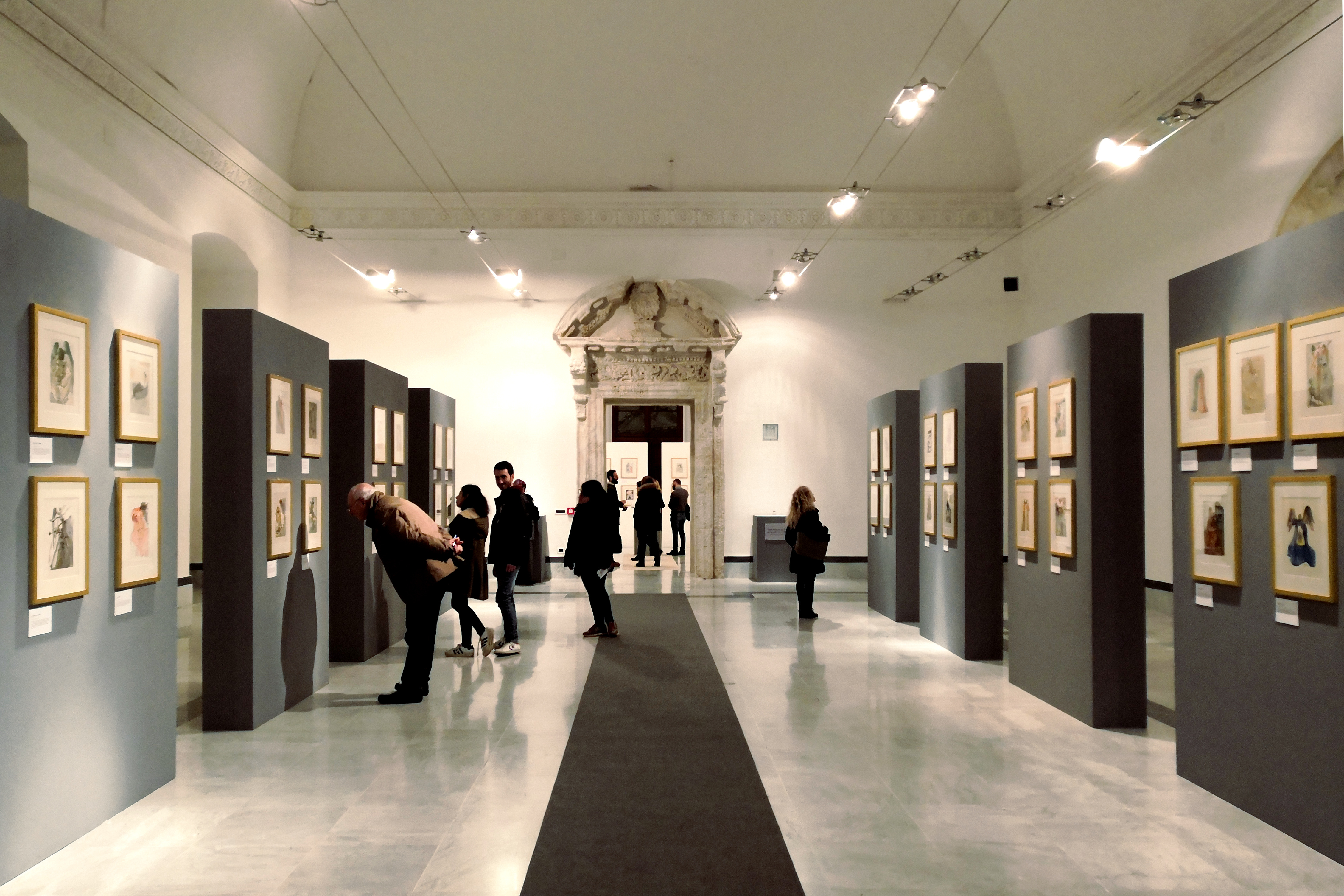
Interni del Palazzo Moncada durante una mostra su Salvador Dalí

Galleria civica d'arteOccupa parte del Palazzo Moncada e ospita mostre permanenti e temporanee, tra cui il museo Tripisciano (vedi sotto).
Museo TripiscianoInaugurato nel 2010 nel piano ammezzato del palazzo Moncada, all'interno della galleria civica d'arte, è una mostra permanente delle opere dello scultore nisseno Michele Tripisciano, che si trovavano nel suo studio romano e che sono state donate dallo stesso artista al Comune dopo la sua morte, come da testamento. Sono sculture prevalentemente in gesso, ospitate all'interno di quattro sale suddivise per area tematica. Inoltre all'interno della mostra sono ospitate anche altre opere di artisti locali, tra cui Giuseppe Frattallone e Francesco Guadagnuolo.
Museo diocesanoSito in viale Regina Margherita, presso il Vescovado, ospita diverse collezioni, provenienti da molte chiese del territorio che offrono un'ottima testimonianza del fermento culturale degli artisti locali fra Seicento e Settecento. All'interno sono custoditi numerosi dipinti, vasi d'argento, paramenti sacri, arredi e preziosi codici miniati.

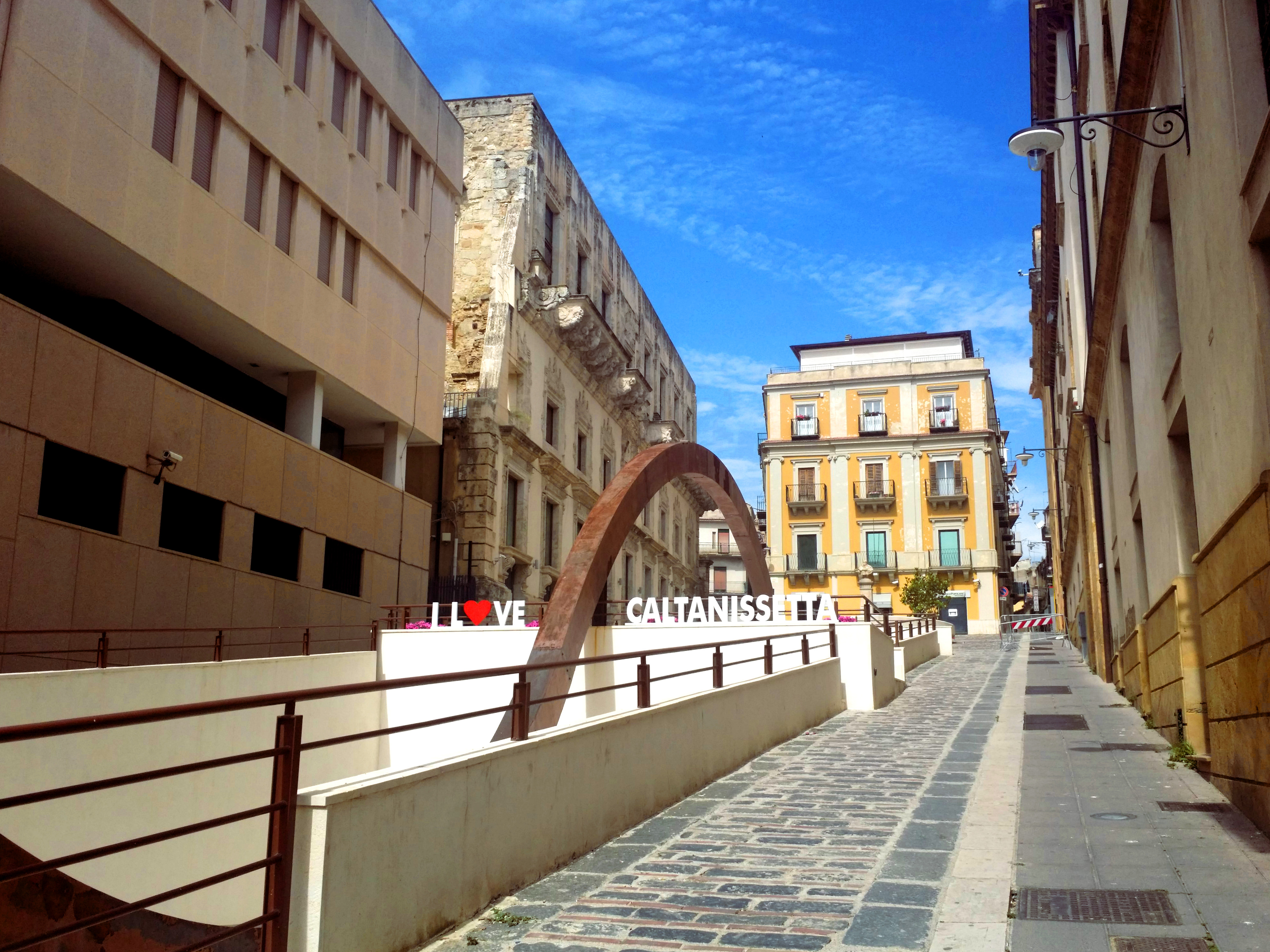
Esterno del museo d'arte contemporanea

Museo d'arte contemporaneaSi trova nella salita Matteotti e ospita mostre temporanee. Inaugurato nel 2017, è stato realizzato utilizzando i locali sotterranei di un rifugio antiaereo costruito durante la seconda guerra mondiale. Si compone di dieci ambienti collegati a un corridoio centrale, corrispondenti al vecchio rifugio, e un nuovo locale realizzato all'ingresso della struttura. L'esterno è caratterizzato da una struttura curvilinea metallica.
Museo del folclore e delle tradizioni popolariSala espositiva allestita nei locali seminterrati della parrocchia di San Pio X, in via Napoleone Colajanni, ospita quindici delle sedici vare, i gruppi scultorei in gesso e cartapesta realizzati nella seconda metà dell'Ottocento, che sfilano per le vie del centro storico durante la sera del Giovedì Santo. La proposta di trasferire le vare nel nuovo "museo delle Vare", realizzato ad hoc nel palazzo ex GIL, non ha avuto seguito a causa dell'opposizione dei proprietari delle vare, restii a trasferirle nei nuovi locali.
Antiquarium di SabucinaConserva reperti archeologici rinvenuti nel territorio, profili e piani dei diversi settori di abitazioni dell'età del Bronzo fino al quinto secolo.

### Teatro
Alla città è legato il Teatro Stabile Nisseno, organizzazione teatrale nata nel 1996 sulle orme del "Piccolo Stabile Nisseno" e ancora precedentemente del gruppo teatrale de "I quindici", nato negli anni settanta. Con circa centotrenta repliche per ogni stagione in giro per la Sicilia e l’Italia meridionale, le stime SIAE lo classificano ai primi posti tra le compagnie semi-professionistiche dell’Italia centro-meridionale.

### Cinema
A Caltanissetta è ambientata la prima parte del film neorealista del 1958 L'uomo dai calzoni corti, diretto da Glauco Pellegrini e interpretato dal giovane Edoardo Nevola.

### Cucina

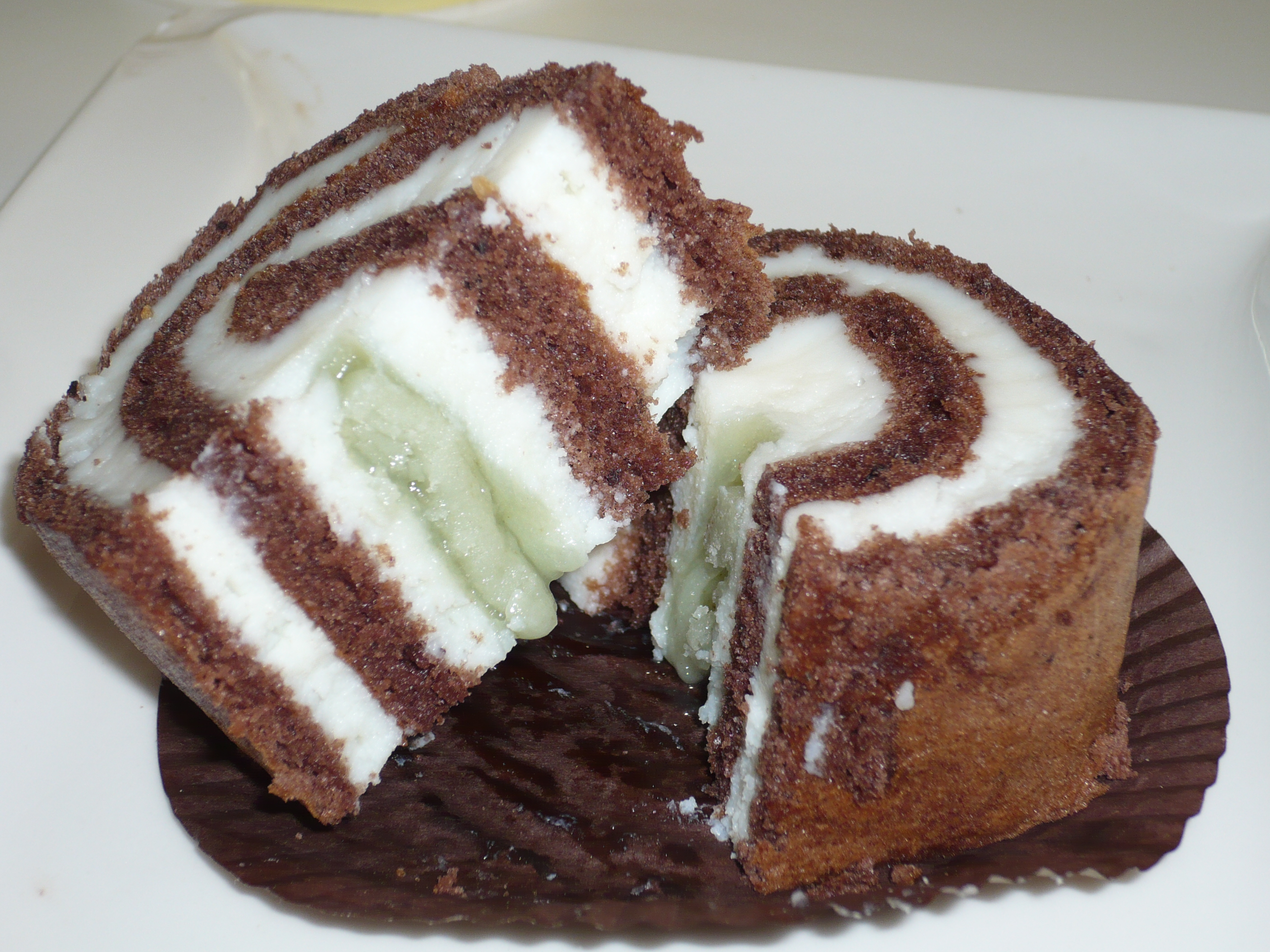
Rollò

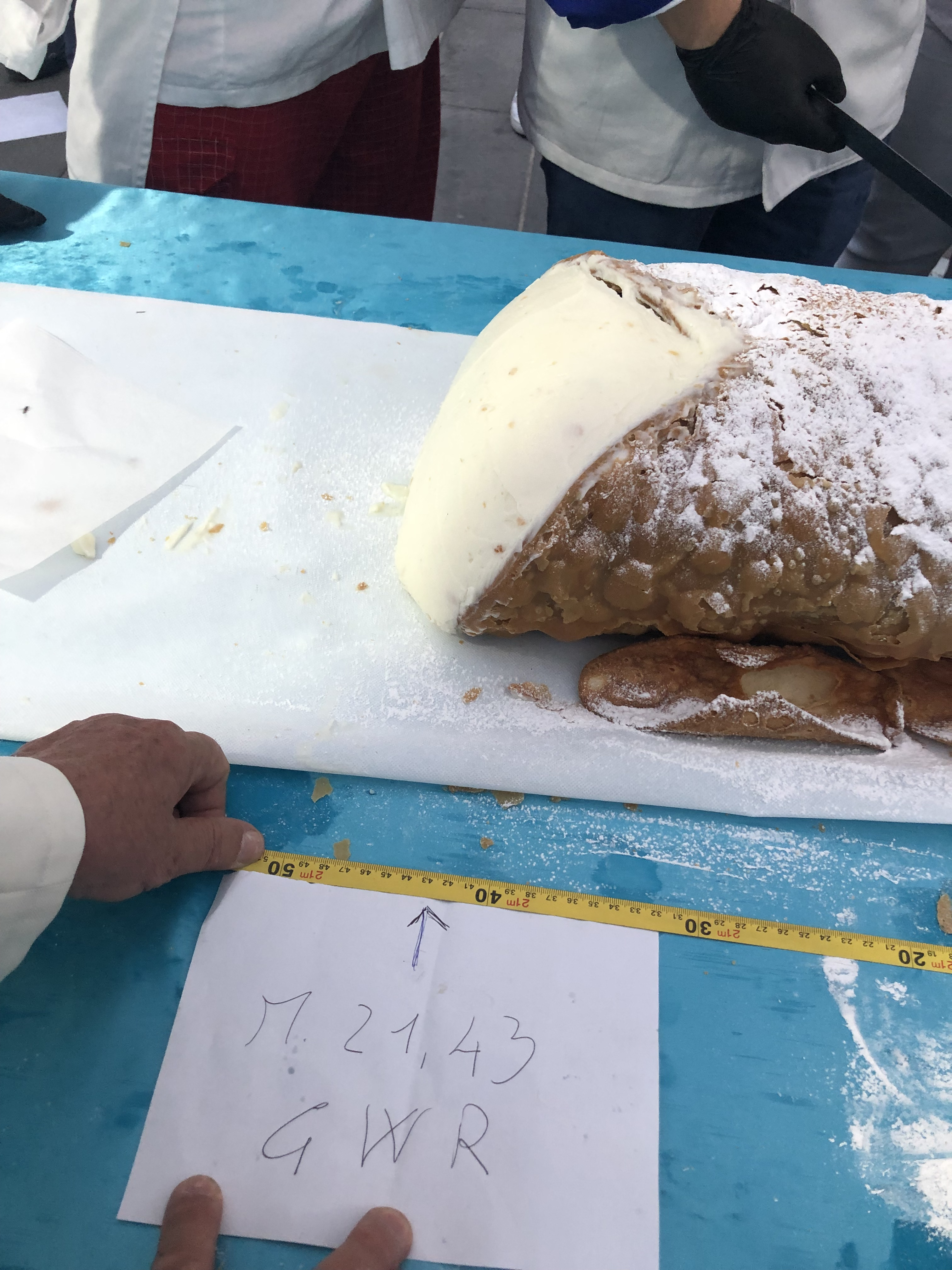
Misura del record del:cannolo più lungo al mondo

Oltre ai piatti tradizionali dell'entroterra siciliano, quali tra i primi il pesto nisseno e tra i secondi il pollo alla nissena, insieme alla focaccia nissena tipico cibo di strada; la città si distingue per la raffinata tradizione pasticciera dominata dalla presenza di dolci a base di ricotta e non, tra cui oltre il cannolo nisseno, la raviola di ricotta, le paste velate e il rollò, tra la biscotteria i raffiolini.
Riveste un ruolo importante la variante nissena del torrone, preparato con mandorle e pistacchi e caratterizzato da una particolare e lunga preparazione.
Nel 2021, nei locali del vecchio carcere poi liceo scientifico di via Tumminelli, viene finanziato la costruzione del Laboratorio della cucina prototipale dello stile di vita mediterraneo nell'ambito del più articolato e complesso Primo parco mondiale dello stile di vita mediterraneo.
L'11 settembre 2022 viene stabilito a Caltanissetta il record del cannolo più lungo al mondo.

## Geografia antropica

### Urbanistica

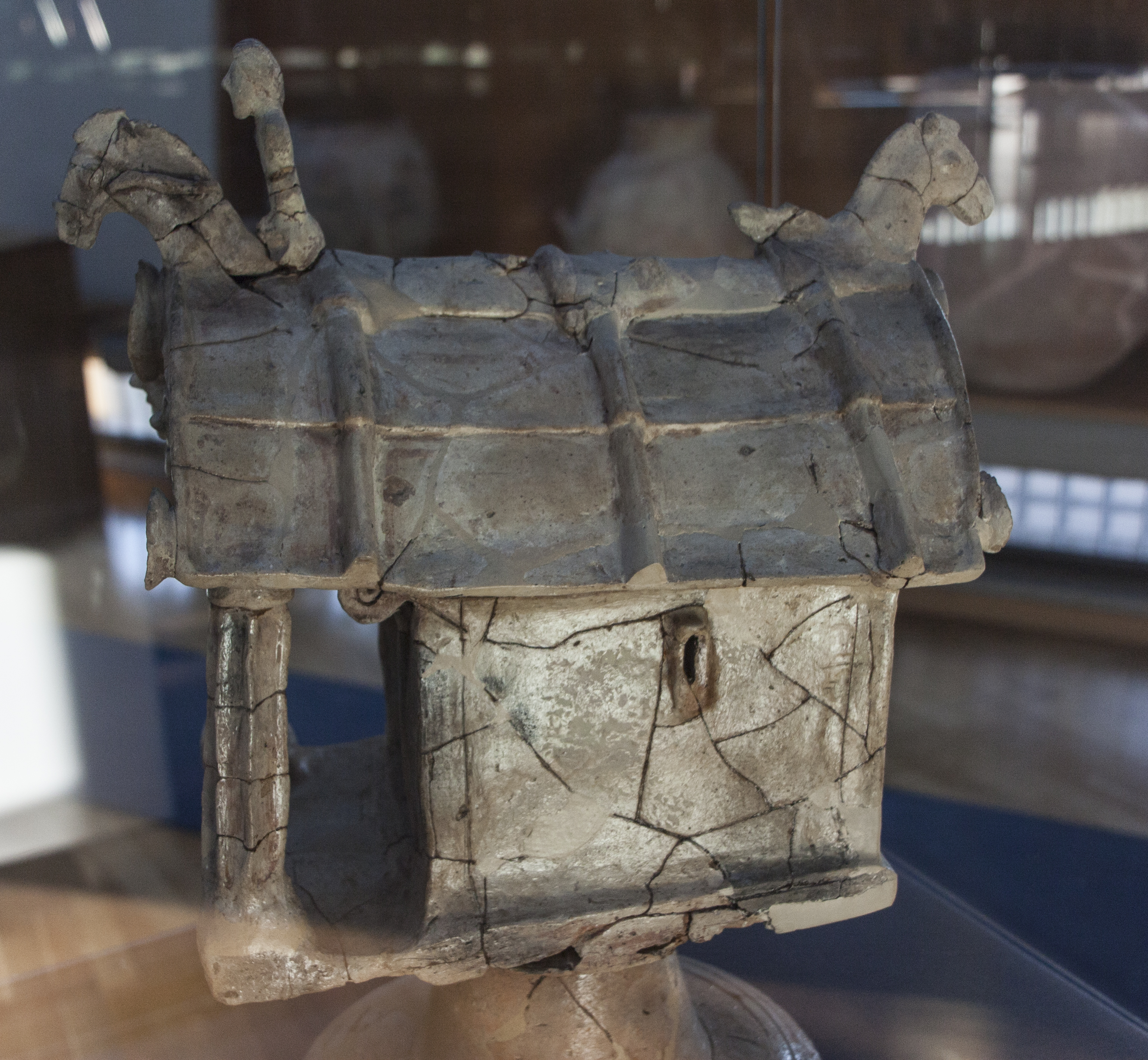
Il sacello di Sabucina, piccola riproduzione di un tempietto greco esistente nell'omonimo insediamento urbano nel VI sec. a. C.
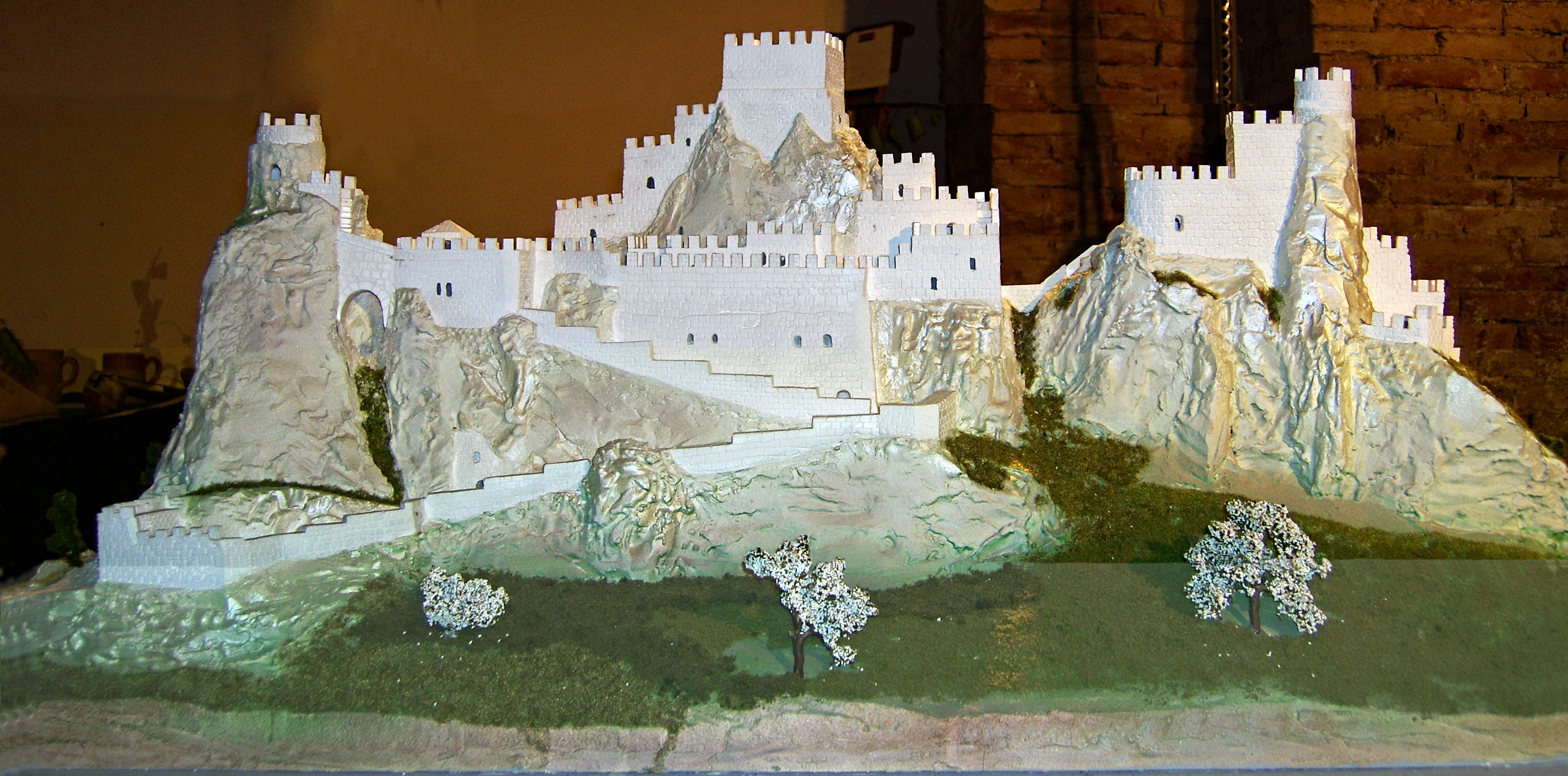
Plastico del Castello di Pietrarossa conservato a Siviglia.

Il primo nucleo urbano nisseno è quello del villaggio sicano di Sabucina, risalente al XII secolo a.C., distante circa quattro chilometri dall'attuale città. Altri importanti centri urbani furono quelli di Gibil Gabib, Vassallaggi e Capodarso, tutti finiti, insieme a Sabucina, nell'orbita d'influenza siceliota. I reperti ritrovati in contrada Lannari (ed attualmente conservati nel Museo Archeologico di Caltanissetta) dimostrano che in età romana l'insediamento urbano si spostò a valle del monte Sabucina.
L'antico borgo, forse di origine bizantina, sorse intorno al Castello di Pietrarossa (l'antico Qalʿat an-nisāʾ, Castello delle donne), sviluppandosi senza alcuna pianificazione seguendo l'andatura del declivio che consentiva una visuale strategica su tutta la valle dell'Imera meridionale. Era costruito su alti strapiombi, difeso da solide mura, abbatture nel XVII secolo, e protetto dal castello, che si trovava in posizione praticamente inespugnabile. Al successivo borgo arabo corrisponde l'attuale quartiere San Francesco (conosciuto impropriamente con il nome di Angeli), dove sono tuttora visibili, tra i vicoli e le stradine, i caratteristici cortili a forma triangolare tipici dell’urbanistica araba.
In seguito all'avvento dei Normanni venne ingrandita l'Abbazia di Santo Spirito, che divenne la parrocchia della città, preesistente già dall'VIII secolo con il vicino casale rupestre di epoca romana utilizzato come granaio.
Durante il periodo di dominazione sveva, la città si presentava come un insieme di borghi aggregati intorno ad alcune emergenze architettoniche: il castello, l'abbazia, il Palazzo del Magistrato del XV secolo (di cui è rimasta soltanto una torre, ormai incorporata nelle costruzioni successive), la nuova parrocchia di Santa Maria la Vetere (o Santa Maria degli Angeli), ecc.
Il reale processo di crescita organica del tessuto urbano incominciò nel XVI secolo, sotto la dominazione dei Moncada, quando si iniziò a pianificare lo sviluppo urbano. La città fu divisa in quattro quartieri: San Francesco (che includeva il borgo medievale) a sud-est, Santa Venera (dal nome del relativo convento edificato dai Moncada, poi ribattezzato in Santa Flavia) a nord, San Rocco a nord-ovest, e Zingari (o Provvidenza), l'antico ghetto ebraico, a sud-ovest. I quartieri erano divisi da quattro assi stradali grossolanamente perpendicolari, la Via dei Fondachi e la sua prosecuzione Via del Monastero di Santa Croce aperta nel 1827 (l'attuale corso Vittorio Emanuele) in direzione ovest-est e la Via del Collegio (l'attuale Corso Umberto I) in direzione nord-sud, che si incrociavano in una piazza centrale, la Piazza Grande, denominata Piazza Ferdinandea nel 1828 poiché vi venne collocata una statua con basamento di Ferdinando I di Borbone, opera dello scultore neoclassico Valerio Villareale ed abbattuta durante i moti del 1848, e poi, dopo l'Unità d'Italia, rinominata piazza Garibaldi, in omaggio all'eroe dei due mondi che giunse in città nel 1860 insieme ai suoi "Mille".

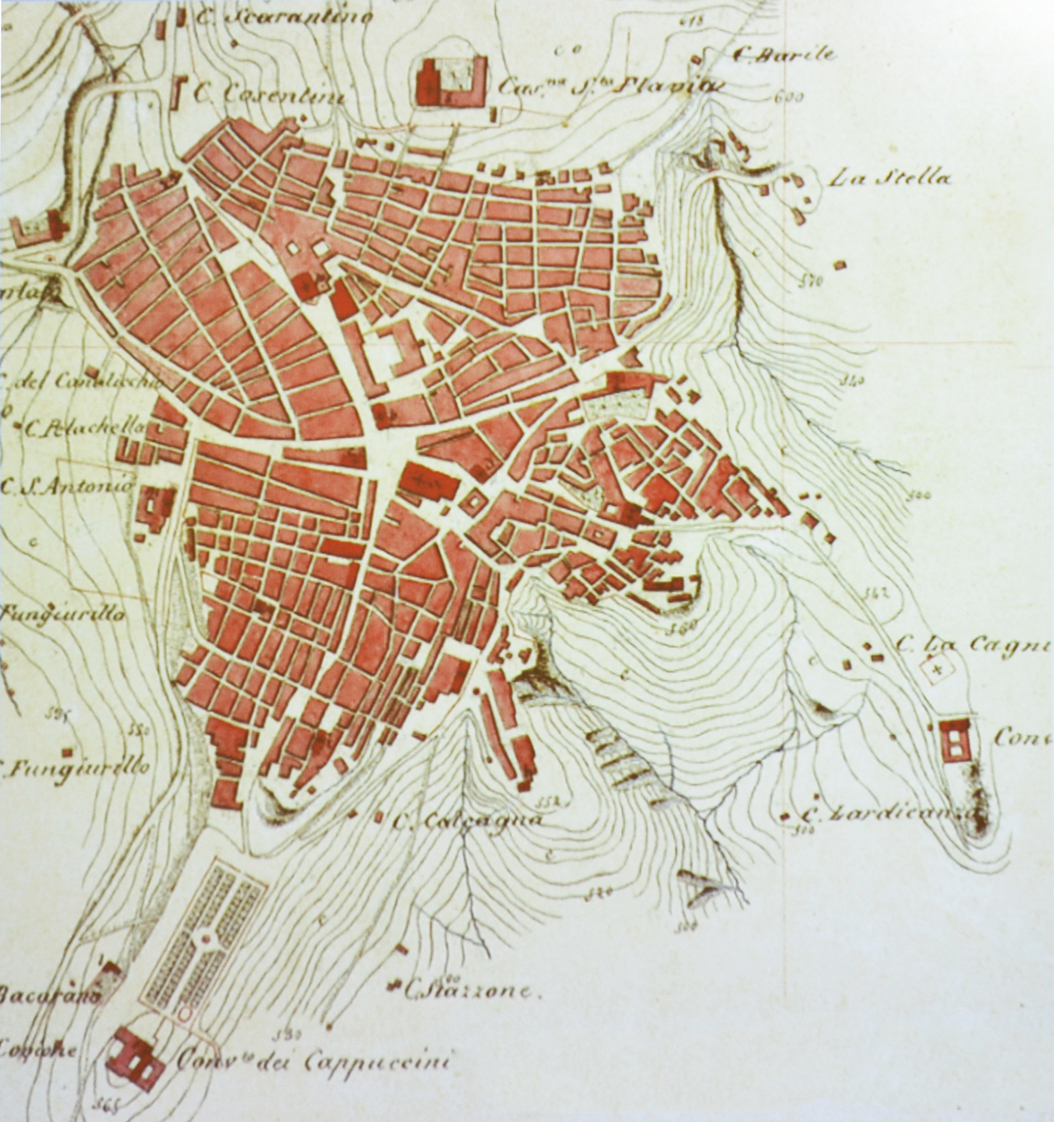
Antica mappa di Caltanissetta degli inizi del 1864.
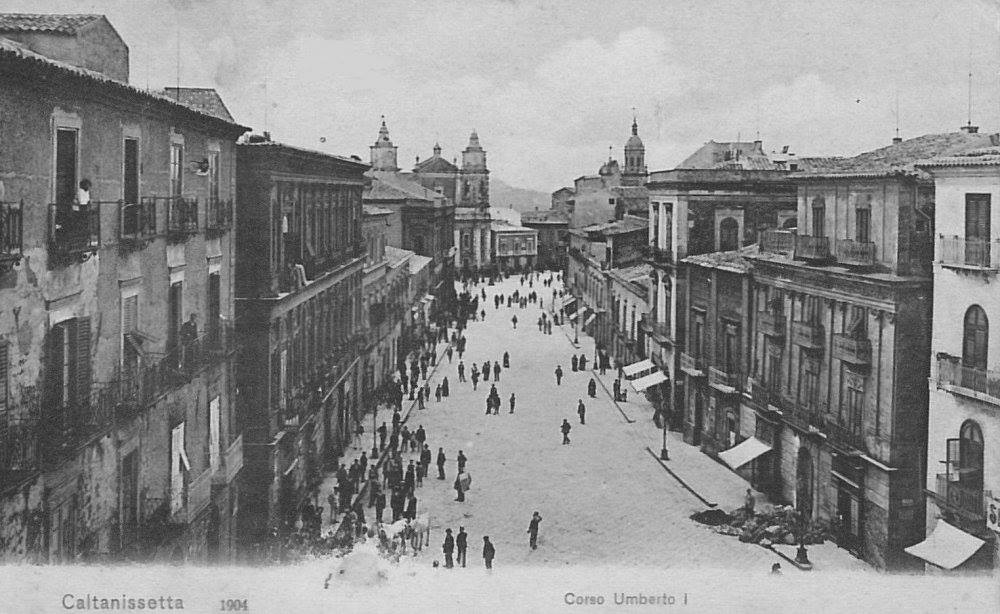
Corso Umberto I nel 1904: in fondo sulla sinistra sono ancora visibili le "case Moncada", antiche abitazioni dell'omonima famiglia nobiliare, che vennero demolite tre anni dopo per allargare la salita Tribunali (oggi via Matteotti) e per costruire i palazzi del Banco di Sicilia e quello della Banca d'Italia.
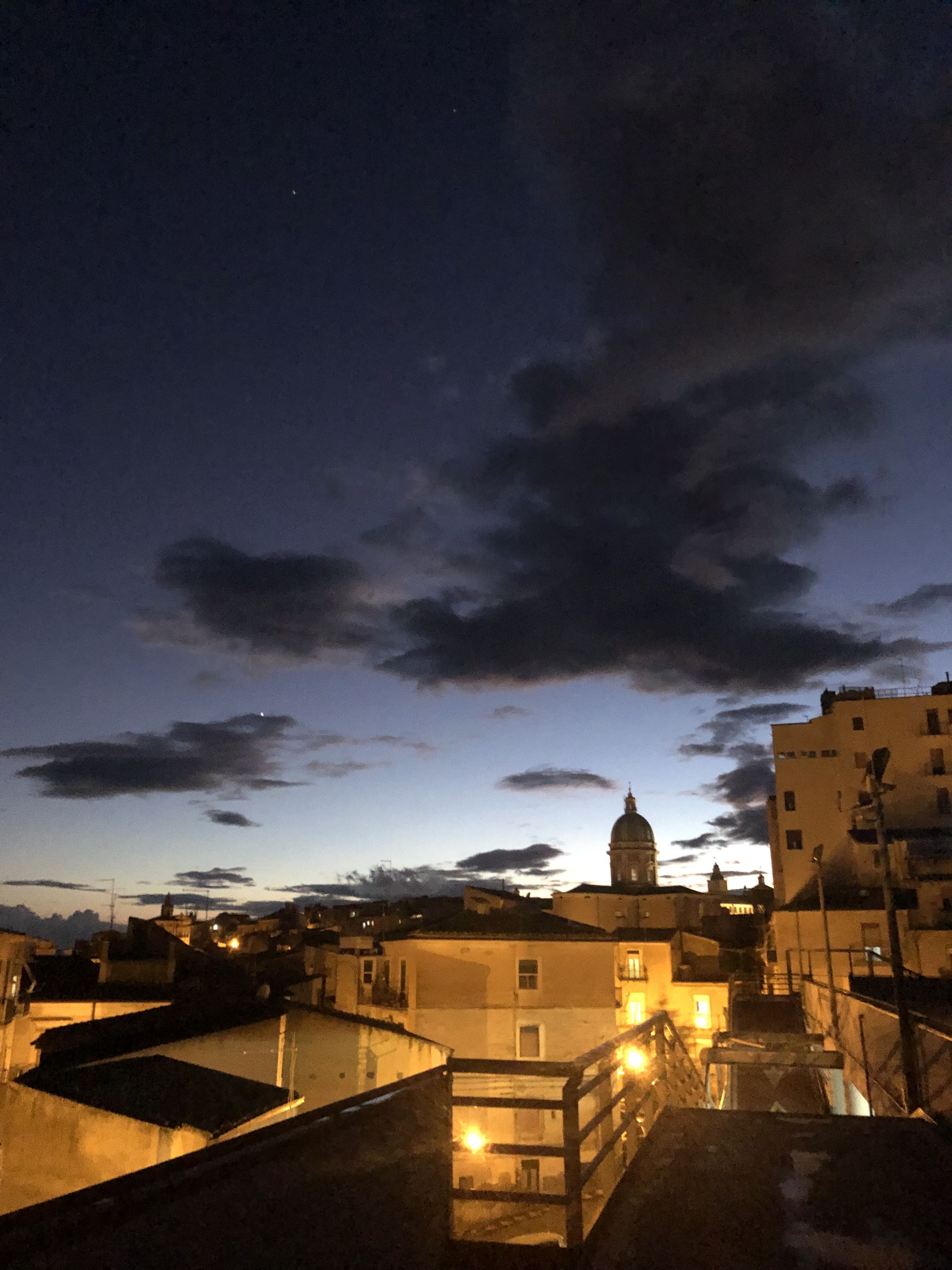
Scorcio notturno con vista sulla cattedrale di Caltanissetta
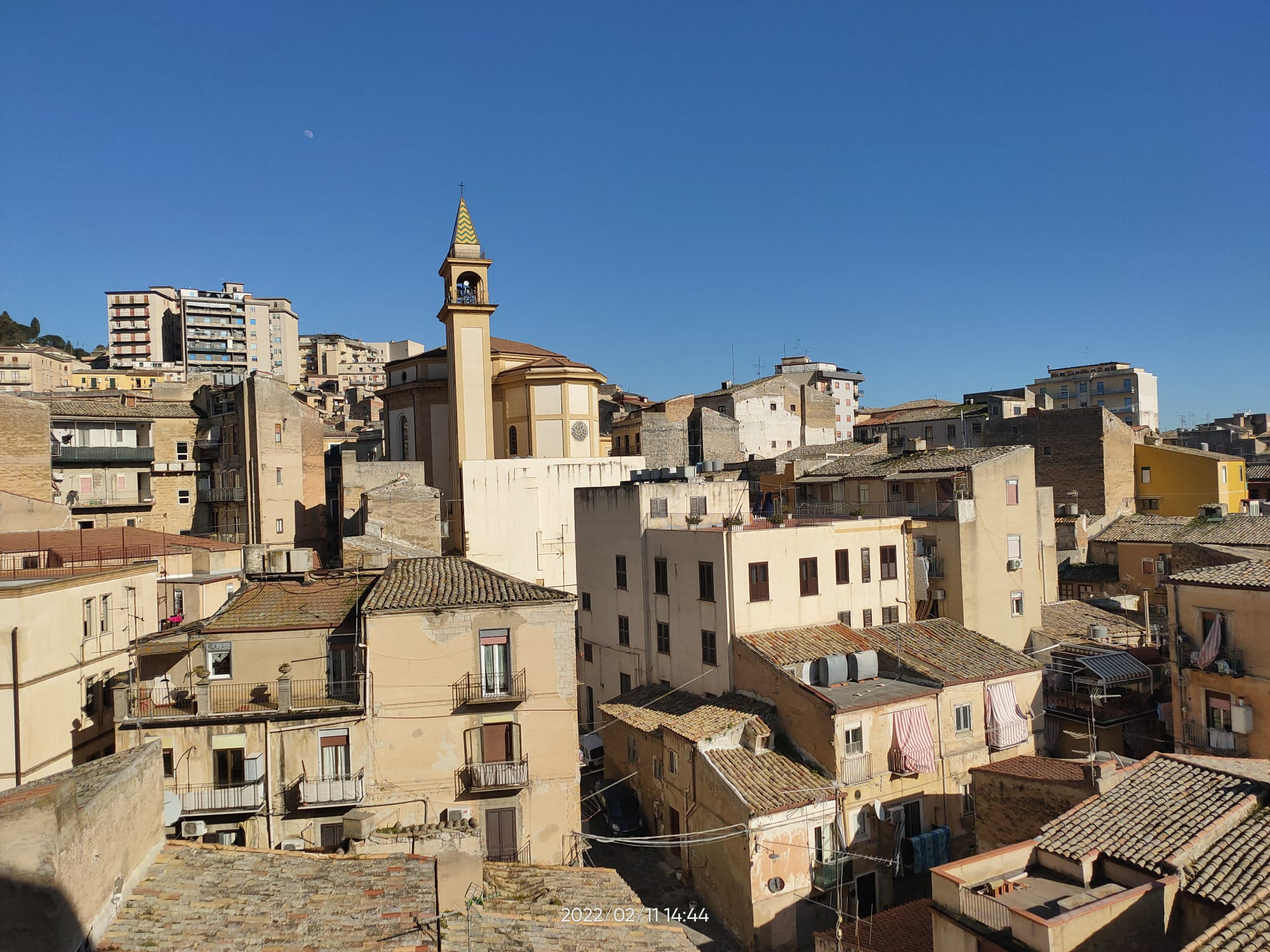
Tetti del centro storico, con vista sul retro della chiesa di S. Lucia
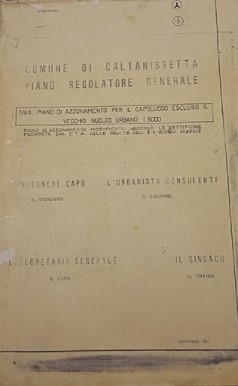
Copertina del PRG dell'Arch. Giordano approvato nel 1962.

Il centro cittadino si districa tra viottoli, salite, scalinate, stradine impervie e scoscese, anche se non manca il grande ed elegante Viale Regina Margherita, realizzato sul modello dei boulevard francesi, che ricorda la gloria di cui godette la città al tempo dell'estrazione dello zolfo nella seconda metà del XIX secolo, il quale culminò con la costruzione di diverse residenze di ricche famiglie di imprenditori dello zolfo lungo i due corsi principali, come il Palazzo Testasecca, il Palazzo Benintende, il Palazzo Lanzirotti, il Palazzo Sillitti Bordonaro ed altri, ma anche di importanti sedi istituzionali come il Palazzo della Provincia, il Seminario Vescovile e i Palazzi del Banco di Sicilia e della Banca d'Italia (a sua volta demolito alla fine degli anni 1960 per consentire la realizzazione di una nuova sede in cemento armato, oggi chiusa). Durante l'epoca fascista furono realizzati altri importanti edifici pubblici: il sanatorio Dubini (oggi abbandonato), opera dell'architetto nisseno Salvatore Cardella, che realizzò anche la casa Littoria (oggi Palazzo degli Uffici Finanziari, sede provinciale dell'Agenzia delle Entrate) e il Palazzo Provinciale degli Studi (attuale sede dell’Istituto scolastico di ragioneria "Mario Rapisardi"); il noto architetto viterbese Franco Petrucci progettò la Casa del Balilla (divenuta sede della G.I.L. e poi, nel dopoguerra, del Museo Archeologico civico fino al 2006) in Via Cavour e l’eclettico artista Gino Morici realizzò il Palazzo delle Poste in Piazza Sant'Antonino (poi ribattezzata Piazza Guglielmo Marconi). Il centro storico conserva la funzione di centro amministrativo ed economico della città, sebbene l'estensione dei quartieri moderni verso est abbia contribuito al decentramento di alcuni uffici amministrativi.
In centro si trovano il Teatro Regina Margherita e gli altri cinema della città, il Municipio, nonché le principali chiese e la Cattedrale.
Il centro ospita anche il tipico e suggestivo mercato "storico" ortofrutticolo, denominato Strata 'a foglia, esistente dal XVI secolo, fulgido esempio di come le tradizioni locali siano preservate, seppure con difficoltà.
Nel centro storico si trovano anche numerosi monumenti di rilievo: la chiesa di San Domenico, la chiesa di Sant'Agata (ex collegio dei Gesuiti), la Biblioteca Scarabelli e molti archi, ponticelli, terrazze, giardini.
Questa struttura si conservò intatta fino al secondo dopoguerra: negli anni 1950, infatti, la quasi totalità della popolazione abitava nei quattro quartieri formati dall'incrocio delle due vie principali, rappresentati da corso Vittorio Emanuele e corso Umberto I. Con il piano regolatore approvato nel 1962, uno dei primi d'Italia, al fine di tutelare il centro storico, finì con l'essere "congelato", privilegiando le aree periferiche della città. Così in seguito a tale decisione dello sviluppo urbano, molti quartieri del centro storico hanno cominciato a svuotarsi, a partire dall'antico quartiere arabo di San Francesco, e l'urbanizzazione sempre più massiccia nell'ultimo mezzo secolo ha enormemente cambiato l'assetto urbanistico della città, inglobando frazioni e borgate e aggredendo le campagne circostanti, con la conseguente nascita di nuovi quartieri. Fu così che dal centro si svilupparono altre importanti strade come Viale Trieste, Via Niscemi e Via Napoleone Colajanni, in cui si concentrò la costruzione di numerosi condomini destinati ad abitazioni civili e ad attività commerciali.
La prima espansione (negli anni cinquanta) ha visto l'urbanizzazione della contrada Palmintelli, a ovest del centro, in direzione del villaggio UNRRA-Casas (costruito nel 1944 e poi inglobato nel tessuto urbano), lungo la strada principale che conduceva a San Cataldo (poi diventato viale della Regione), e che adesso rappresenta il cuore pulsante della città dal punto di vista dei servizi.
Sull'onda della prima espansione, si è iniziato a edificare in contrada Balate, immediatamente a sud del quartiere Palmintelli, e a seguire, sempre più a sud, verso la contrada Pinzelli; in questo caso il perno su cui si è sviluppato il quartiere è rappresentato dalla via Turati: prosecuzione della via Sallemi, l'arteria è lunga circa 2 km, è interessata da due trafficati incroci, regolati da due rotatorie, e rappresenta il principale collegamento con la porzione sud-occidentale del centro urbano (occupata dal quartiere Balate).

I due quartiere-dormitorio di Balate e Pinzelli contano insieme circa 25.000 abitanti: l'urbanizzazione di quest'area, ad ogni modo, non si è arrestata.
Ad ovest del quartiere Palmintelli, avvicinandosi al centro di San Cataldo, si erge il Poggio Sant'Elia (ad un'altitudine di circa 700 m), elegante quartiere residenziale a bassa densità abitativa, sede tra l'altro dell'azienda ospedaliera locale e del CEFPAS (Centro per la Formazione Permanente e l'Aggiornamento del Personale del Servizio Sanitario), entrato in funzione negli anni novanta. Adesso, tra il quartiere Palmintelli e il Poggio Sant'Elia, si trova l'ingresso principale della città (proprio sullo svincolo sulla SS 640) da dove si snodano le direttrici di traffico principali per Canicattì, Agrigento e la A19 (SS 640), per San Cataldo (Via Due Fontane), per Santa Caterina Villarmosa (SS 122/bis), nonché per la città stessa, tramite la circonvallazione.
Subito a sud del Poggio Sant'Elia si trova la contrada Due Fontane, zona esclusivamente a carattere residenziale a bassa densità, con una forte tendenza all'urbanizzazione. Tra la fine del XX secolo e l'inizio del nuovo millennio, lungo la strada principale che l'attraversa, Via Due Fontane si è avuto un rapido sviluppo di attività e centri commerciali, data l'importanza del collegamento che offre tra Caltanissetta e San Cataldo.
Mentre a ovest del centro storico si edificava nel quartiere Balate, alla fine degli anni 1990 a sud sorgeva la zona San Luca, un quartiere in prevalenza costituito da cooperative edilizie, molto popoloso (circa 5'000 abitanti), ma che rappresenta un esempio di edilizia di scarsissimo valore, vista la disposizione delle costruzioni una a ridosso dell'altra e la scarsezza di verde, nonostante la recente progettazione: per rimediare a questa situazione, si è cercato di riqualificare un terreno su cui sorge un traliccio della dirimpetta sede ENEL che è diventato in pochi anni il Giardino della legalità, dedicato alle vittime della mafia ed inaugurato nel maggio 2017.

Da qui, dunque, partiva lo sviluppo della periferia meridionale della città, con la progressiva edificazione di villette in prevalenza unifamiliari nel quartiere di Pian Del Lago, zona ad edilizia di bassa densità, in cui si concentrano gli impianti sportivi della città e dove ha sede il CARA, centro di accoglienza per richiedenti asilo entrato in funzione nel 1998 e che, attualmente, è uno dei più grandi d'Italia.
Sempre più a sud sorge sulla direttrice Caltanissetta - Pietraperzia la Zona Industriale, sviluppatasi alla fine degli anni 1950 che rappresenta un importante polo produttivo.

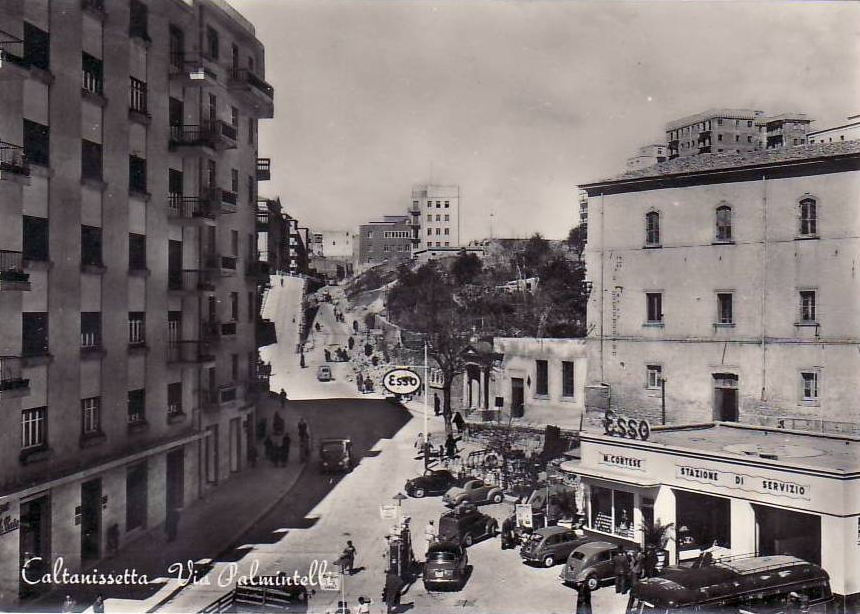
Vista sulla via Palmintelli (oggi via R. di San Secondo) in piena espansione edilizia (anni '50).
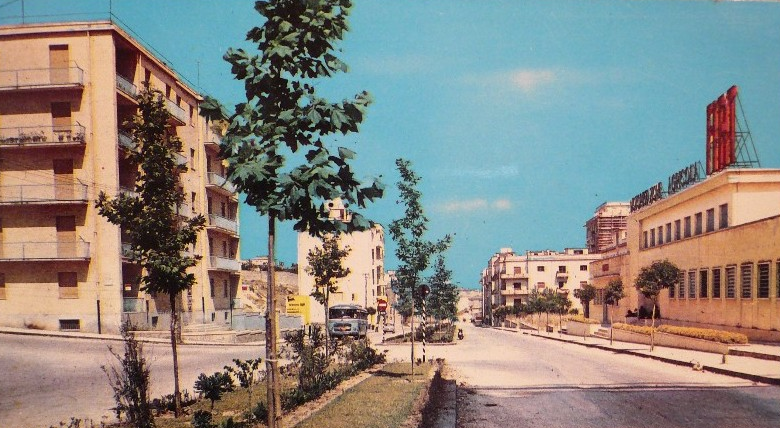
Un tratto di viale della Regione negli anni '60.
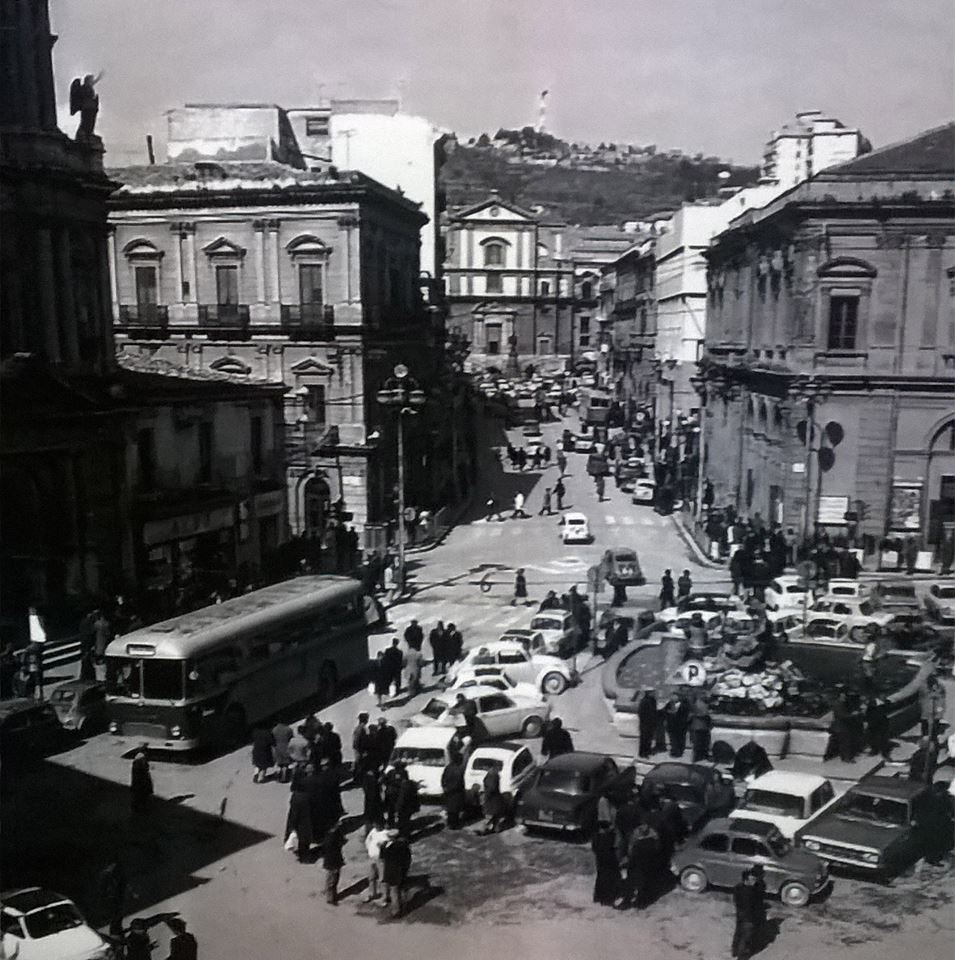
Piazza Garibaldi e il Corso Umberto I negli anni '70.
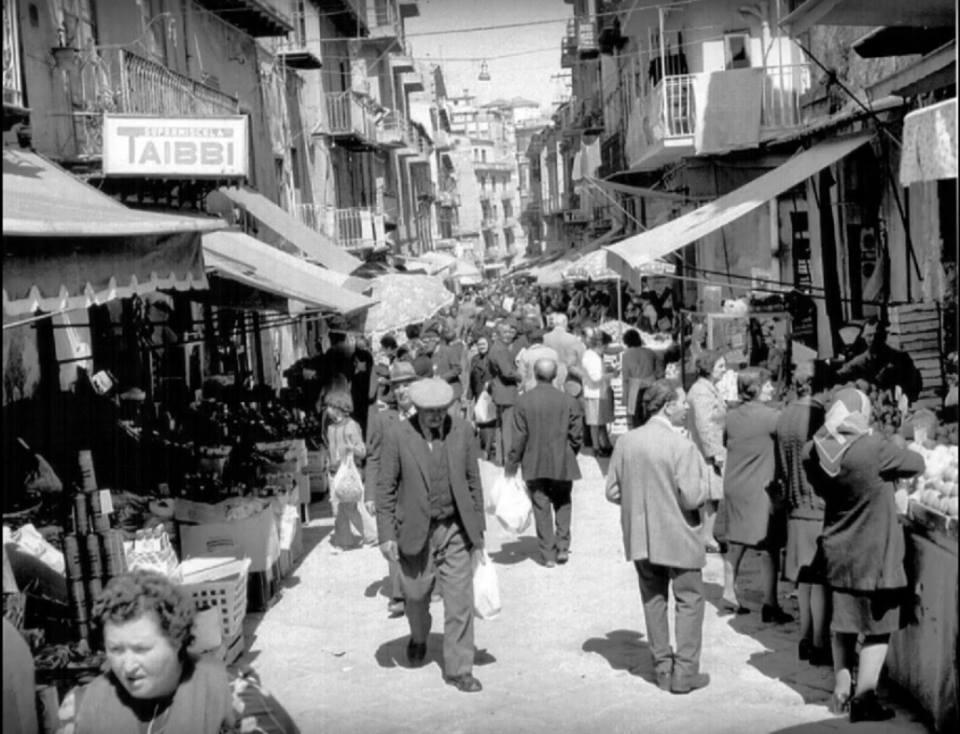
Il mercato della Strata 'a foglia negli anni '60.
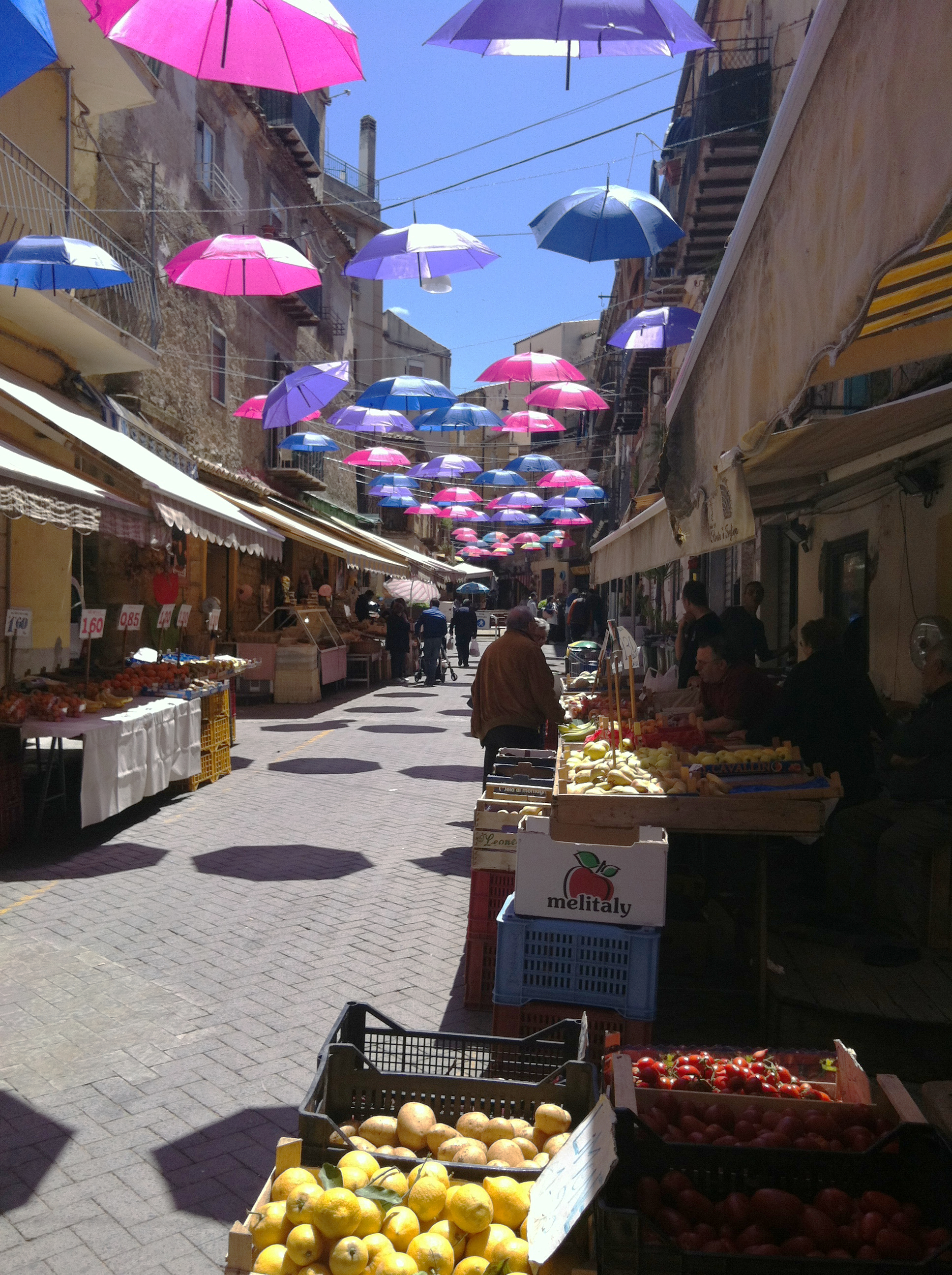
Mercato della Strata a foglia oggi.
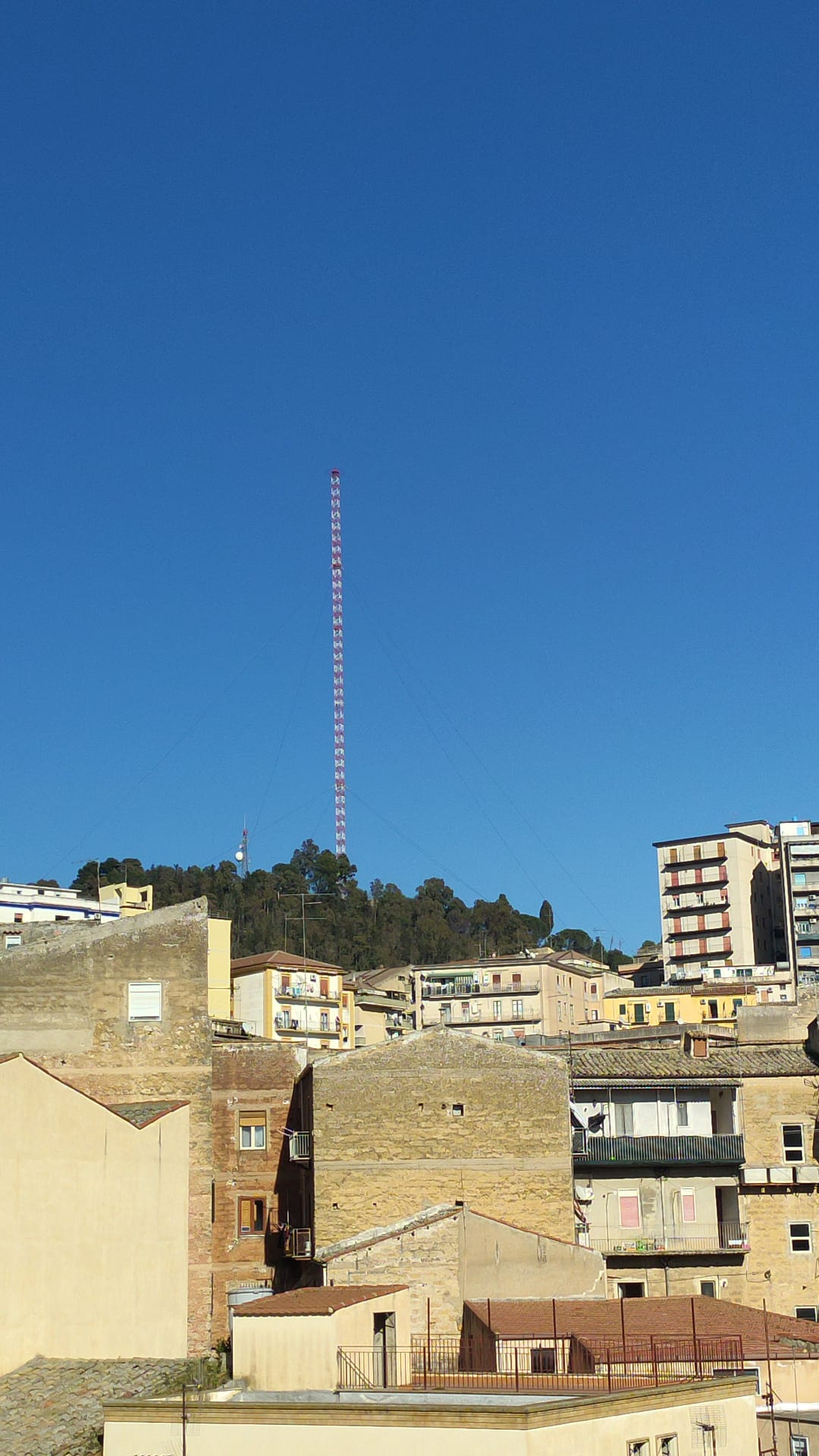
Vista dell'Antenna RAI dal centro storico.
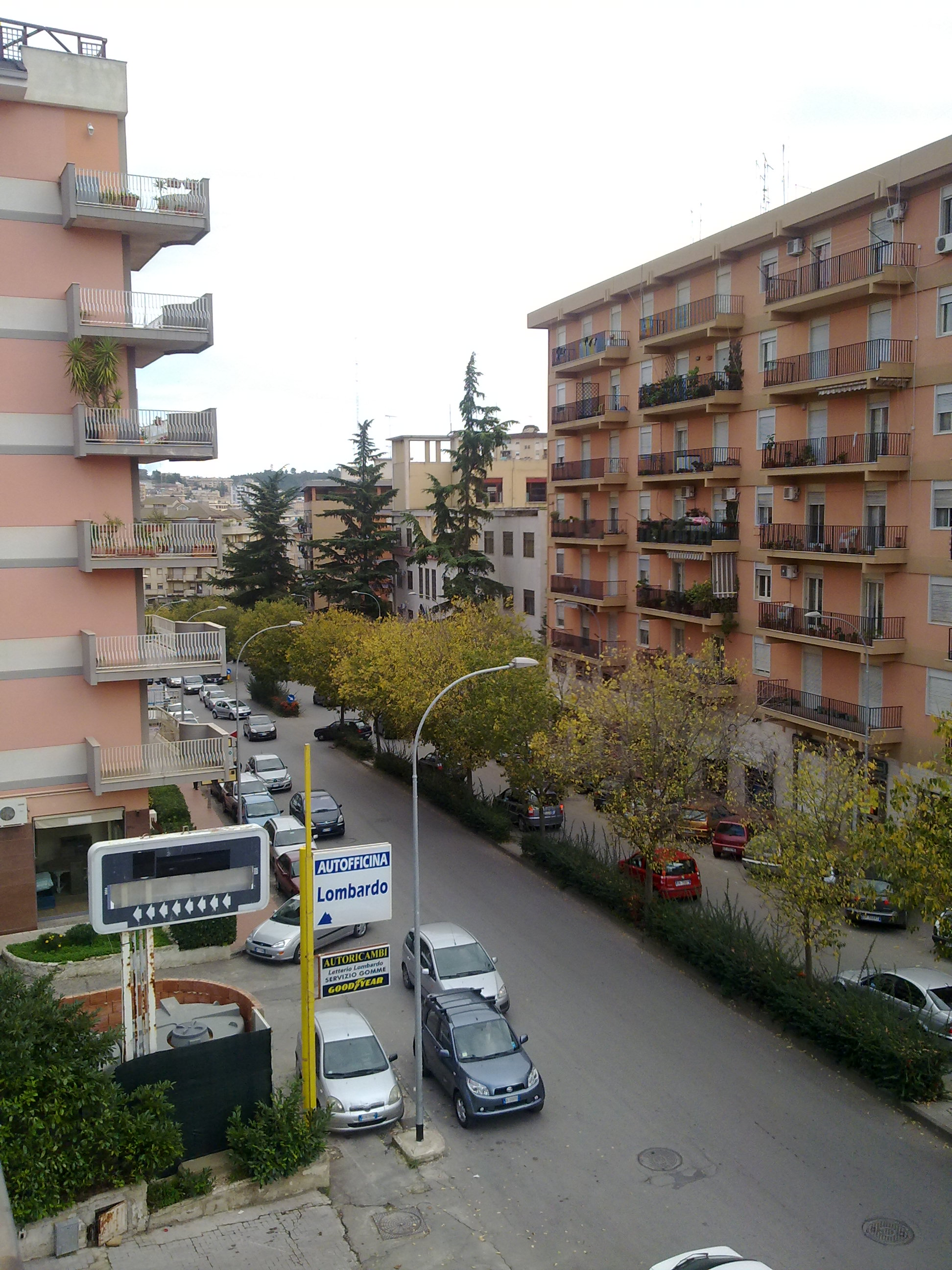
Un tratto di viale della Regione, nel quartiere Palmintelli, oggi.

Il via all'espansione del centro verso nord fu dato negli anni 1970 dalla costruzione del quartiere popolare attraversato da via G.B. De' Cosmi, denominato Santa Petronilla (dal nome di un'antica chiesetta rurale che sorgeva nella zona) che si sviluppa a partire proprio dalla via De' Cosmi e biforcandosi a destra con via Pietro Leone (zona le Fontanelle, dove si trova il più importante circolo ippico della città) e a sinistra con via Libertà (dove si trova il Palazzo di Giustizia e la Corte d'appello). Nella zona si trova anche l'Hotel San Michele, inaugurato nel 1990 ed unico albergo a quattro stelle della città.
Sempre a nord, è in via di urbanizzazione la contrada Firrìo, destinata a villette unifamiliari.
Per via del suolo impervio, l'espansione ad est del centro storico è stata di poca importanza e si è limitata ad alcune costruzioni degli anni cinquanta-sessanta sulle principali vie Xiboli e Redentore.

### Quartieri storici

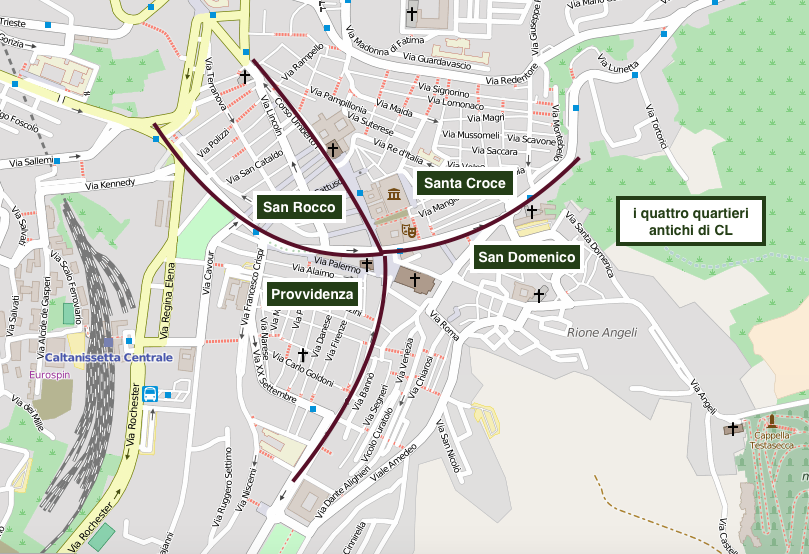
Mappa degli antichi quartieri

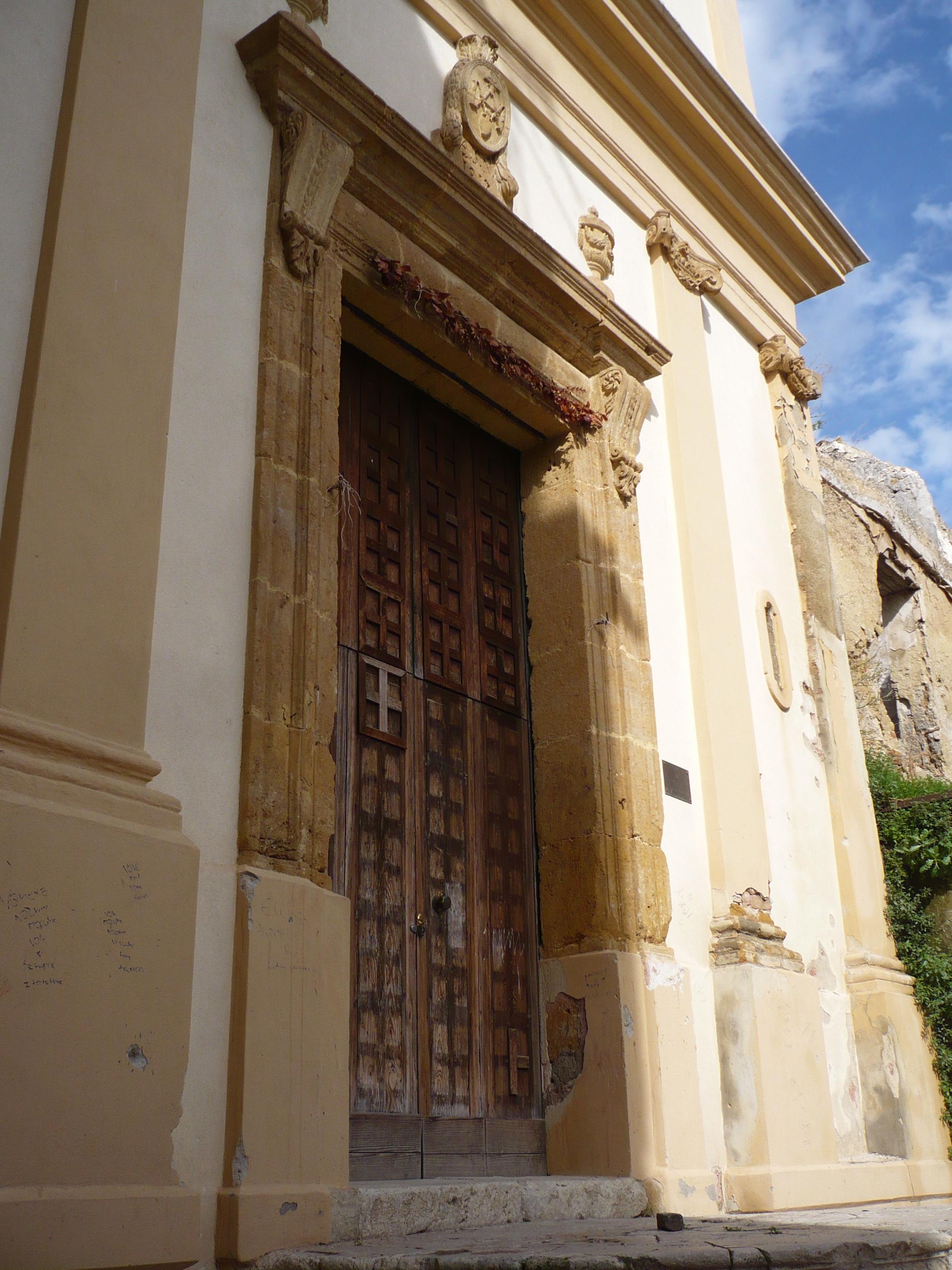
Portone della Chiesa di Santa Maria della Provvidenza, nel cuore del quartiere storico degli Zingari

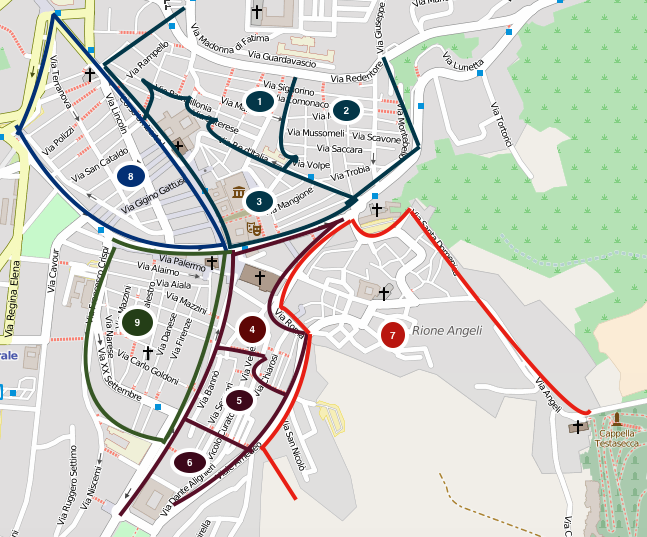
Quartieri e rioni a Caltanissetta

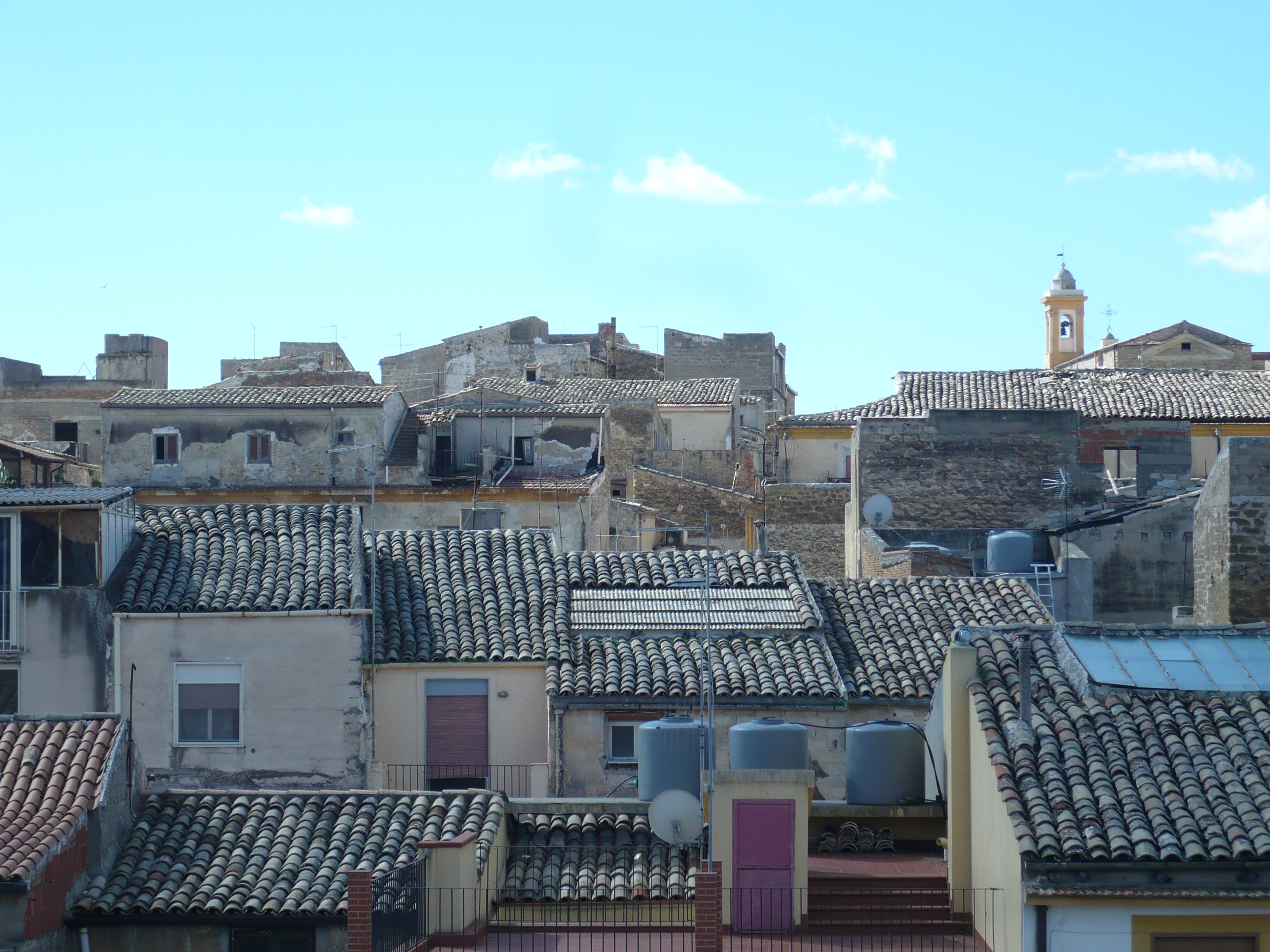
Tetti del rione della Provvidenza

A partire dal 1700 la città si sviluppa in quattro quartieri con al centro la piazza Ferdinandea (oggi piazza Garibaldi) e due assi viari principali e perpendicolari tra loro: corso Umberto I e corso Vittorio Emanuele. Questi assi stradali delimitano i confini interni dei quattro quartieri.
Il quartiere più antico, e preesistente la piazza, è il quartiere di San Domenico o quartiere degli Angeli che prende il suo nome dall'omonima chiesa; esso in origine è stato il quartiere arabo da cui ha preso origine lo sviluppo urbano della città di Caltanissetta.
Poi il quartiere della Provvidenza o dei Zingari o Furchi, che prende il suo nome dall'omonima chiesa posta nel punto più alto dello stesso, anticamente ghetto ebraico della città o Giudecca, ciò secondo un'ipotesi storiografica non confermata.
Terzo è il quartiere di Santa Venera che prende il suo nome dall'omonima chiesa scomparsa, che domina il quartiere e la città intera; successivamente il quartiere diventa quartiere di Santa Flavia insieme all'omonimo quartiere dei minatori costruito in epoca fascista.
Infine, il quartiere di San Rocco, il più recente dei quattro quartieri della città vecchia poiché è stato costruito tra i secoli XVI e XVIII, il quale deve il proprio nome ad una chiesa non più esistente e si sviluppò lungo la strada rettilinea anticamente chiamata "u' Cassariddu" (attuali Via Berengario Gaetani e Via Lincoln)
Altri quartieri/rioni della città sono:
- Quartiere dell'Annunciata
- Quartiere Cozzarello (o della Saccara)
- Quartiere di San Francesco
- Quartiere di San Salvatore

### Villaggio UNRRA Casas

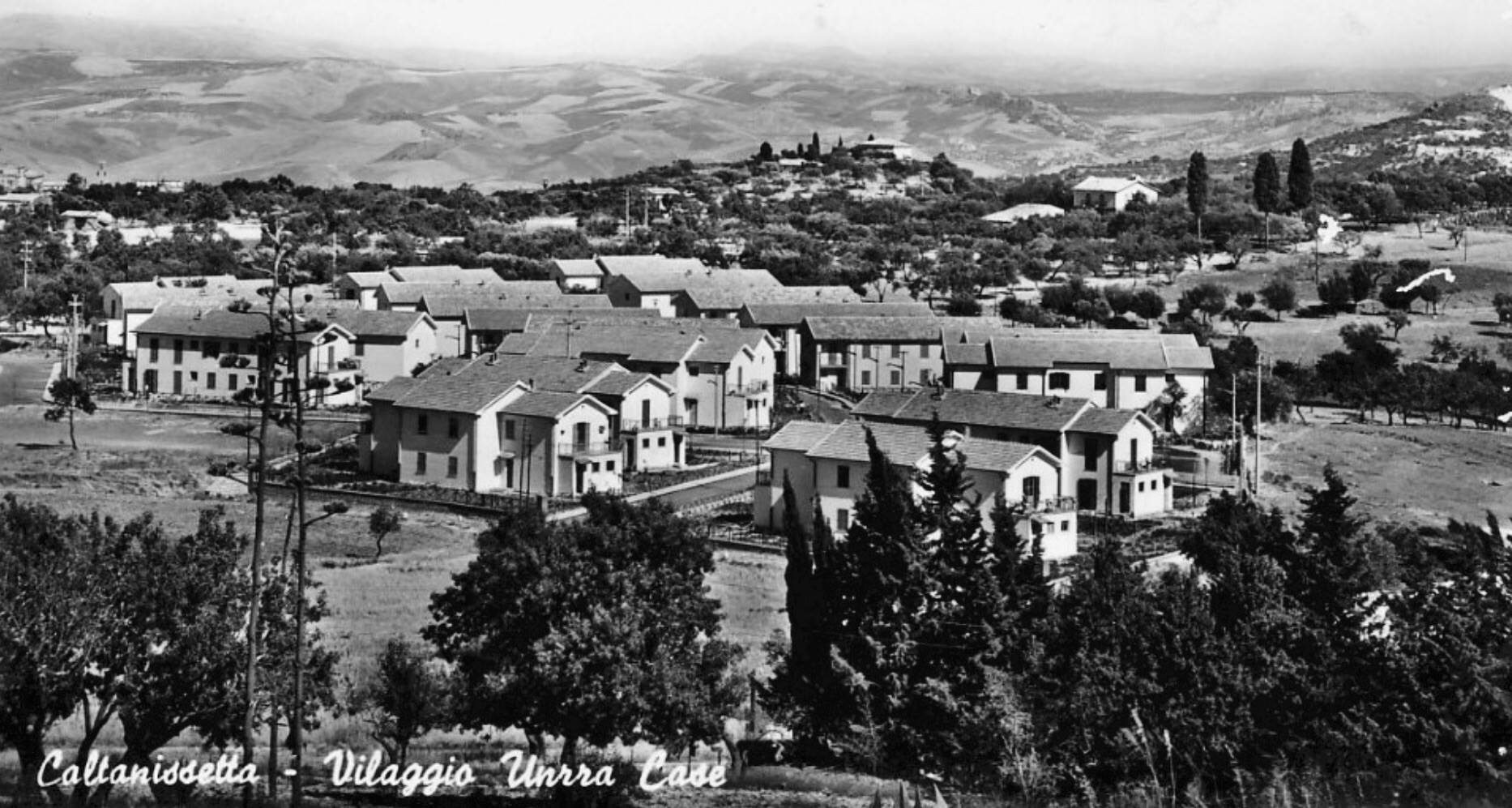
Cartolina d'epoca del villaggio UNRRA Casas (anni '60).

Il villaggio UNRRA Casas sorge a circa 3 km dal centro storico, e oggi risulta inglobato all'interno della città stessa, a ridosso dell'estremità nord dell'odierno viale della Regione, venendo semplicemente chiamato quartiere UNRRA Casas. Si tratta di un complesso di alloggi, realizzato nell'immediato dopoguerra, dall'organizzazione internazionale UNRRA Casas (United Nations Relief and Rehabilitation Administration), organizzazione costituita a Washington nel 1944, per fornire aiuti e assistenza alle popolazioni colpite dalla guerra, nei paesi passati sotto il controllo degli Alleati. Nel piano regolatore generale della città, il villaggio UNRRA Casas è classificato A2 "zone della città postunitaria o città del primo novecento", di interesse storico e sottoposto a tutela e limitazioni degli interventi di tipo edilizio.

### Frazioni

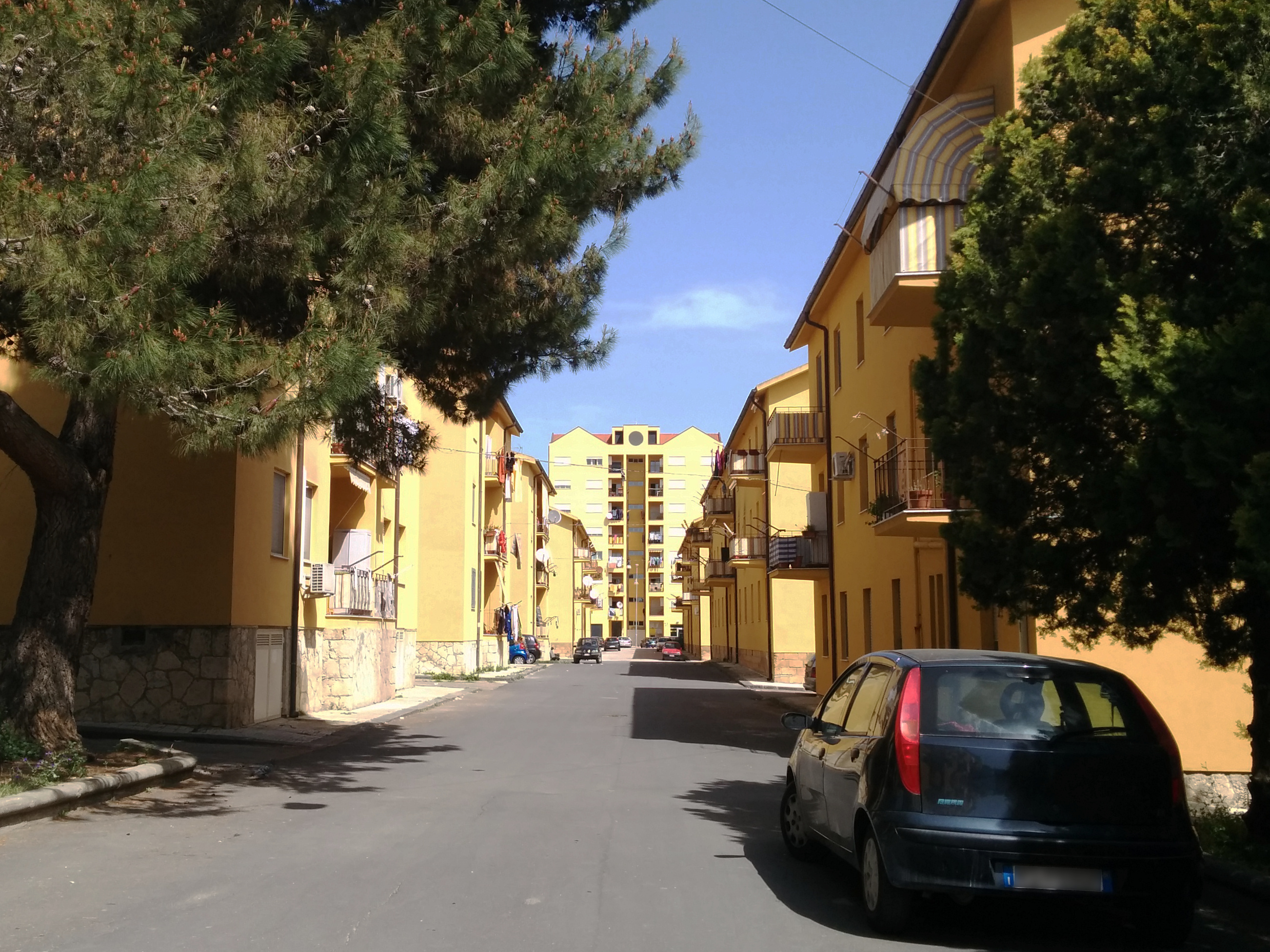
Villaggio Santa Barbara

Le frazioni del comune di Caltanissetta sono:
- Borgata Favarella
- Borgo Canicassè Casale
- Borgo Petilia
- Cozzo di Naro
- Prestianni
- Santa Rita
- Torretta[38]
- Villaggio Santa Barbara
- Xirbi.[118][119]

Si tratta di nuclei abitati ubicati a diversi chilometri dalla città, che in genere presentano una chiesa e in alcuni casi anche un ufficio postale e un posto telefonico pubblico. Alcune di queste frazioni sono borgate storiche classificate nel piano regolatore come zone A3 "Centri storici della campagna" e godono di tutela per l'importanza storica che rivestono.

## Economia

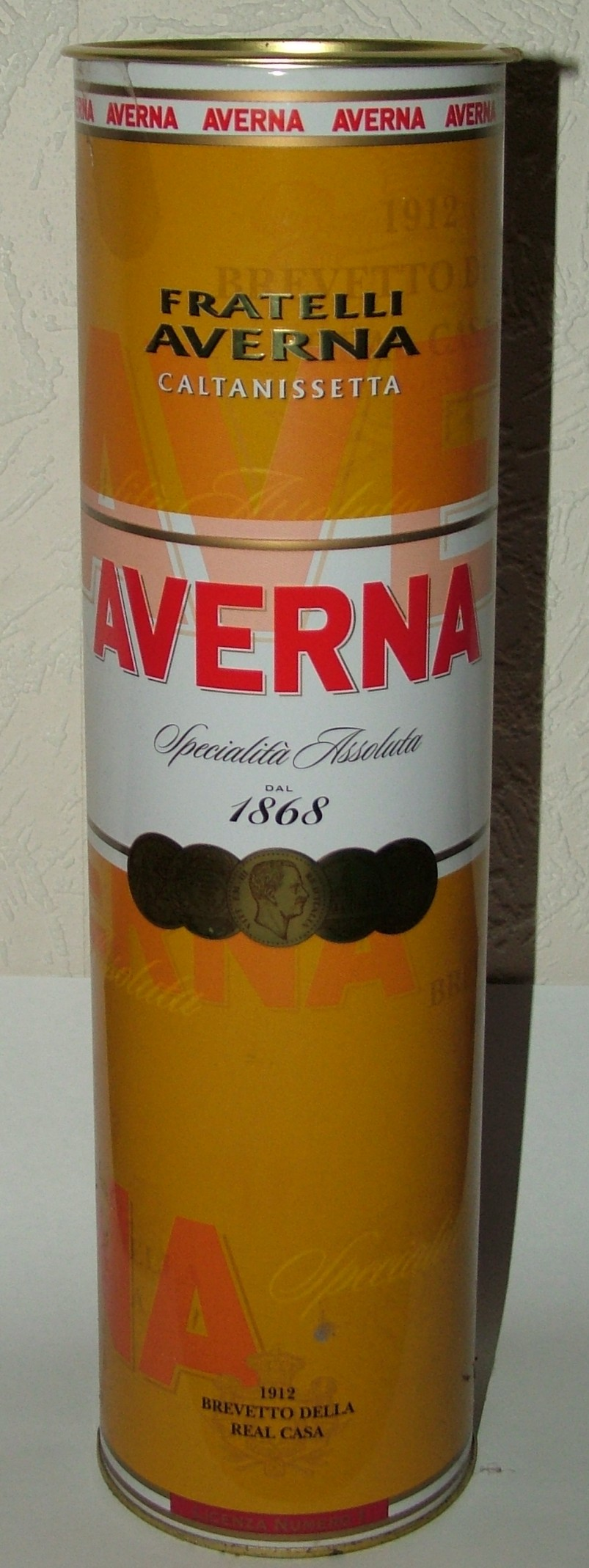
Amaro Averna

Caltanissetta è conosciuta soprattutto come un centro agricolo e dirigenziale in declino, con un prestigioso passato estrattivo alle spalle. In effetti l'estrazione dello zolfo ha rappresentato la voce economica cittadina più rilevante tra Ottocento e Novecento. Agli inizi del XX secolo Caltanissetta fu, infatti, tra le maggiori esportatrici di zolfo a livello mondiale, tanto che in passato le fu attribuito l'appellativo di capitale mondiale dello zolfo. In seguito, però, la concorrenza estera e lo sviluppo di nuovi metodi estrattivi segnarono il declino di Caltanissetta quale capitale dello zolfo, fino alla completa chiusura di tutte le miniere. L'epopea dello zolfo nisseno è raccontata nel Museo delle solfare di Trabia Tallarita, sito nell'ex area mineraria compresa tra Riesi e Sommatino, che fa parte del nuovo circuito del Distretto turistico delle Miniere, costituito nel 2011 ed esteso su di un'area di 2500 km² facente parte dei liberi consorzi comunali di Enna, Caltanissetta e Agrigento.

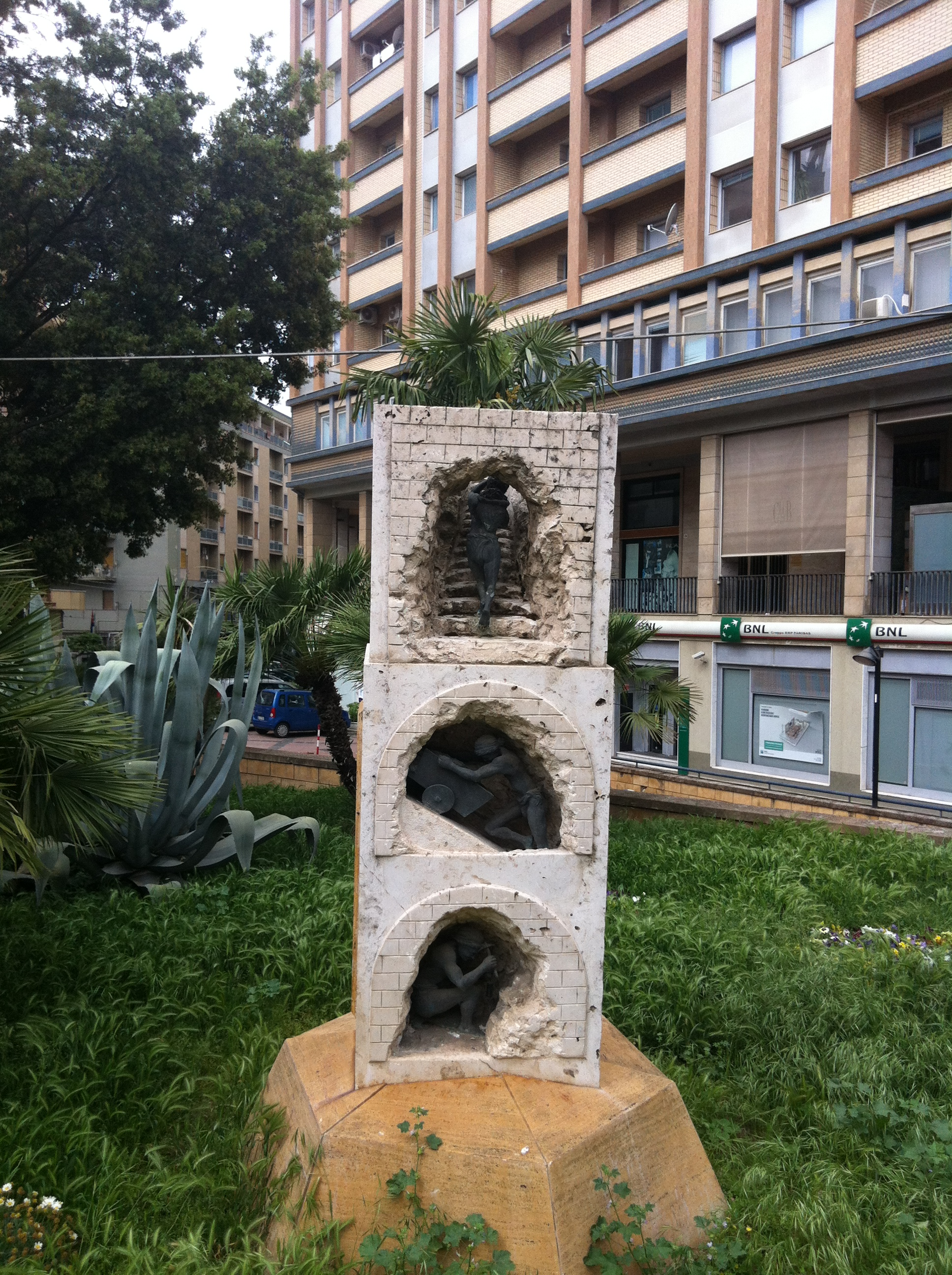
"La scatola dei ricordi" (2003), opera dello scultore nisseno Leonardo Cumbo, posizionata in un'aiuola del Viale Conte Testasecca in ricordo della dura vita degli zolfatai.

Tramontata l'epoca dello sfruttamento dello zolfo, è rimasto il settore primario a trainare l'economia locale.
Altro settore economico cittadino è quello artigianale, soprattutto nel campo delle pipe, dei dolciumi e del torrone. A Caltanissetta aveva sede il Gruppo Averna, che fu l'azienda principale della zona.
Il settore industriale nisseno è fragile e in via di sviluppo. Le aree industriali principali sono quelle di contrada Calderaro; di San Cataldo scalo e di Grottadacqua.
La Zona Industriale di Caltanissetta è localizzata in contrada Calderaro. Questo agglomerato produttivo è gestito dal Consorzio ASI, sottoposto alla vigilanza dell'Assessorato regionale alle Attività Produttive, e si estende per circa 100 ettari. All'interno della Zona Industriale lavorano un centinaio di imprese, operanti, principalmente, nei settori meccanico, alimentare, dei materiali da costruzione e dell'abbigliamento.
Altra area industriale ricadente nel territorio di Caltanissetta è quella denominata San Cataldo scalo: quest'area è vasta circa 45 ettari e ospita un centinaio di stabilimenti. Tra i settori maggiormente rappresentati troviamo industrie manifatturiere, meccaniche, alimentari, tessili ed elettroniche.
Infine, tra Caltanissetta e Serradifalco, si trova un'altra area industriale di scarsa importanza, denominata “Grottadacqua”, che sorge vicino alla SS 640.
Il terziario è senza dubbio il settore più sviluppato, nonché il più diversificato: oltre ad attività commerciali e legate all'edilizia (il vero settore trainante dell'economia cittadina negli anni del “boom” economico, anche se soggetto a continue inchieste per ricorrenti infiltrazioni mafiose), si annoverano sul territorio numerose filiali bancarie e istituti assicurativi, nonché gli uffici di importanti organi amministrativi (si ricordi, per esempio, che la città è sede del Tribunale e della Corte d'Appello). Ciononostante, il settore terziario presenta alcune carenze e debolezze. Una di esse è rappresentata dal turismo: in base ai dati raccolti dall'Assessorato al Turismo della Regione Siciliana, nel 2005 le presenze turistiche in provincia rappresentavano appena l'1,13% del totale. Questo dato così basso, che fa della provincia nissena la meno visitata in Sicilia, probabilmente non è dovuta alla carenza di strutture ricettive, quanto ad una cattiva valorizzazione del patrimonio artistico-monumentale e paesaggistico del territorio.
Nel suo complesso, il territorio di Caltanissetta può definirsi, comunque, scarsamente sviluppato dal punto di vista economico, a causa di un insieme di congiunture sfavorevoli sotto molteplici aspetti (carenza di infrastrutture, povertà di risorse, illegalità dilagante, scarso interesse della politica, poca oculatezza negli investimenti, ecc.). In base ai dati raccolti dal Sole 24 ore si evince che il PIL pro capite della provincia nissena sia di 13.388,84 € (103º posto in classifica nazionale) e che la quota di esportazioni sul PIL sia appena dell'11,47%; l'importo medio delle pensioni è basso (621,18 €).
Un altro grave problema che condiziona il sottosviluppo di questa parte d' Italia è la difficoltà a trovare un impiego fisso, specie per le fasce occupazionali più deboli, quali i giovani (il 45,9% è disoccupato) e le donne (sono occupate appena il 24,87% del totale, dato tra i più bassi del Paese).
La disoccupazione è una costante atavica della città, in quanto è stata storicamente uno dei principali stimoli all'emigrazione, soprattutto a partire dagli anni '60; tale processo, che si era quasi arrestato sul finire del XX secolo, sta tornando a manifestarsi nuovamente negli ultimi anni.

## Infrastrutture e trasporti

### Strade

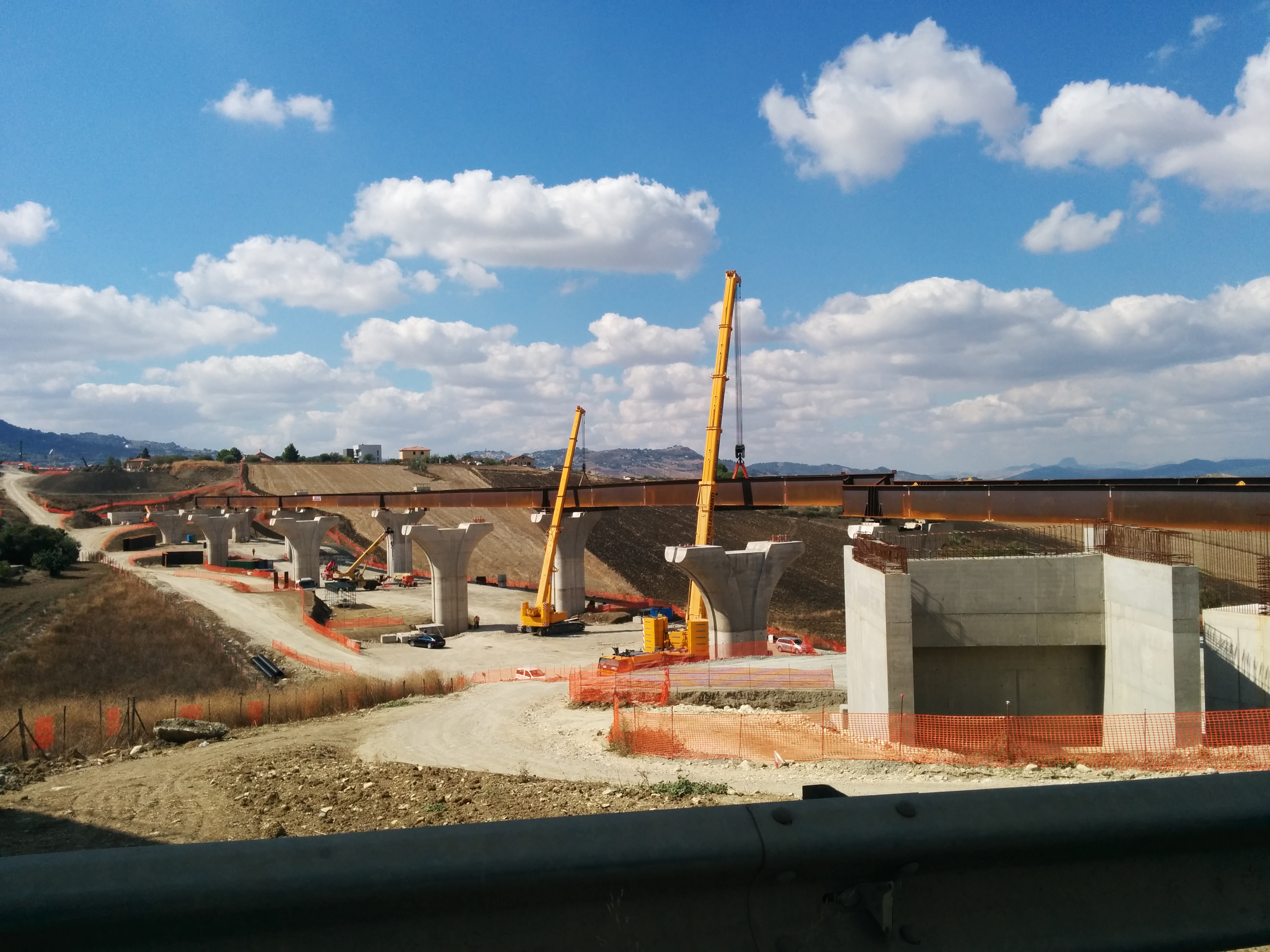
Lavori sulla Strada degli Scrittori presso Caltanissetta Nord (2014)

Caltanissetta rappresenta uno snodo di media importanza nell'ambito della rete stradale regionale. Le principali arterie extraurbane che interessano la città sono:
- l'autostrada A19 Palermo-Catania, fondamentale via di collegamento con i due principali centri siciliani; per immettersi dal centro urbano allo svincolo autostradale di Caltanissetta si deve però prima percorrere un breve tratto di 13 km della SS 640 (noto comunemente come bretella), che è in corso di ammodernamento;
- la strada statale 640 Strada degli Scrittori, la più recente via di comunicazione con Agrigento, inaugurata nel 1971 con il nome di "strada statale 640 di Porto Empedocle" e che dal 2009 è in corso di ammodernamento per diventare una moderna superstrada;
- la SS 640 dir Raccordo di Pietraperzia, a scorrimento veloce, che la congiunge con la SS 626 e con Pietraperzia;
- la strada statale 626 della Valle del Salso, o "scorrimento veloce Caltanissetta-Gela";
- la strada statale 122 Agrigentina, vecchio itinerario per Agrigento, che attraversa il centro abitato e conduce a ovest verso San Cataldo, Serradifalco e Canicattì, e a est verso Enna;
- la SS 122 bis per Santa Caterina Villarmosa.

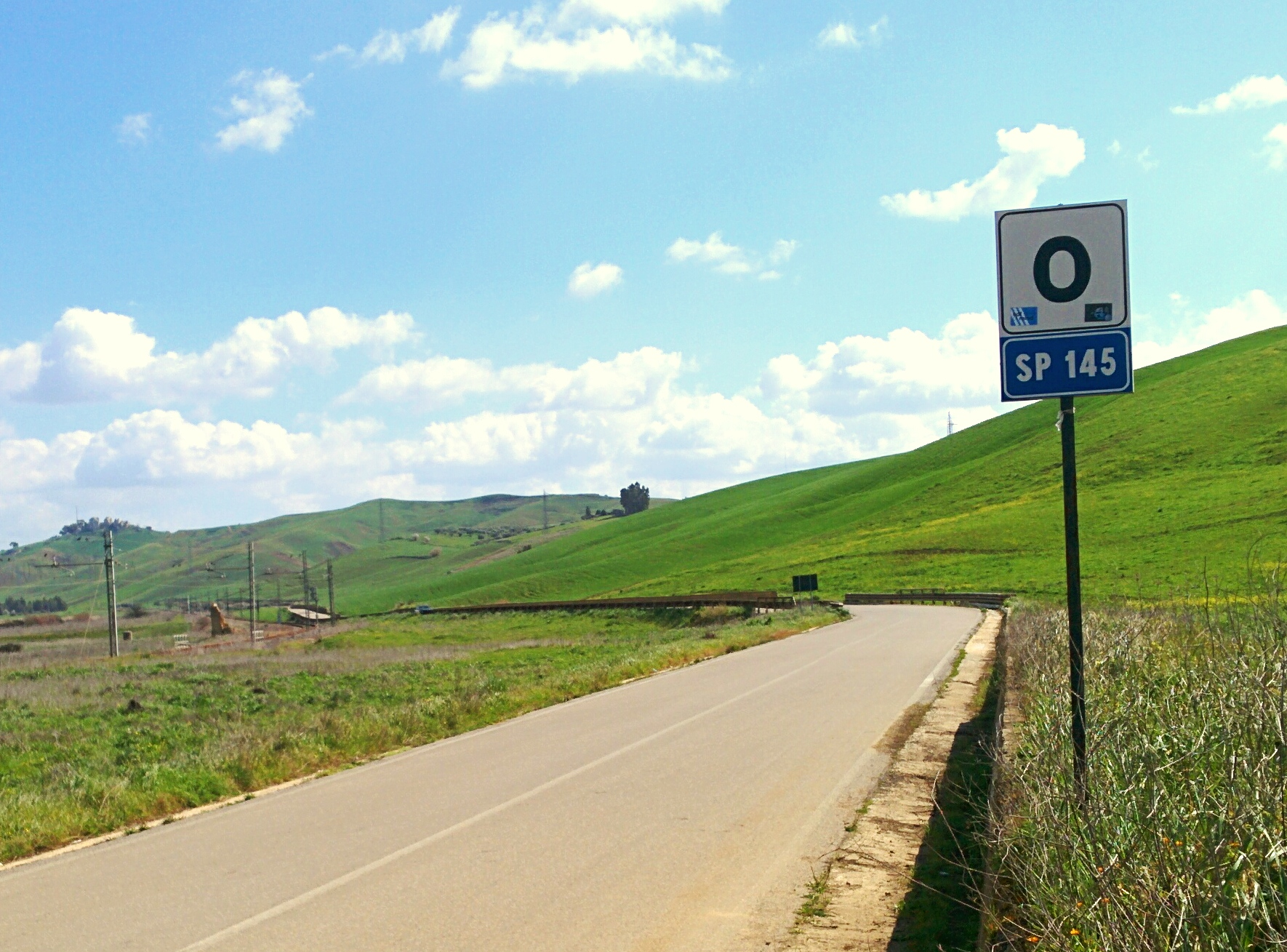
Strada provinciale per Marianopoli

Altre arterie garantiscono il collegamento con i centri minori:
- la strada provinciale 29 per San Cataldo;
- la strada provinciale 1 per Delia;
- la strada provinciale 40 per Serradifalco;
- le strade provinciali 155, 44, 145 e 42 per Marianopoli;
- la strada provinciale 127 per Sommatino;
- la strada provinciale 5 per San Cataldo e Favarella.

A Caltanissetta inoltre aveva origine la strada statale 191 di Pietraperzia. Nel 1988 il tratto da Caltanissetta a Pietraperzia fu declassato, diventando "strada provinciale 103 Caltanissetta-Pietraperzia", e perse progressivamente importanza a seguito dell'apertura della SS 640 dir.

### Ferrovie

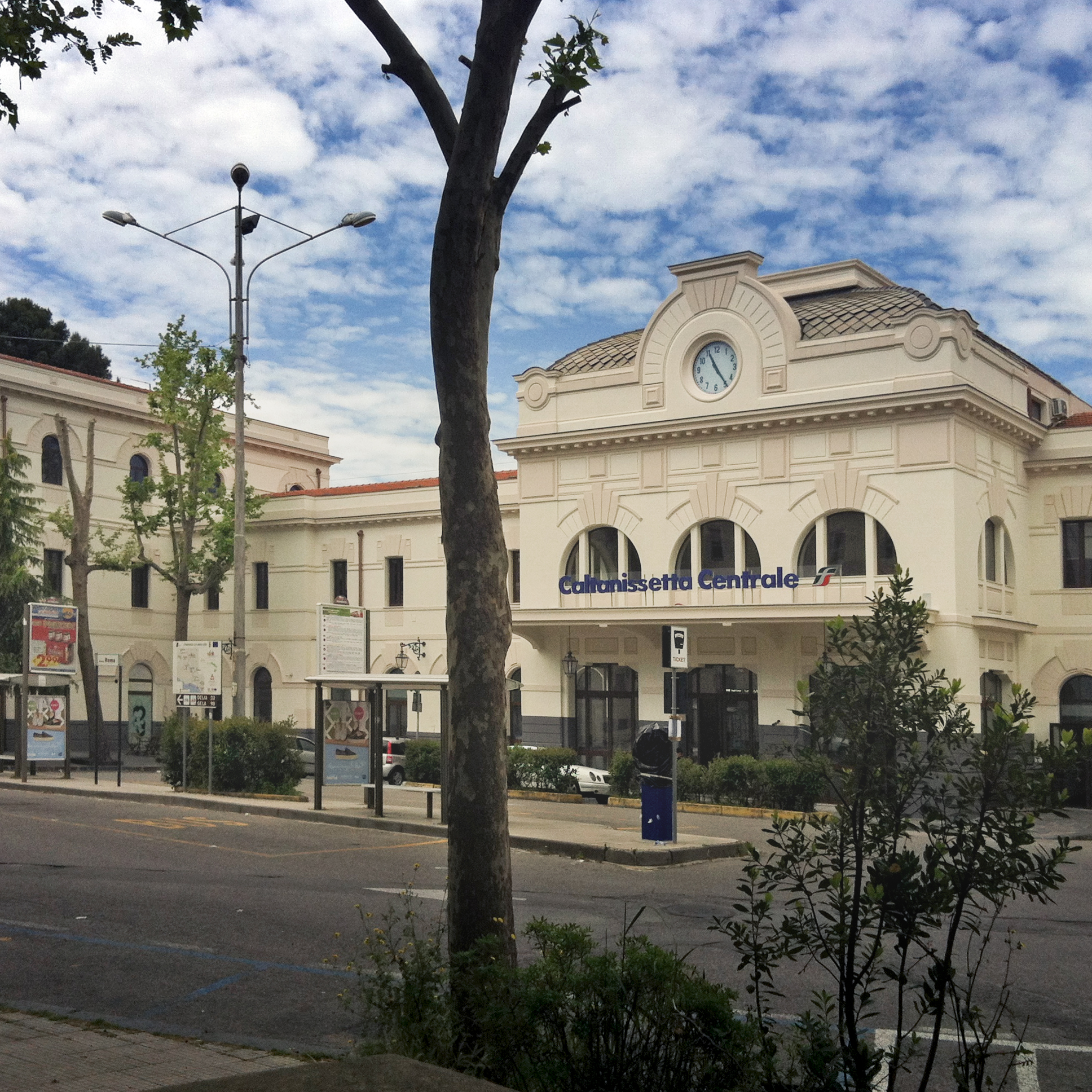
Stazione di Caltanissetta Centrale

Il centro abitato di Caltanissetta viene attraversato, da nord a sud, dall'omonima galleria ferroviaria, lunga circa 2 km. Allo sbocco del tunnel è stata costruita la stazione centrale: sita in piazza Roma, a breve distanza dal terminal degli autobus extraurbani, serve l'intera città. Sebbene oggi si trovi in una zona strategica e ben servita dai mezzi pubblici, quando fu inaugurata, nel settembre del 1876, si trovava alle porte della città.
La stazione è al giorno d'oggi frequentata principalmente da pendolari: lavoratori e studenti delle scuole secondarie. È interessata esclusivamente da un traffico di livello regionale: le principali destinazioni dei treni sono Catania, Modica, Agrigento e Xirbi (scalo intermedio per Palermo e Catania).
A circa 7 km a nord dalla città, invece, è localizzata l'altra stazione posta a servizio del capoluogo nisseno, quella di Caltanissetta Xirbi, situata in una zona di campagna prossima alla frazione di Xirbi, una piccola borgata sorta proprio in ragione della stazione, inaugurata nel 1869. In realtà essa è più vicina al centro abitato di Santa Caterina Villarmosa, del quale originariamente recava il nome. Lo scalo è comunque un importante nodo ferroviario dell'Isola: infatti, è posto sulla linea Palermo-Catania, della quale consente il collegamento con la ferrovia proveniente da Agrigento. Essendo così tanto lontana dalla città, la stazione è stata a lungo poco usata: i passeggeri vi transitavano solo per prendere le coincidenze. Tuttavia, a seguito della frana del 2015 che ha investito il viadotto Himera sulla A 19, che ha comportato disagi alla circolazione su gomma, in conseguenza del significativo potenziamento dei collegamenti ferroviari diretti tra Palermo e Catania, la stazione ha riacquistato importanza, diventando molto frequentata dai viaggiatori.
Nel quadro della realizzazione della nuova ferrovia Palermo-Catania ad alta capacità è inoltre previsto che la stazione venga riqualificata e attrezzata per accogliere i maggiori volumi di traffico generati dall'AV.

### Mobilità urbana
La città è dotata di un servizio di trasporto urbano su gomma gestito dall'azienda locale SCAT. Il capolinea, comune a tutte le linee, è situato in piazza Roma, di fronte alla stazione ferroviaria di Caltanissetta Centrale. Il terminal dei bus extraurbani è situato in via Rochester.

## Amministrazione

### Gemellaggi
- Rochester, dal 1965[123][124]

## Sport

### Pesistica
Uno degli sport più praticati a Caltanissetta è il sollevamento pesi, nel quale si investe molto. Grazie a strutture e palestre di alta qualità, la città nissena vanta di essere una delle città più innovative d'Italia nella pesistica, essendo inoltre sede regionale della Federazione Italiana Pesistica. Basti considerare che 50 record italiani su 180 sono stati stabiliti da atleti nisseni di cui 15 maschili e 35 femminili.
Inoltre, è anche sede giovanile del Gruppo Sportivo delle Fiamme Oro e annualmente dalle proprie palestre escono molti atleti convocati in nazionale. Gli unici cinque atleti nisseni ad avere preso parte alla storia delle Olimpiadi erano nella disciplina del Sollevamento pesi:
- Giovanni Scarantino, nelle olimpiadi di Seoul 1988, Barcellona 1992 e Atlanta 1996;
- Eva Giganti, alle Olimpiadi di Sidney 2000;
- Genny Caterina Pagliaro, alle Olimpiadi di Pechino 2006;
- Luca Parla, alle Olimpiadi giovanili di Singapore 2010;
- Mirco Scarantino, alle Olimpiadi di Londra 2012 e Rio De Janeiro 2016

La città di Caltanissetta ha inoltre ospitato le finali dei Campionati Italiani Assoluti nel 2012 e nel 2018.

### Calcio

Lo stadio Palmintelli durante una partita della Nissa, anni ottanta

La prima società calcistica a Caltanissetta è stata la U.S. Nissena 1929, che ha militato per diversi anni in Prima Divisione, in Serie C e in Quarta Serie per poi sciogliersi nel 1960.
Nel 2020, grazie alla fusione tra Sporting Vallone, ex Mussomeli e Nissa F.C. è stato possibile iscrivere una squadra della città nel campionato di Eccellenza.

### Automobilismo

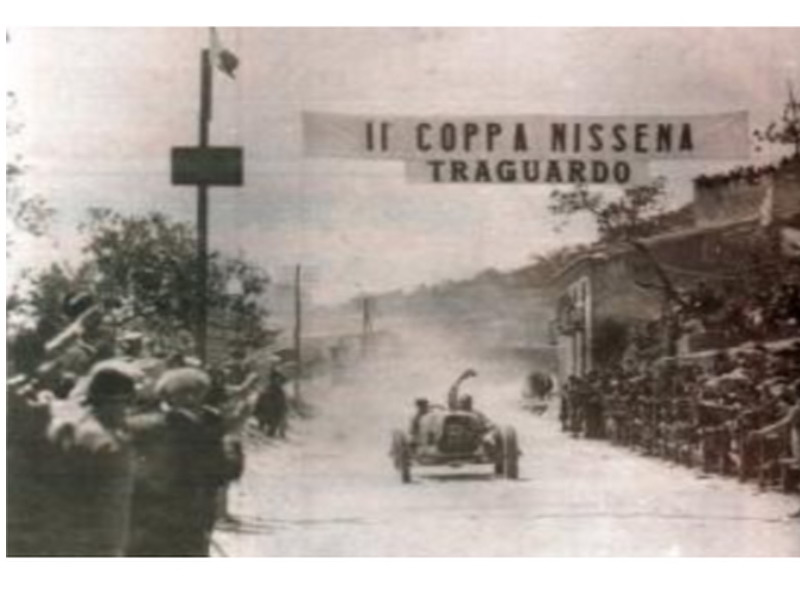
L'arrivo della seconda edizione della Coppa Nissena, 1923

L'automobilismo occupa una posizione di grande rilievo tra gli sport praticati in città. La competizione più importante è la Coppa Nissena, gara di tipo cronoscalata la cui prima edizione risale al 1922. Altre competizioni sono il Rally Città di Caltanissetta e lo Slalom del Borgo, che si svolgono lungo le strade nelle contrade limitrofe alla città.

### Tennis
Il torneo internazionale Città di Caltanissetta rappresenta un importante appuntamento che si svolge in città a cadenza annuale. Nato nel 1999 come torneo della categoria Satellites, nel 2005 passò all'ITF Men's Circuit e dal 2009 al 2018 ha fatto parte dell'ATP Challenger Tour. Nel 2024 il torneo internazionale è ritornato in città con gli M15.

### Altri sport

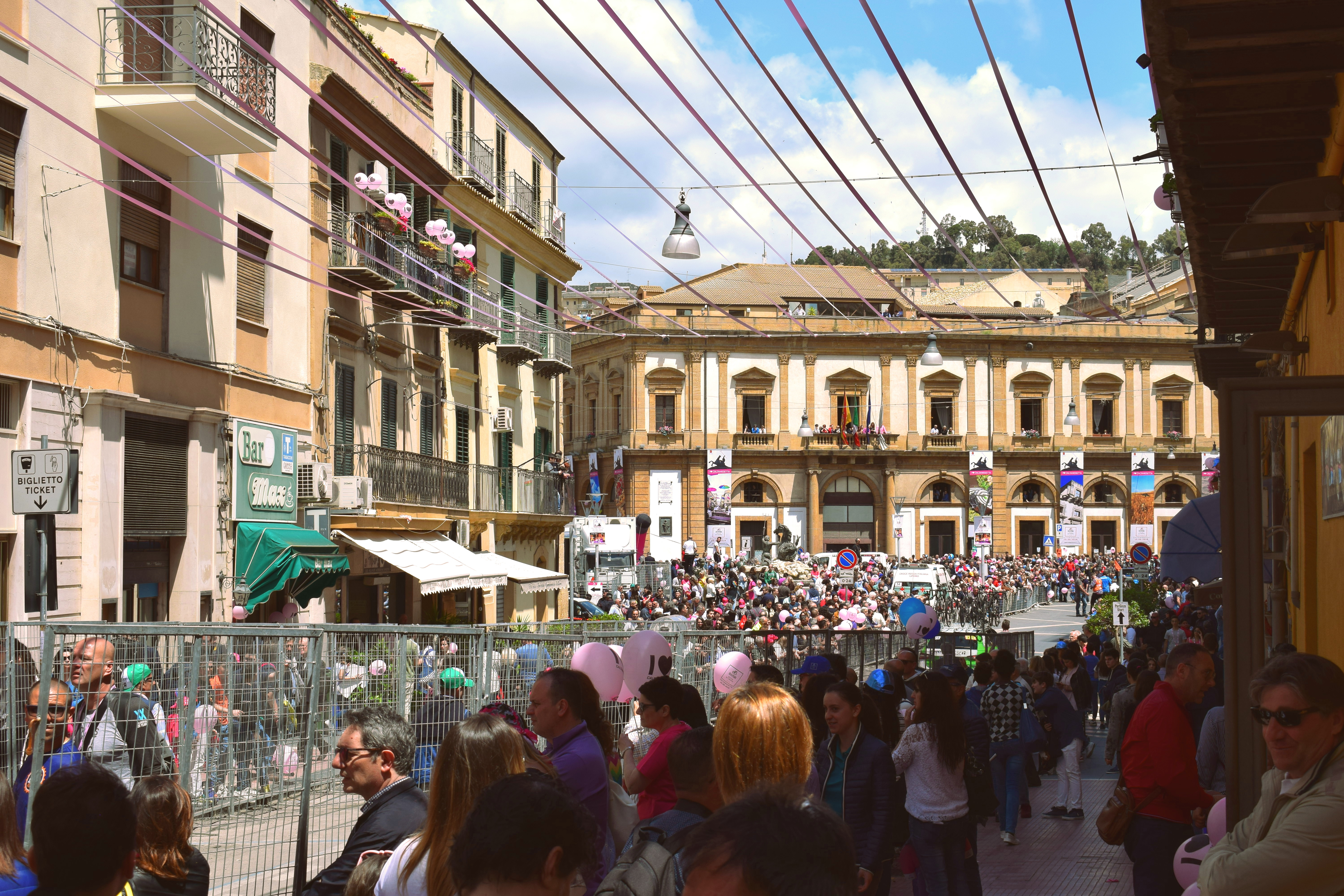
Piazza Garibaldi in occasione della sesta tappa del Giro d'Italia 2018

PallamanoLa principale squadra maschile di pallamano è la Nova Audax, che disputa il campionato di Serie A2.
Calcio a 5Nel calcio a cinque maschile, tra le più note squadre cittadine vi era la Nissa Futsal (nata nel 2012 dalla fusione tra Nissa 5 e Futsal Cl) la quale disputava il campionato di Serie B. Altra squadra è la Pro Nissa Futsal, nata nel 2009, che disputa il campionato di Serie B 2019/2020, dopo aver vinto il precedente campionato di Serie C1.
PallavoloLe principali squadre di pallavolo nissene sono: la Look Nissa Volley, maschile, che gioca nel campionato di Prima Divisione, e la Posta Express Albaverde, femminile, che milita in Serie C.
RugbyLa compagine di rugby maschile cittadina è la Nissa Rugby, che disputa il campionato di Serie C.
CiclismoIn città esistono alcune associazioni dedite al ciclismo quali la Open Bike, la Imera Bike e un team quale il "Team Lombardo Bike" che svolge gare in tutta Italia; tra l'altro per gli allenamenti è disponibile anche una pista di mountain bike comunale. Nel 1976 la città fu sede di arrivo della seconda tappa del 59º Giro d'Italia, vinta da Roger De Vlaeminck, e nel 2018 è stata sede di partenza della sesta tappa della 101ª edizione del Giro.

### Impianti sportivi

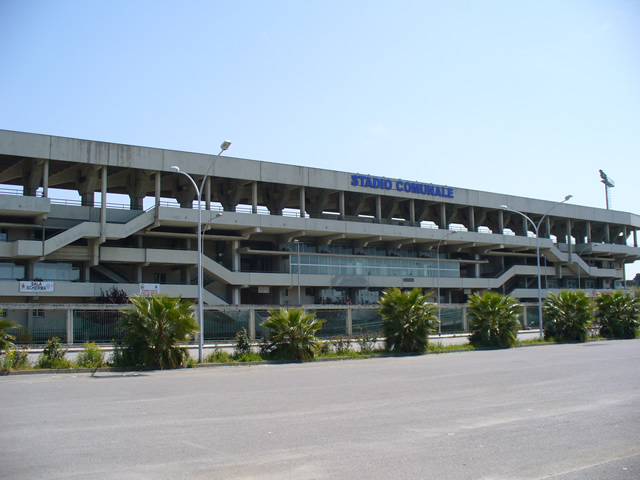
Stadio Marco Tomaselli

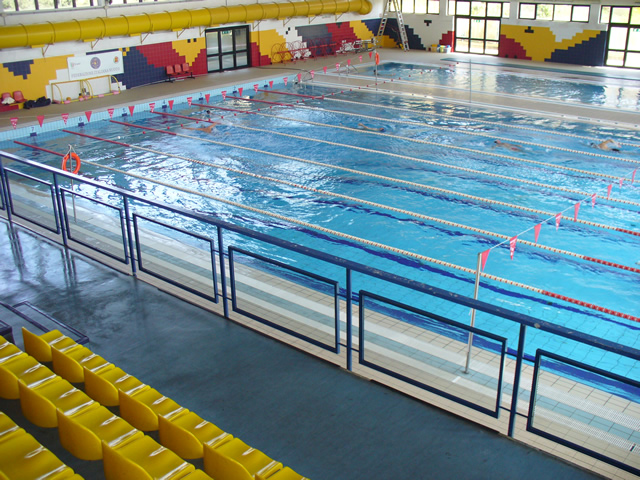
Piscina comunale

Stadio Marco TomaselliCentro sportivo moderno e polivalente, è chiamato anche stadio Pian del Lago dal nome della contrada su cui sorge; dispone di un manto in erba sintetica, una pista d'atletica e una sala scherma; ospita 12.000 posti a sedere ed è tra gli impianti più grandi della Sicilia. Nel 1994 vi si è svolto un incontro valevole per le qualificazioni ai campionati europei under-21 di calcio del 1996 tra Italia e Croazia; in quell'occasione la Nazionale italiana disputò la gara con le maglie della Nissa poiché entrambe le squadre avevano la stessa casacca e la partita cominciò in netto ritardo. Sono state giocate inoltre la finale della Coppa Italia di rugby 2003 e il match tra Italia e Francia del Sei Nazioni Under-20 del 2013.
Stadio PalmintelliÈ lo stadio storico della città, realizzato durante il ventennio fascista. Si trova nel centrale viale della Regione, offre cinquemila posti e ha il campo in terra battuta.
Tennis Club di villa AmedeoUfficialmente chiamato Tennis Club Caltanissetta, sorge nella zona a valle della villa Amedeo, da cui prende il nome. La storia del Tennis Club incomincia negli anni trenta del Novecento, quando fu realizzato il primo campetto in terra battuta; negli anni successivi la struttura fu ampliata con la costruzione di altri campi, e nel 1967 fu fondata l'attuale associazione sportiva. Oggi comprende quattro campi da tennis in terra rossa e a cadenza annuale vi si svolge il torneo Città di Caltanissetta, che dal 2009 è stato inserito nel circuito professionistico ATP.
PalaCarelliPalasport di proprietà della provincia, con capienza massima di 5.000 posti, il quarto per capienza tra gli impianti del genere a livello regionale, palcoscenico di importanti eventi, non solo sportivi, succedutisi negli anni. Nel 2010 si sono svolti i Campionati Italiani Juniores di pesistica, nel 2011 i Campionati Italiani Under 17 di pesistica e nel 2012 i Campionati Italiani Assoluti di pesistica. Sempre nel 2012 ha ospitato le qualificazioni del Gruppo 2 per il Campionato mondiale 2012 di calcio a 5. Al palazzetto dello sport sono stati ospitati alcuni artisti nazionali come i Pooh, Antonello Venditti, i Modà e altri.
Vanno ricordati anche gli altri due palazzetti dello sport comunali: il PalaChiarandà (con capienza di 1.000 posti) e il PalaCannizzaro (con 2.000 posti). In tutte le strutture citate si praticano vari sport indoor, tra cui le arti marziali e la pesistica, la scherma, il basketball, la pallavolo e la pallamano.
Piscina comunaleÈ costituita da due vasche natatorie, una vasca corta (lunga 25 m, larga 17 m, e profonda fino a 3,50 m) e una più piccola (25 m x 6 m, profonda 90 cm). All'interno dell'impianto sono presenti anche una palestra, una zona bar e una zona per attività commerciali; ha una capienza di duecento posti, mentre la tribuna può contenere quattrocento spettatori. Dal 2002 è in gestione alla Società Sportiva Dilettantistica Swimming srl.
Impianto polivalente Michelangelo CannavòÈ dotato di campi all'aperto in terra battuta e cemento, di varie discipline (calcio, pallavolo, basket, ecc.), di uno skatepark, una pista per mountain bike e un percorso per jogging. Durante l'estate nello stesso impianto viene anche approntato un campo in sabbia utilizzato per il beach volley e il beach soccer. Lo skatepark, uno dei più grandi del Mezzogiorno, non è più agibile a causa di episodi di vandalismo, che hanno distrutto del tutto le rampe in legno.
Street Factory EcletticaSi tratta di un impianto sportivo di 3000 m² in cui si praticano skateboard, pattinaggio, bmx, hockey, basket e free climbing. Inaugurato nel 2016, è frutto di un progetto scelto nel concorso Boom! Polmoni Urbani. Oltre ad attività sportive, è pensato per ospitare anche eventi culturali e artistici.
Poligono di tiro a segnoVi opera sin dal 1884 la sezione locale del Tiro a Segno Nazionale. Fu requisito nel 1939 a causa della seconda guerra mondiale e rimase poi abbandonato fino al 1980, quando il demanio militare lo riassegnò a titolo gratuito all'allora capitano dell'Esercito Giovanni Vitali, che vi ricostituì la sezione. Il poligono comprende uno stand a 10 per pistole e carabine ad aria compressa e un impianto a 50 metri dove si può sparare con armi che erogano un'energia cinetica non superiore a 63 kgm. Vi si svolge anche l'attività istituzionale demandata dalla Legge alle sezioni del TSN sull'addestramento di tutte le persone che svolgono servizi armati presso enti pubblici e privati.